# Weihnachten

Fra Bartolommeo: Die Heilige Familie mit dem Johannesknaben (um 1490; Alte Pinakothek, München)

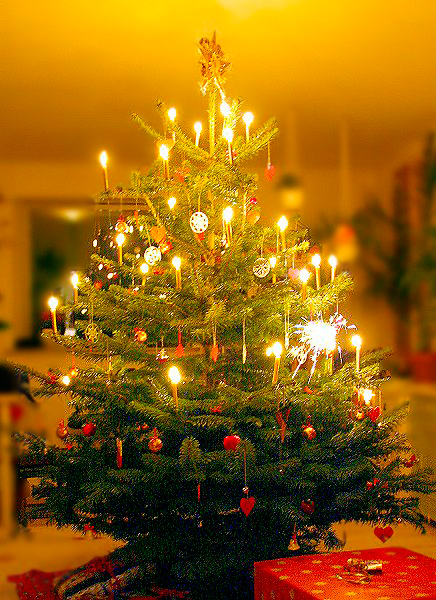
Ein Weihnachts- oder Christbaum

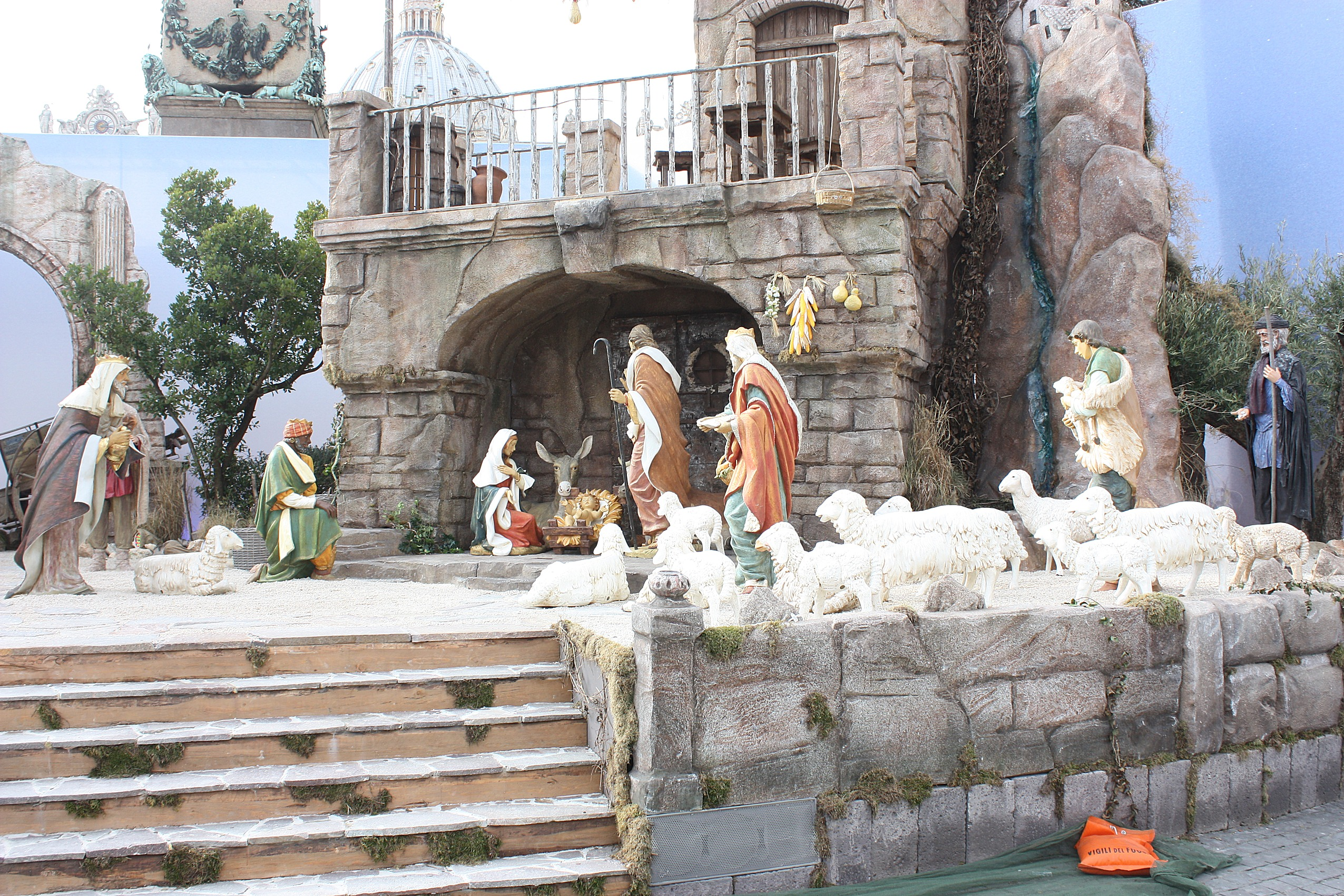
Weihnachtskrippe auf dem Petersplatz im Vatikan (2015)

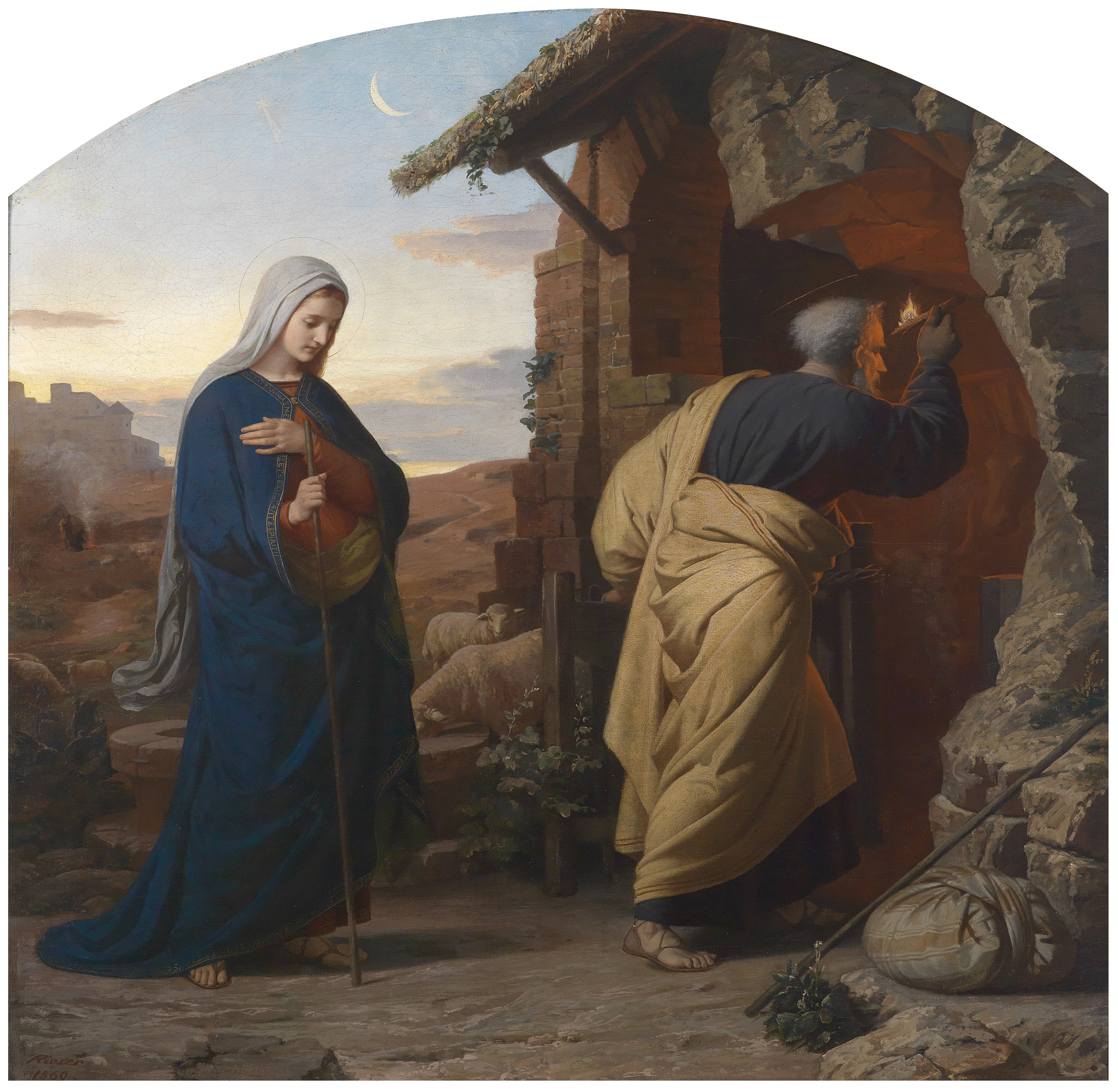
Michael Rieser: Am Abend vor Christi Geburt (1869)

Weihnachten, auch Weihnacht, Christfest oder Heiliger Christ genannt, ist im Christentum das Fest der Geburt Jesu Christi. Festtag ist der 25. Dezember, der Christtag, auch Hochfest der Geburt des Herrn (lateinisch Sollemnitas Nativitatis Domini oder In Nativitate Domini), dessen Feierlichkeiten am Vorabend, dem Heiligen Abend (auch Heiligabend, Heilige Nacht, Christnacht, Weihnachtsabend), beginnen. Der 25. Dezember ist in vielen Staaten ein gesetzlicher Feiertag. In Deutschland, Österreich, den Niederlanden, Teilen der Schweiz und vielen anderen europäischen Ländern kommt im Kirchenjahr als zweiter Weihnachtsfeiertag der 26. Dezember hinzu, der auch als Stephanstag begangen wird.
Weihnachten wird meist mit der Familie oder mit Freunden und mit gegenseitigem Beschenken gefeiert, Bescherung genannt. In deutschsprachigen und einigen anderen Ländern findet die Bescherung für gewöhnlich abends am 24. Dezember statt und wird als der herausragende Teil des Weihnachtsfests angesehen. In englischsprachigen Ländern ist eine Bescherung am Morgen des Weihnachtstags üblich. Beim Bescherungsritual wird auf mythische Geschenkebringer wie das Christkind oder den Weihnachtsmann, die teilweise auch gespielt werden, verwiesen. In vielen Ländern gibt es weitere Weihnachtsbräuche.
Im westlichen Christentum ist Weihnachten mit Ostern und Pfingsten eines der drei Hauptfeste des Kirchenjahres. Als kirchlicher Feiertag ist der 25. Dezember seit 336 in Rom belegt. Wie es zu diesem Datum kam, ist ungeklärt. Diskutiert werden in der Literatur verschiedene Hypothesen. Der Besuch eines Gottesdienstes am Heiligen Abend, in der Nacht oder am Morgen des 25. Dezember ist für viele Menschen Teil der Festtradition; in Deutschland trifft dies auf ein Fünftel der Bevölkerung zu (2016 und 2018).

## Etymologie

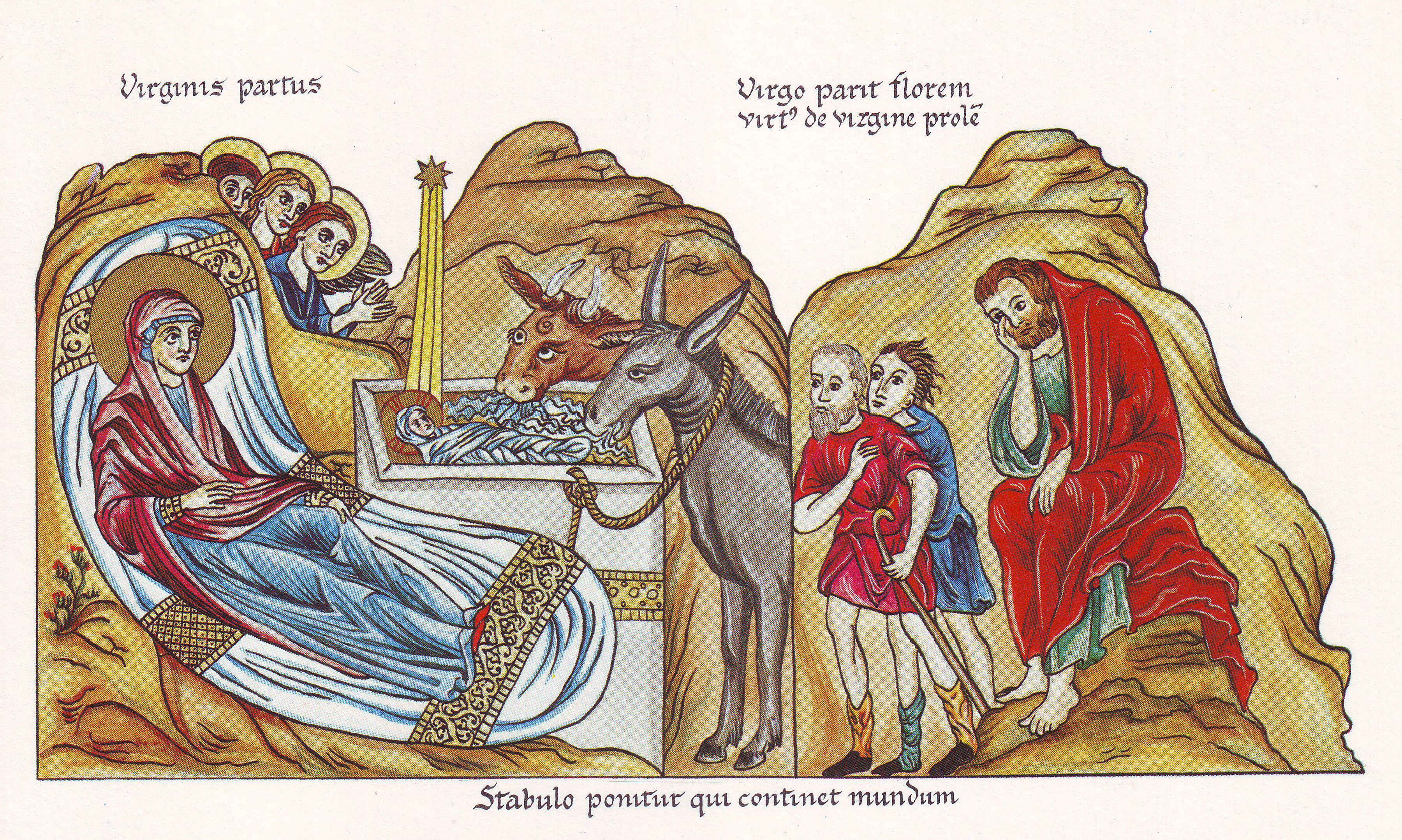
Die Geburt Jesu Christi, Darstellung aus dem Hortus Deliciarum der Herrad von Landsberg (12. Jahrhundert)

Der hochdeutsche Ausdruck Weihnachten geht auf eine mittelhochdeutsche, adjektivische Wendung wîhe naht oder ze (den) wîhen nahten zurück, deren frühester Beleg sich in der Predigtsammlung Speculum ecclesiae (um 1170) findet.

„diu gnâde diu anegengete sih an dirre naht: von diu heizet si diu wîhe naht.“

„Die Gnade kam zu uns in dieser Nacht: daher heißt sie die heilige Nacht.“

Aus der gleichen Zeit stammen die Verse aus einem Langgedicht des bayerischen Dichters Spervogel (um 1190):

„Er ist gewaltic unde starc, / der ze wîhen naht geborn wart. / daz ist der heilige Krist.“

„Er ist gewaltig und stark, der zur geweihten [geheiligten] Nacht geboren ward: das ist der heilige Christ.“

Der Ausdruck blieb dabei bis ins 13. Jahrhundert auf den oberdeutschen Bereich beschränkt und ist in den mitteldeutschen Dialekten erst seit dem Ende jenes Jahrhunderts als wînahten belegt. Daneben begegnet christtag als Synonym im mitteldeutschen Raum von Thüringen und Oberhessen über Westfalen bis nach Luxemburg und Lothringen. Im Mittelniederdeutschen finden sich stattdessen zunächst die Wörter kersnacht „Christnacht“ und kerstesmisse „Christmesse“ (vgl. englisch Christmas), erst ab 1340 winachten (m.). Im östlichen Norddeutschland hat sich das mnd. jûl noch in neuerer Zeit als Jul erhalten.
Das Adjektiv althochdeutsch und altsächsisch wîh, mittelhochdeutsch wîch wird über germanisch *wīʒja, *wīhaz ‚heilig, geweiht, numinos‘ aus der indogermanischen Wortwurzel *u̯eik- ‚aus-, absondern, weihen‘ abgeleitet und ergab im Neuhochdeutschen ein inzwischen ungebräuchliches weich ‚heilig‘. Seinerseits von diesem Adjektiv wurde das schwache Verb wîhen (ahd. und mhd. gleichlautend, von germanisch *wīʒjan, *wīhijaną) und schließlich das neuhochdeutsche weihen abgeleitet. Eine Substantivierung des Adjektivs ergab altsächsisch und althochdeutsch wîh ‚Tempel‘, altenglisch wēoh, wīg ‚Götterbild‘ und altnordisch vē ‚Heiligtum, Tempel, Gerichtsstätte‘ (vgl. die nordische Gottheit Vé). Darüber hinaus ist wîh vermutlich mit lateinisch victima ‚Opfertier‘ und altlitauisch viešpilas ‚heiliger Berg‘ verwandt. Das zweite Wortglied nahten knüpft zum einen an die alte Zeiteinteilung vom Tag mit Beginn der Nacht an (vgl. englisch fortnight „vierzehn Tage“), zum anderen verweist der Plural auf mehrere Feiertage – vielleicht mit Bezug auf die altkirchliche Tradition der Zwölf Weihnachtstage vom 25. Dezember bis Epiphanias (Fest der Erscheinung des Herrn) am 6. Januar oder das europäische Brauchtum der Rauhnächte. Das zusammengesetzte Wort kann also mit die heiligen Nächte übersetzt werden.
Das unpersönliche Verb weihnachten prägte Theodor Storm. In seinem Gedicht vom Knecht Ruprecht heißt es in den Anfangs- und Schlusszeilen:
 Von drauß’ vom Walde komm ich her;

 Ich muß euch sagen, es weihnachtet sehr!

## Grundlagen im Neuen Testament

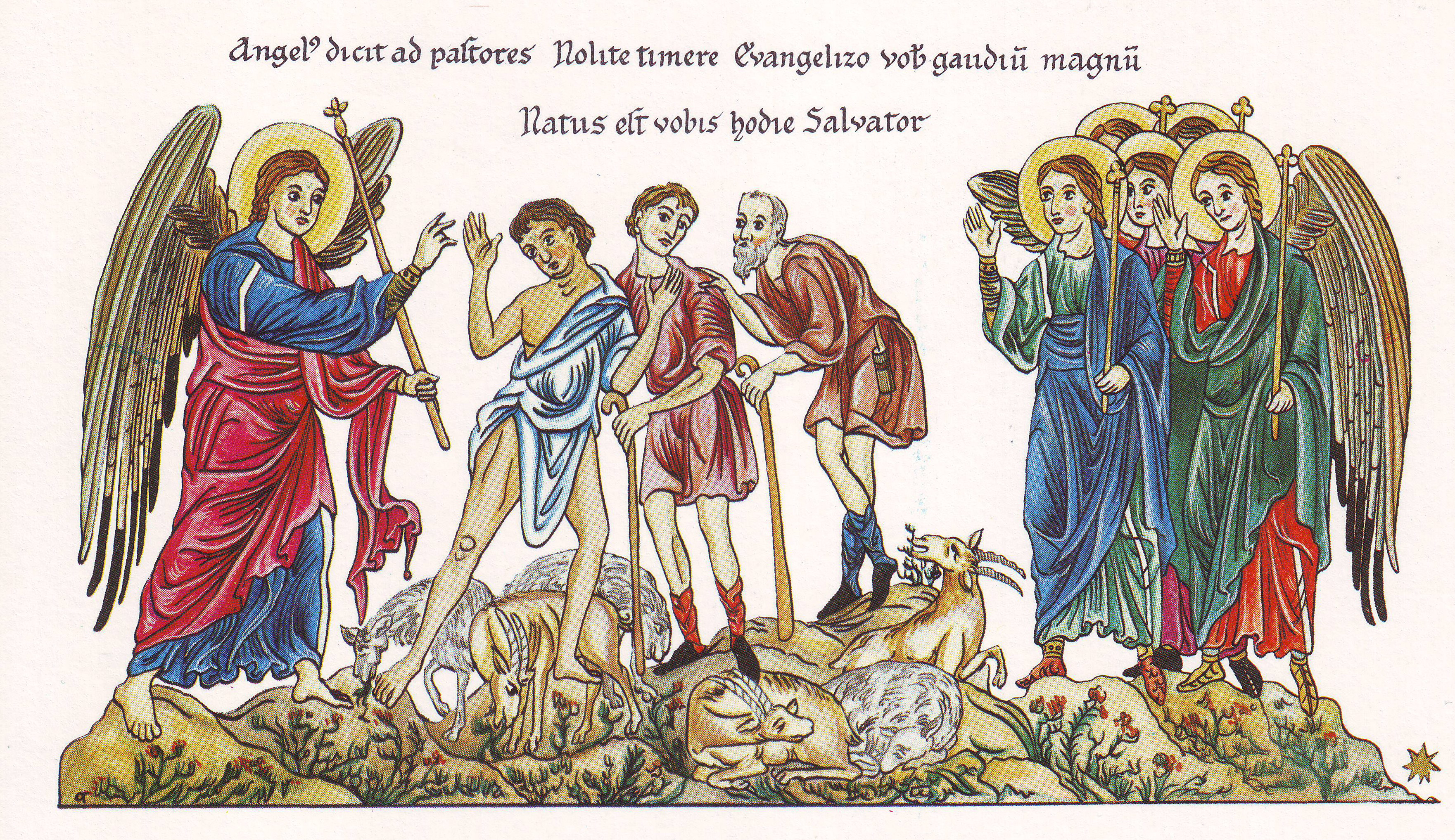
Die Engel verkünden den Hirten die Geburt Christi, Darstellung aus dem Hortus Deliciarum der Herrad von Landsberg (12. Jahrhundert)

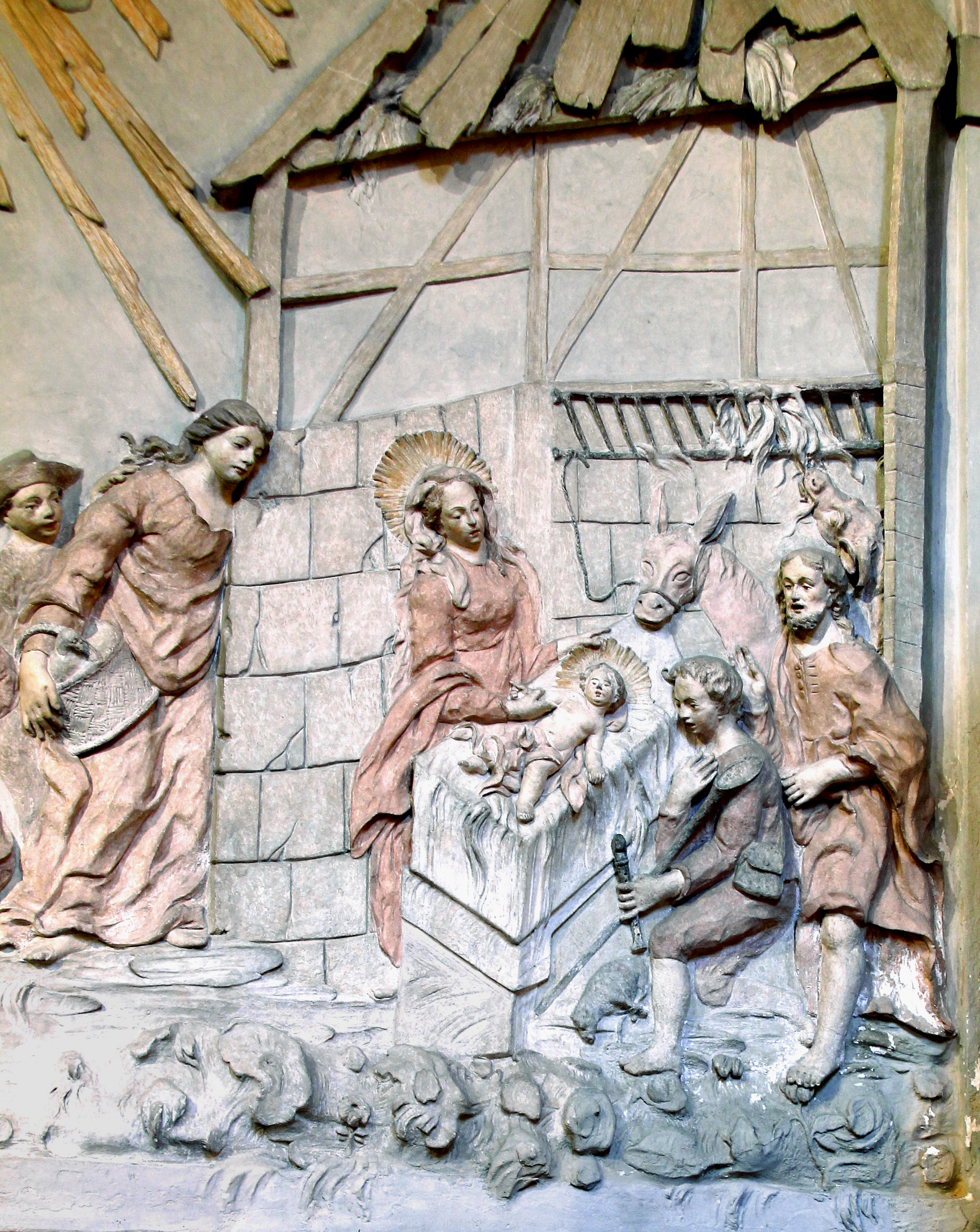
Anbetung der Hirten, Relief im Dom zu Trier (um 1740)

Die überwiegende Mehrheit in der historischen Jesusforschung kommt zu dem Schluss, dass Jesus von Nazaret als Mensch in seiner Zeit gelebt hat. Seine Geburt in Bethlehem wird in zwei der vier Evangelien erzählt: Matthäus und Lukas stellen ihrem Evangelium jeweils unabhängig voneinander eine Kindheitsgeschichte mit legendarischen Elementen voran. Die Erzählungen wollen aus nachösterlicher Sicht deutlich machen, dass Jesus Christus von Anfang an, bereits als neugeborenes Kind, der verheißene Messias war.

### Lukas und Matthäus
Die heute geläufigere Darstellung stammt aus dem Lukasevangelium:

„Es geschah aber in jenen Tagen, dass Kaiser Augustus den Befehl erließ, den ganzen Erdkreis in Steuerlisten einzutragen. Diese Aufzeichnung war die erste; damals war Quirinius Statthalter von Syrien. Da ging jeder in seine Stadt, um sich eintragen zu lassen. So zog auch Josef von der Stadt Nazaret in Galiläa hinauf nach Judäa in die Stadt Davids, die Betlehem heißt; denn er war aus dem Haus und Geschlecht Davids. Er wollte sich eintragen lassen mit Maria, seiner Verlobten, die ein Kind erwartete. Es geschah, als sie dort waren, da erfüllten sich die Tage, dass sie gebären sollte, und sie gebar ihren Sohn, den Erstgeborenen. Sie wickelte ihn in Windeln und legte ihn in eine Krippe, weil in der Herberge kein Platz für sie war.“

Es folgt bei Lukas die Verkündigung an die Hirten (Lk 2,8–20 ) und die Darstellung Jesu im Tempel entsprechend jüdischer Vorschrift (Lk 2,21–40 ). Vorausgegangen war die Verkündigung Jesu an Maria und parallel dazu die Verkündigung und die Geburt von Johannes dem Täufer (Lk 1,3–80 ).
Das Matthäusevangelium spricht nach dem Stammbaum Jesu (Mt 1,1–17 ) eher beiläufig von der Geburt Jesu Christi, und zwar in Zusammenhang mit dem Zweifel Josefs an seiner Vaterschaft, dem ein Engel im Traum den Hinweis auf die Bedeutung des Kindes der Maria gab (Mt 1,18–25 ). Es stellt die Verehrung des Neugeborenen durch die Sterndeuter dar (Mt 2,1–12 ) und im Anschluss die Flucht nach Ägypten, den Kindermord des Herodes und die Rückkehr von Josef mit Maria und dem Kind nach Nazaret (Mt 2,13–23 ).

### Johannesevangelium und Paulus
Im Evangelium nach Johannes und in den Briefen des Paulus wird die Geburt Jesu nicht geschildert, sondern die Geburt, sein öffentliches Auftreten und sein Tod am Kreuz werden vorausgesetzt. Das Johannesevangelium deutet in theologisch-dichterischer Redeweise die Menschwerdung des Gottessohnes:

„Das wahre Licht, das jeden Menschen erleuchtet, kam in die Welt. Er war in der Welt und die Welt ist durch ihn geworden, aber die Welt erkannte ihn nicht. Er kam in sein Eigentum, aber die Seinen nahmen ihn nicht auf. / Allen aber, die ihn aufnahmen, gab er Macht, Kinder Gottes zu werden, allen, die an seinen Namen glauben, die nicht aus dem Blut, nicht aus dem Willen des Fleisches, nicht aus dem Willen des Mannes, sondern aus Gott geboren sind. / Und das Wort ist Fleisch geworden und hat unter uns gewohnt und wir haben seine Herrlichkeit gesehen, die Herrlichkeit des einzigen Sohnes vom Vater, voll Gnade und Wahrheit.“

Auch Johannes der Täufer bezeugt und bekräftigt als „Vorläufer Jesu“ diese Aussage in Joh 1,6–8  und 1,15 .
Bei Paulus wird der Glaube an Jesus Christus nicht in erzählerischer Form dargestellt, sondern theologisch verdichtet. Die Menschwerdung des Gottessohnes wird als Kenosis, als „Entäußerung“ und „Erniedrigung“ gepredigt, so im Brief an die Philipper:

„Seid untereinander so gesinnt, wie es dem Leben in Christus Jesus entspricht: / Er war Gott gleich, hielt aber nicht daran fest, Gott gleich zu sein, / sondern er entäußerte sich (altgriechisch ἑαυτὸν ἐκένωσεν heautòn ekénosen) und wurde wie ein Sklave und den Menschen gleich. / Sein Leben war das eines Menschen; er erniedrigte sich und war gehorsam bis zum Tod, bis zum Tod am Kreuz. / Darum hat ihn Gott über alle erhöht und ihm den Namen verliehen, der größer ist als alle Namen, / damit alle im Himmel, auf der Erde und unter der Erde ihre Knie beugen vor dem Namen Jesu / und jeder Mund bekennt: ‚Jesus Christus ist der Herr‘ / zur Ehre Gottes, des Vaters.“

### Theologische Aussage
Das populäre „Maria legte das Kind in eine Krippe, weil in der Herberge kein Platz für sie war“ (Lk 2,7 ) entspricht somit dem Satz des Johannesevangeliums „Er kam in sein Eigentum, aber die Seinen nahmen ihn nicht auf“ (Joh 1,11 ) und der „Inkarnation“ und „Entäußerung“, dem „Den-Menschen-gleich-Werden“ der paulinischen Theologie (Phil 2,7 ). Die Aussagen der Evangelien zur Geburt kennzeichnen die gesamte Sendung Jesu Christi als Gottes Heilstat zur Erlösung der Menschen durch seinen Sohn, von Jesu Geburt bis zu seiner Hinrichtung am Kreuz: „Schon in der Geburt ist (oder: wird) hier Jesus der Sohn Gottes“, betonen Matthäus und Lukas, indem sie ihrem Evangelium die weihnachtliche Vorgeschichte voranstellen.

## Herkunft weiterer Weihnachtsmotive

### Gotteskind und Kindgott

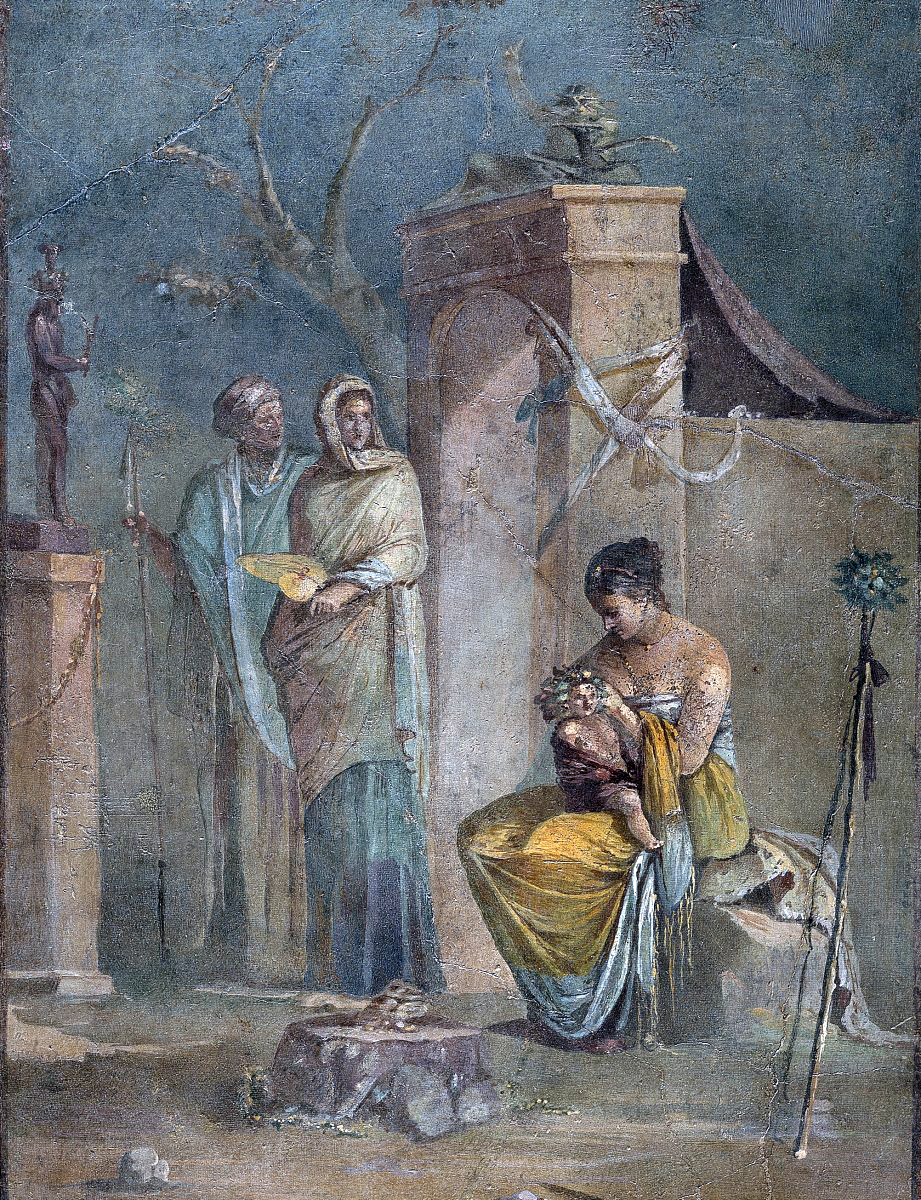
Die Erziehung des Dionysos, römisches Fresko, um 20 n. Chr. (heute im Museo Nazionale Romano)

Das Motiv der göttlichen Zeugung großer Männer und Heroen lag dem Christentum religionsgeschichtlich voraus. Aus ihm ergab sich gewissermaßen logisch der Glaube an eine Jungfrauengeburt, die sich im alten Iran als jungfräuliche Empfängnis des endzeitlichen Retters der zoroastrischen Eschatologie Saoschjant sowie implizit im Danaë-Mythos und den Zeugungslegenden um Platon oder Alexander den Großen findet. Immer blieb es dabei freilich bei einer leibhaftig vorgestellten Empfängnis des jeweiligen Gottessohns, der nicht immer als Erlöser der Welt vorgestellt wurde.

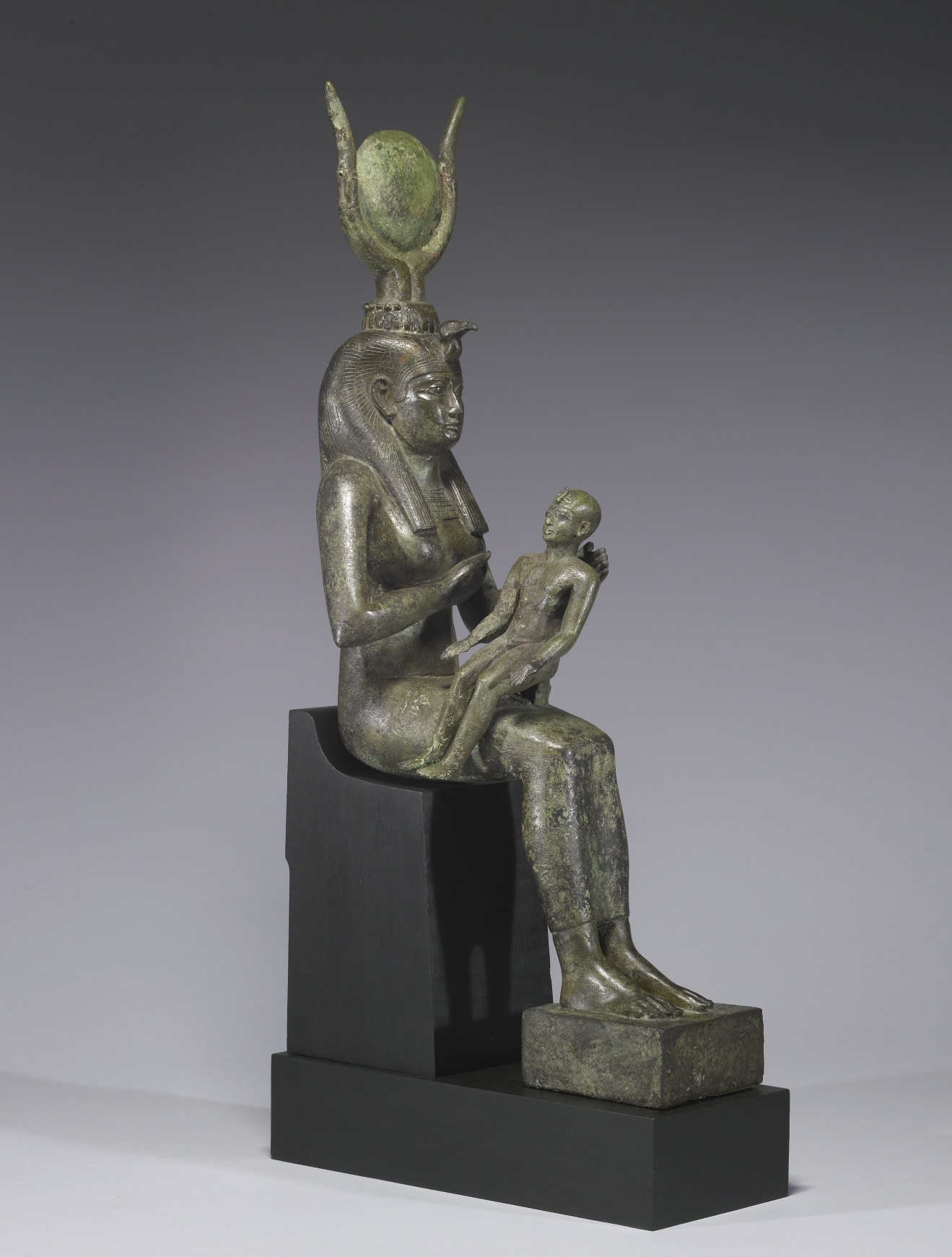
Isis mit dem Horusknaben, Bronzestatuette (um 660 v. Chr.; Walters Art Museum, Baltimore)

Die Vorstellung der alljährlichen Wiedergeburt eines Gottes war ebenfalls aus der ägyptischen und griechischen Mythologie bekannt und verband sich darin mit dem Jahreszeiten- und Vegetationszyklus, so namentlich in den Mythen um Osiris und Dionysos.
Karl Kerényi charakterisierte die erste Lebensphase des Dionysos so: „das göttliche Kind in der Höhle, von weiblicher Sorge umgeben. Verehrt wurde er in jener Phase als der geheime Inhalt der Getreideschwinge.“ Eine wichtige Quelle hierfür sind die Orphischen Hymnen. Im 46. Orphischen Hymnus wird Dionysos mit dem Beinamen Liknítes (Λικνίτης) angesprochen, abgeleitet von altgriechisch λίκνον líknon „Getreideschwinge“, einem Kultobjekt der Dionysos-Mysterien. Dionysos Liknites wurde in Delphi verehrt, wo er während der Wintermonate in der Abwesenheit Apollos die Hauptgottheit war. Im Hymnus ist vom Schlafen und Erwachen, bzw. der Geburt des Dionysos die Rede. Die Metaphorik des Aufblühens verbindet Orpheus mit der Pflanzenwelt. Das entsprechende Ritual der Mysterien bestand wahrscheinlich darin, dass eine Getreideschwinge hereingebracht und ihr Inhalt enthüllt wurde. Der 53. Orphische Hymnus zeigt ungewöhnliche Elemente, die wohl dadurch zu erklären sind, dass ein phrygischer Kult mit Dionysos verbunden wurde. Nur hier innerhalb der Orphischen Hymnen wird Dionysos als chthonische Gottheit bezeichnet: er schläft in der Unterwelt (den Hallen der Persephone) und wird von den Kultteilnehmern aufgeweckt, entsprechend dem Vegetationsbeginn im Frühjahr. In den Orphischen Fragmenten wird Dionysos mit Phanes identifiziert, der in einer Höhle geboren wird. Diodor kannte diese Gleichsetzung von Phanes und Dionysos ebenfalls, außerdem, dass „einige“ Osiris und Dionysos identifizierten. Der Suda zufolge konnten einige sterbende und auferstehende Götter gleichgesetzt werden: Osiris, Adonis und Aion.

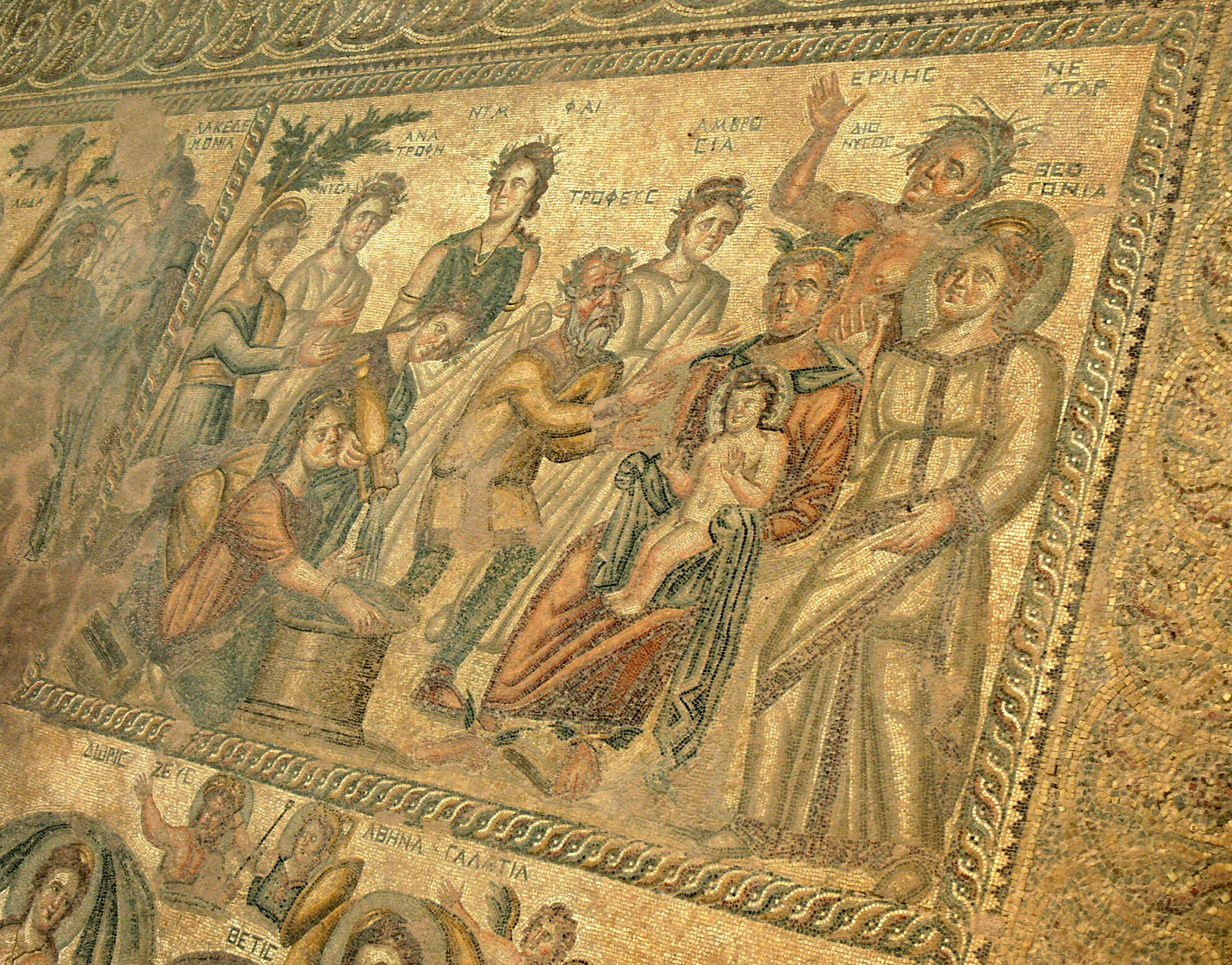
Geburt des Dionysos auf dem Berg Nysa, Mosaik im „Haus des Aion“, Paphos (4. Jahrhundert n. Chr.)

Autoren der frühen Kaiserzeit erwähnen ein Geburtsfest der ägyptischen Gottheit Osiris am 6. Januar und ein Fest zu Ehren des Dionysos auf der Insel Andros am selben Tag.
Durch die Philosophumena ist ein Element der Mysterien von Eleusis bekannt: In dem Ausruf „einen heiligen Sohn hat die Herrin geboren, Brimo den Brimos“ kulminierte dort ein nächtliches Ritual. Brimo konnte in der Antike mit Persephone identifiziert werden, ihr Kind Brimos mit Dionysos.
Der zyprische Bischof Epiphanios von Salamis schrieb im 4. Jahrhundert n. Chr., dass in Alexandria zeitgleich mit dem christlichen Fest Epiphanias (also in der Nacht vom 5. auf den 6. Januar) im Heiligtum der Kore die Geburt des Aion gefeiert worden sei. Kore hatte bei ihren Verehrern den Titel „Jungfrau“, den Epiphanios, wohl unzutreffend, im Sinne des christlichen Dogmas der Jungfrauengeburt verstand. Die ugaritische Gottheit Anat, deren Kult schon früh nach Ägypten kam, konnte als „Jungfrau“ bezeichnet werden, um ihre Jugend und Fruchtbarkeit zu betonen, und Isis war „Jungfrau“, wenn sie mit dem Sternbild Virgo identifiziert wurde; beide Göttinnen galten dabei nicht als sexuell abstinent. Nach Pausanias erneuert Hera ihre Jungfräulichkeit alljährlich durch das Bad in einer heiligen Quelle. Was Epiphanios beschrieb, war ein ursprünglich dionysischer Kult, der im kosmopolitischen Umfeld von Alexandria Elemente anderer Kulte aufgenommen hatte, möglicherweise auch ägyptische und christliche Vorstellungen.
Carl Gustav Jung und Karl Kerényi zufolge hat der „Kindgott“ eine archetypische Qualität. Gemäß der dialektischen Formel „kleiner als klein, doch größer als groß“ stehe er in enger Beziehung zum erwachsenen Helden. Mit der anfänglichen Verlassenheit des Kindes, seinem „unansehnlichen Beginnen“, sei dabei dennoch die „geheimnisvolle und wunderbare Geburt“ und die „Unüberwindlichkeit des Kindes“ verbunden. Jarl Fossum betont, dass ein neugeborenes Kind für Zukunft stehe. Die Vorstellung, dass Zeus dem Dionysosknaben die Herrschaft über die Götter übertrug, sei daher von verschiedenen Herrschern für sich beansprucht worden, verbunden mit der Vorstellung, dass mit ihrem Herrschaftsantritt ein neues Zeitalter beginne. So ließ Kaiser Antoninus Pius als „neuer Dionysos“ Münzen prägen, die auf die Wiedergeburt des Phönix und die Gottheit Aion Bezug nehmen.
Die Weihnachtsgeschichte ist in den Evangelien nicht (jedenfalls nicht explizit) in einer Höhle lokalisiert. Aber die Geburtshöhlen-Tradition von Bethlehem ist verglichen mit anderen christlichen Pilgertraditionen alt:
- Justin der Märtyrer erwähnte um 150 n. Chr. als erster Autor die Höhlengeburt des Christus und begründete sie biblisch mit der Septuaginta-Version von Jes 33,16a: „[Ein Gerechter] wird in einer hochgelegenen Höhle eines mächtigen Felsens wohnen.“[23] Ihm war bekannt, dass die Mithrasverehrer die Geburt ihrer Gottheit aus hartem Stein in einer Höhle lehrten; für ihn war die Ähnlichkeit zur Bethlehemer Geburtshöhlen-Tradition ein teuflisches Blendwerk.[24]
- Ebenfalls Mitte des 2. Jahrhunderts gestaltete das Protoevangelium des Jakobus die Geburtsszene in der Höhle legendarisch aus. Dieses Werk wurde in Spätantike und Mittelalter sehr häufig gelesen und hatte großen Einfluss auf die christliche Kunst.
- Mitte des 3. Jahrhunderts war eine Höhle bei Bethlehem zur christlichen Pilgerstätte geworden, die Origenes wohl aus eigener Anschauung kannte. „Und was dort gezeigt wird, ist in diesen Gegenden auch bei den Nichtchristen eine bekannte Sache, so dass sie wissen, in dieser Höhle sei der von den Christen angebetete und bewunderte Jesus geboren.“[25]
- In Spannung dazu steht, was der in Bethlehem wohnhafte Hieronymus im 4. Jahrhundert rückblickend schrieb: „Ein heiliger Hain des Thammuz, auch Adonis genannt, umschattete unser Bethlehem, den erhabensten Ort in der ganzen Welt, von dem der Psalmist schreibt: Die Wahrheit sproß aus der Erde hervor. In der Höhle, in der einstens Christus als Kindlein wimmerte, wurde der Liebhaber der Venus beweint.“[26]
- Für den christlichen Kult wurde die Bethlehemer Höhle im Jahr 326 durch Kaiser Konstantin beansprucht, indem er darüber eine Basilika, die Geburtskirche, errichten ließ.

Ob das Weihnachtsfest als Übernahme älterer Vorstellungen anderer Religionen oder als Verdrängung der parallelen Kulte zu deuten ist, bleibt umstritten. Die Beeinflussung der christlichen Ikonographie durch die antiken Darstellungen des Dionysos, von Isis, Osiris und ihrem gemeinsamen Sohn Horus scheint aber immerhin plausibel.

### Verheißung des königlichen Kindes als Hoffnungszeichen
Bei der Prophezeiung eines königlichen Kindes im Buch Jesaja, Kapitel 7 weicht die antike jüdische Übersetzung ins Griechische (Septuaginta) mehrfach vom hebräischen Text ab, der im Judentum normativ ist (Masoretischer Text). Diese Abweichungen sind im folgenden Text unterstrichen.

„Darum wird der Herr selbst euch ein Zeichen geben; siehe, die Jungfrau wird schwanger sein und einen Sohn gebären,…“

Anstelle von altgriechisch παρθένος parthénos „Jungfrau“ bietet der Masoretische Text hebräisch עַלְמָה ‘almāh „junge Frau, Mädchen, Dienerin.“ „Jungfrau“ ist allerdings im Septuaginta-Text nicht so stark betont, wie man angesichts der christlichen Auslegungsgeschichte vermuten könnte, vielmehr kann das Wort allgemein eine „junge Frau in heiratsfähigem Alter“ bezeichnen. So wird in der Septuaginta-Übersetzung von Gen 34,3 die vergewaltigte Dina als parthénos bezeichnet. Im Kontext von Jes 7 bevorzugte der Übersetzer wohl parthénos gegenüber altgriechisch νεᾶνις neãnis „Mädchen“, weil dieses letztere Wort die Konnotation „Dienerin“ hat und betont werden sollte, dass eine sozial hochstehende junge Frau das königliche Kind zur Welt bringt.
Eine ähnliche, dabei wohl unverwandte Vorstellung findet sich in der vierten Ekloge des römischen Dichters Vergil. Der Dichter kündigt eine unmittelbar bevorstehende Zeitenwende an. Das kommende goldene Zeitalter ist symbolisiert in der Geburt eines Knaben:
| iam redit et Virgo, redeunt Saturnia regna; iam nova progenies caelo demittitur alto. | Schon kehrt wieder die Jungfrau, und wieder das Reich des Saturnus, schon wird neuer Nachwuchs gesandt von der Höhe des Himmels. |

Vergil datierte die vierte Ekloge in das Jahr 40 v. Chr. (Konsulat des Asinius Pollio) und damit in die Zeit der römischen Bürgerkriege nach der Ermordung Caesars. Vergil war Partei: Seine Sammlung der Hirtengedichte feierte Octavian, den jungen Imperator, ohne seinen Namen zu nennen. In diesem Zyklus kündigte die vierte Ekloge der ganzen Menschheit den Beginn einer paradiesischen Zeit unter der Herrschaft Octavians an. War Ekloge 4 eine Art Rätsel (von welchem Knaben redet der Dichter?), so legte Vergil in der Aeneis dem Anchises eine Antwort in den Mund, so Niklas Holzberg: „Dies ist der Mann, dies ist er, der dir, wie du öfter hörst, verheißen wird, Augustus Caesar, eines Gottes Sohn, der stiften wird das Goldene Zeitalter von neuem für Latium…“
Der Text der 4. Ekloge ist dunkel. Der „neue Nachwuchs“ (nova progenies) wird mehrheitlich im Licht von Hesiods Konzeption interpretiert, wonach in jedem Zeitalter ein neues Menschengeschlecht entsteht. Andere identifizieren den „Nachwuchs“ mit dem im weiteren Verlauf des Gedichts angeredeten Knaben (puer); das bleibt ambivalent. In der christlichen Adaption dieses Verses überwiegt die individuelle Deutung: das Kind wird mit Christus gleichgesetzt (z. B. Lactantius). Es gibt aber auch die kollektive Deutung auf die Kirche bzw. das Geschlecht der Getauften. Der spätantike Dichter Prudentius verband die Formulierung Vergils mit einem Konzept des Paulus von Tarsus: Christus sei der neue Adam, an dessen Auferstehungsleib die Christen Anteil haben.

## Geschichte des Festdatums
Das Geburtsdatum Jesu Christi wird im Neuen Testament nicht genannt und war dem Urchristentum, das die Todestage seiner Märtyrer beging, unbekannt. Clemens von Alexandria berichtete um 200 über Spekulationen unterschiedlicher christlicher Gruppen in Ägypten: die Basilidianer bezeichneten den 6. oder 10. Januar als Tag der Taufe Jesu, der nach ihrer Überzeugung (Adoptianismus) auch der Tag seiner Geburt als Sohn Gottes war, andere ägyptische Christen hielten den 19. April, den 20. April, den 20. Mai oder den 18. November für den Geburtstag Jesu Christi.
Der 25. Dezember als Tag der Geburt Jesu Christi wurde ausdrücklich erstmals von Furius Dionysius Filocalus in seinem Chronograph von 354 genannt, der auf römischen Quellen aus dem Jahre 336 beruht, ein Jahr vor dem Tod Konstantins und zu einer Zeit des Aufschwungs des Christentums. Ein Verzeichnis der römischen Konsuln enthält den Eintrag: „Christus ist während des Konsulats von C.  Caesar Augustus und L. Aemilianus Paulus am 25. Dezember, einem Freitag, dem 15. Tag des Mondalters geboren“. In dieser römischen Quelle, die einige innere Widersprüche aufweist, ist das Datum nach Meinung von Hans Förster auch als liturgischer Festtag zu verstehen, so dass das Jahr 354 der terminus ante quem für das westkirchliche Weihnachtsfest am 25. Dezember sei. Im Danielkommentar des Hippolyt von Rom (170–235) gibt es einen späteren Einschub, der ebenfalls den 25. Dezember als Geburtsdatum Jesu Christi bezeichnet. Laut einer Weihnachtspredigt des Hieronymus (347–420) soll das Fest in Rom von Anfang an am 25. Dezember begangen worden sein. Ältestes liturgiegeschichtliches Zeugnis dafür, dass Christen den Geburtstag Jesu als Fest begingen, ist nach Susan K. Roll dagegen eine Predigt des Optatus von Mileve (361) über den Kindermord in Bethlehem. Ambrosius von Mailand verfasste den Hymnus Intende qui regis Israel, der weihnachtliche Motive enthält und von der Christologie des Konzils von Nicäa geprägt ist. Für Oberitalien ist das Datum für das Ende des 4. Jahrhunderts unter anderem durch Filastrius von Brescia belegt. Die Synode von Saragossa bezeugte in can. 4 das Datum für das Jahr 380 in Spanien. Für Gallien gibt es für diese Zeit noch keinen Beleg. Erst im 6. Jahrhundert nennt es Gregor von Tours.
Dass sich der 25. Dezember als Festdatum durchsetzte, wird in der Fachliteratur mit zwei Theorien erklärt, die sich seit dem 19. Jahrhundert herausbildeten und die sich wechselseitig nicht ausschließen:
- die Berechnungshypothese
- die religionsgeschichtliche Hypothese.

### Berechnungshypothese
Eine Möglichkeit war in Ermangelung weiterer biographischer Daten, das Fest der Geburt des Heilands aus dem Tag der Kreuzigung Christi rückzuschließen. Der Todestag war aus dem Johannesevangelium als der Tag vor Pessach bekannt, der 14. Nisan. Um das Jahr 200 n. Chr. setzte der Kirchenschriftsteller Tertullian diesen 14. Nisan des jüdischen Lunisolarkalenders mit dem 25. März des römischen Solarkalenders gleich, der zudem der Frühlingstagundnachtgleiche entsprach und von den frühen Christen mit dem ersten Schöpfungstag identifiziert wurde.
In dem 243 geschriebenen Werk De pascha computus wurde Jesu Geburt auf den Tag der Weltschöpfung, den 25. März, einen Mittwoch, gelegt. Dagegen bezeichnete die bis 221 n. Chr. reichende Weltchronik (Χρονογραφίαι, Chronographíai) des Julius Africanus den 25. März als Tag der Passion und der Empfängnis Jesu durch Maria, woraus sich ein Geburtsdatum Ende Dezember ergab. Zugrunde lag beiden Datierungen die enge Verknüpfung der Menschwerdung Christi mit seiner Passion, die sich letztlich in der symbolischen Identifikation der beiden Geschehnisse niedergeschlagen hätte.
Die zunächst von Louis Duchesne, später auch von Hieronymus Engberding, Leonhard Fendt und August Strobel vertretene Berechnungshypothese stützt sich auf die von alten jüdischen Schriften vertretene Vorstellung, dass große Patriarchen am selben Tag des Jahres starben, an dem sie geboren wurden. Denn Gott billige nur das Vollkommene, lasse seine hervorragenden Verkünder auf Erden also nur volle Lebensjahre leben. Das galt insbesondere für Isaak, der für Christen Jesu Vorbild wurde. Auch für Jesus wären Anfang und Ende seines irdischen Lebens demnach auf das gleiche Datum gelegt worden, nämlich den 14. Nisan, der im Jahr 30 dem 25. März entsprochen hätte. Dabei müsse man jedoch seinen Lebensanfang mit seiner Empfängnis durch Maria gleichsetzen. Das habe den 25. Dezember als Geburtstermin ergeben, der demnach organisch aus dem Passionsbericht des Johannes hervorgegangen wäre. Der heidnische Sol Invictus sei erst eine sekundäre Begründung und nicht der primäre Anstoß für die Wahl des Datums gewesen.

### Religionsgeschichtliche Hypothese

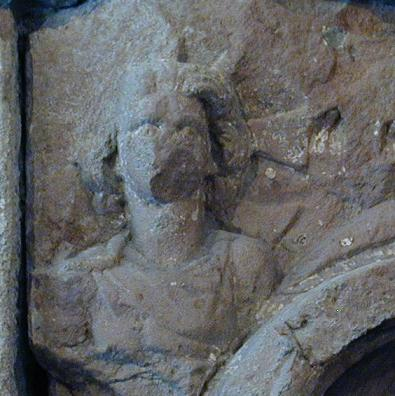
Sol invictus Mithras im Mithrasrelief von Neuenheim (2. Jahrhundert; Badisches Landesmuseum, Karlsruhe)

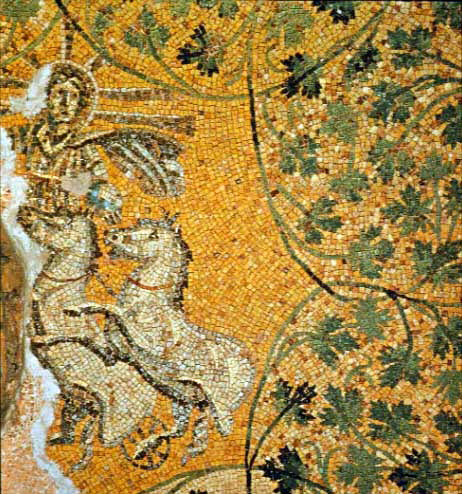
Christus mit den Insignien des Sol invictus, Mosaik aus der Nekropole unter dem Petersdom in Rom (3. Jahrhundert)

Nach einer zuerst 1889 und 1905 von Hermann Usener vertretenen religionsgeschichtlichen Hypothese ist das Weihnachtsdatum als Reaktion auf den kultisch begangenen Geburtstag des römischen Reichsgottes Sol Invictus entstanden, den Kaiser Aurelian im Jahre 274 auf die Wintersonnenwende am 25. Dezember legte; am selben Tag des Jahres wurde in der Yalda-Nacht auch die Geburt des Mithras gefeiert. Das würde zu einer Einführung um 300 führen. Hierzu passen ungefähr zeitgleiche Vergleiche von Christus und der Sonne und die Tatsache, dass „die Weihnachtsfeier in Rom aufkommt, als der Sonnenkult seinen Höhepunkt erreicht“. Als Kaiser Konstantin den Sonntag als „verehrungswürdigen Tag der Sonne“ durch Erlass zum öffentlichen Ruhetag erklärte, war dies eine Regelung, die für Anhänger verschiedener Religionen konsensfähig war, neben Christen auch Verehrer des Mithras und des Sol invictus.
Die Vorstellung Christi als des wahren Sol invictus, des Siegers über den Tod, konnte zu einer harmonischen Ordnung des Kalenders systematisiert werden. Danach war das Sonnenjahr so geordnet, dass zur Zeit der Herbsttagundnachtgleiche am 24. September die Verkündigung und Empfängnis Johannes des Täufers durch Elisabet, zur Sommersonnenwende am 24. Juni dessen Geburt, zur Frühlingstagundnachtgleiche die Empfängnis Jesu und zur Wintersonnenwende seine Geburt stattfanden.
Die Religionsgeschichtliche Schule identifizierte Vorläufer für christliche Feste und Rituale. Bezogen auf Weihnachten, wurde diese Deutung in abgemilderter Form auch kirchlich rezipiert. Grundlegend war dabei eine Studie Bernard Bottes von 1932, der die These vertrat, dass vorchristliche Sonnenwendfeiern „Anregung und Ausgangspunkt“, aber nicht Ursache des Weihnachtsfestes seien.
Der evangelische Kirchenhistoriker Hans Lietzmann erweiterte 1932 die These seines Lehrers Usener dahingehend, dass das Weihnachtsfest als Dankgebet der Kirche für den Sieg Kaiser Konstantins aufgekommen sei. Diese Vermutung würde zu einem Übergang vom Sol- zum Christus-Kult in der persönlichen und offiziellen Religionsausübung des Kaisers passen, auf die Teile der historischen Forschung im Zusammenhang mit den Ereignissen des Jahres 313 hingewiesen haben. Gegen die religionsgeschichtliche Hypothese in der Version Lietzmanns spricht, dass der 25. Dezember in Konstantinopel, der neuen Residenzstadt Konstantins, erst spät, um 380, angenommen wurde.
Eine Schwierigkeit der religionsgeschichtlichen Deutung ist die Annahme, dass es am 25. Dezember einen populären römischen Feiertag des Sol Invictus gegeben habe, denn die Beleglage hierfür ist schlecht. Für die Argumentation Useners hatte ein anonymes Scholion aus dem 12. Jahrhundert große Bedeutung; er meinte, dass sich im Orient ein Wissen über die Hintergründe des Weihnachtsfestes jahrhundertelang bis ins Mittelalter gehalten habe: „Mit überraschender Offenheit wird hier zugestanden, dass das Weihnachtsfest nach bewährtem Grundsatz kirchlicher Politik geschaffen worden ist um eine für das christliche Volk gefährliche heidnische Festfeier, den Geburtstag des Sonnengottes, zu ersetzen.“ Dieser Text lautet in der Übersetzung Useners folgendermaßen:

„Die Ursache, weshalb die Väter das Fest des 6. Januar (Epiphanie) abänderten und auf den 25. December verlegten, war folgende. Nach feierlichem Herkommen pflegten die Heiden am 25. Dec. das Geburtsfest des Sonnengotts (wörtlich: das Fest des Aufgangs der Sonne) zu feiern und zur Erhöhung der Festlichkeit Lichter anzuzünden. An diesen festlichen Bräuchen ließen sie auch das Christenvolk theilnehmen. Da nun die Lehrer der Kirche die Wahrnehmung machten, dass die Christen an diesem (heidnischen) Feste hiengen, kamen sie nach reiflicher Ueberlegung zu dem Entschluss, an diesem Tage (25. Dec.) fortan das Fest des wahren Aufgangs (dh. Geburt), am 6. Januar aber das Fest der Erscheinung (Epiphanie) zu feiern.“

Steven Hijmans bestreitet diese Grundannahme Useners. Sie gründe sich auf Anachronismen und Annahmen des 19. Jahrhunderts über die römische Religion, die forschungsgeschichtlich überholt seien. Usener hatte den ersten Teil des mittelalterlichen Scholions unbeachtet gelassen, das dadurch wie eine neutrale historische Notiz wirkt. Nehme man diesen ersten Teil hinzu, so Hijmans, werde der polemische Kontext deutlich: Für den Scholiasten des 12. Jahrhunderts war das wahre Fest der Geburt Christi am 6. Januar und dessen Festtermin am 25. Dezember eine Häresie.
Eine weitere Schwierigkeit der religionsgeschichtlichen Deutung besteht darin, dass Maximus von Turin für den 25. Dezember als Festdatum das Argument anführt, dass es für diesen Tag kein heidnisches Parallelfest gibt. Demnach waren heidnische Feste wie Sol invictus nicht allzu prominent.
Martin Wallraf schlägt vor, christliche solare Symbolik nicht als Übernahme einer römisch-paganen solaren Symbolik zu sehen, sondern als parallele Phänomene, die sich dem gleichen „Zeitgeist“ verdankten.
Die Frage nach der Kontinuität zwischen der römischen Sol-Verehrung und dem christlichen Kult spielt in der Gegenwart auch in Auseinandersetzungen um das Christentum eine gewisse Rolle. Für Christentumsgegner wie Karlheinz Deschner ist die Übereinstimmung des Weihnachtstags mit dem Festtag des Sol Invictus ein Argument für die Einschätzung des Christentums als synkretistisch. Vertreter dieser Position versuchen so aufzuzeigen, dass das frühe nachapostolische Christentum Elemente älterer heidnischer Religionen übernommen und miteinander verschmolzen haben.

### Weitere Hypothesen
Martin Persson Nilsson verglich 1921 die römischen Saturnalien, die ab dem 17. Dezember gefeiert wurden, in mehrfacher Hinsicht (Festessen, Geschenke, Kerzen) mit dem modernen Weihnachtsfest. Er meinte jedoch nicht, dass das christliche Weihnachtsfest der Spätantike direkt auf die Saturnalien zurückgehe. „Wenn, wie oft behauptet wird, etwas von unserem Weihnachtsfest den S[aturnalien] entstammt, so ist das durch das Kalendenfest vermittelt worden.“ Das Fest der Kalendae Ianuariae, „vom Hof und Zeitgeist begünstigt“, wurde in der späten Kaiserzeit populärer. Die Saturnalien hielten sich aber bis in byzantinische Zeit unter dem Namen Brumalien und wurden vom 24. November bis zur Wintersonnenwende am 25. Dezember einen Monat lang gefeiert. Das Kalendenfest dauerte ab dem 1. Januar (bzw. dem Vorabend am 31. Dezember) fünf Tage und war durch Neujahrsgeschenke, Zukunftsschau und Maskenumzüge gekennzeichnet. Nach Nilsson leitet sich manches Weihnachts- und Neujahrsbrauchtum von dem reichsweit begangenen antiken Kalendenfest her. Diese Bräuche werden in romanischen und slawischen Sprachen mit Begriffen bezeichnet, hinter denen das lateinische Wort Kalendae erkennbar ist.
Hans Förster schlägt als Alternative zur Berechnungs- und Religionsgeschichtlichen Hypothese vor, dass das Interesse an einem Geburtsfest Jesu Christi mit den Pilgerfahrten ins Heilige Land zusammenhing, die im 4. Jahrhundert einen Aufschwung nahmen. Sie waren durch das Bestreben gekennzeichnet, Ereignisse, die in der Bibel beschrieben waren, am richtigen Ort zur richtigen Zeit zu feiern. Der jährliche Gottesdienst in der Bethlehemer Geburtskirche (6. Januar) galt deshalb als Vorbild und wurde von den Pilgern in ihre Heimatgemeinden mitgebracht.

## Geschichte der Weihnachtsfeier
Weihnachtsfeiern werden von Familie zu Familie, von Region zu Region und von Land zu Land verschieden begangen. Ihnen lagen im Laufe der Jahrhunderte verschiedene Vorstellungen davon zugrunde, was die Bedeutung, das Wesentliche an der Geburt Jesu von Nazaret ausmache. Zumal der ursprüngliche Sinn des Festes vor allem seit dem 19. Jahrhundert durch Erwartungen an ein „gelungenes Fest“ und Bräuche ergänzt oder überlagert wurde, die allenfalls am Rande mit der Geburt Jesu zu tun haben.

### Ausbreitung und Aufwertung der kirchlichen Feier
Das Weihnachtsfest am 25. Dezember kam aus dem lateinischen Westen des Römischen Reichs und setzte sich im Osten nur gegen Widerstände durch. Für das Jahr 381 ist die Feier am 25. Dezember durch Gregor von Nazianz in Konstantinopel belegt, der sich dabei als Initiator oder Förderer des Weihnachtsfests in der Hauptstadt bezeichnete. Seine Predigten zu Weihnachten und Epiphanie richteten sich gegen arianische und apollinaristische Lehren und betonten das trinitarische Bekenntnis von Nicäa. Um das Jahr 383 feierte auch Gregor von Nyssa das Weihnachtsfest am 25. Dezember in Kappadokien. Mit dem Weihnachtsfest (bezeichnet als θεοφάνεια, theopháneia „Erscheinen Gottes“) gedachte Gregor der Geburt Christi, während das Epiphaniefest (genannt τὰ φῶτα, ta phôta „die Lichter“) – wie bis heute in der Ostkirche – sich mit der Taufe verband. 386 predigte Johannes Chrysostomus „mit großem rhetorischen Einsatz“ über das neue, vor etwa zehn Jahren in der Gemeinde von Antiochia eingeführte Weihnachtsfest.
In Ägypten ist das Weihnachtsfest am 25. Dezember erst ab 432 nachgewiesen und wurde wohl in der Auseinandersetzung mit Nestorius eingeführt. In Jerusalem wurde es erst im 6. Jahrhundert unter Justinian gefeiert. Während alle anderen Kirchen den 25. Dezember für Weihnachten übernahmen, hält die armenische Kirche am 6. Januar als Geburtsfest Jesu fest.
Als Gedenktag der Geburt Christi war das Weihnachtsfest zunächst im Kalender der Heiligenfeste eingeordnet, obwohl bereits Leo der Große es als Herrenfest (sacramentum nativitatis Domini) bezeichnete. Das Sacramentarium Veronense (6. Jahrhundert) enthält die ältesten liturgischen Texte des Weihnachtsfestes, und das Sacramentarium Gelasianum bezeugt, dass das Weihnachtsfest im 7. Jahrhundert aus dem Kalender der Gedenktage in den Kalender der Herrenfeste (Kirchenjahr) hinüberwechselte. Ab Mitte des 6. Jahrhunderts gab es in der Stadt Rom aufgrund besonderer örtlicher Gegebenheiten drei Weihnachtsmessen, und dieser Brauch wurde im Frühmittelalter in den gallisch-fränkischen Raum übernommen. Karl der Große machte ihn in seinem Reich verbindlich. Die Mitternachtsmesse (bezeugt bereits bei Amalarius von Trier, †850/53) erhielt einen Höhepunkt, der in seiner Bedeutung dem österlichen Exsultet entsprach: die festliche Rezitation des Stammbaums Jesu nach dem ersten Kapitel des Matthäusevangeliums (Liber generationis) durch einen besonders begabten Sänger, begleitet von Glockengeläut, Kerzen und Weihrauch.
Im Hochmittelalter bildete sich weihnachtliches Brauchtum heraus. Mysterienspiele in Weihnachtsgottesdiensten sind nach dem Vorbild der Osterspiele im 11. Jahrhundert in Frankreich bezeugt. Am Tag der Unschuldigen Kinder hatte der niedere Klerus Gelegenheit, den höheren zu parodieren; dieses seit dem 11./12. Jahrhundert bezeugte karnevaleske Brauchtum wurde im 15. Jahrhundert verboten. Das Weihnachtsfest kam seit dem Hoch- und Spätmittelalter immer mehr unter den Einfluss der Jesusminne, wobei die liturgischen Texte allerdings unverändert blieben.

### Säkularisierung und Verbürgerlichung

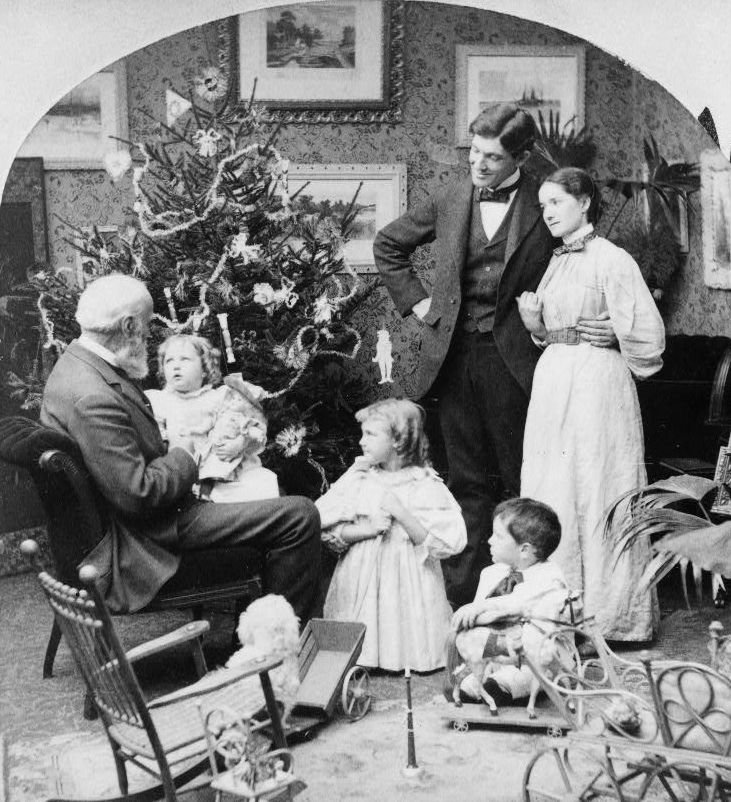
Foto, Vereinigte Staaten um 1897

Bis Ende des 18. Jahrhunderts war Weihnachten in erster Linie ein Fest, das in den Kirchen und auf den Straßen stattfand (Umzugsbräuche, Weihnachtsmärkte). Um 1800 kam, regional und konfessionell unterschiedlich, ein Prozess in Gang, Weihnachten als Anlass zur Festigung von Familienbeziehungen zu nutzen. Das private Heiligabend-Ritual lässt sich als cultural performance (Milton Singer) interpretieren. „Die Eltern wirken als Spielleiter, Organisatoren und Darsteller in der eigenen Inszenierung, wohingegen Kinder und andere Gäste zugleich als Publikum und Mitspieler fungieren.“ Das Großbürgertum konnte durch die stilvolle familiäre Weihnachtsfeier sein Standesbewusstsein festigen, denn die Mehrheit der Bevölkerung hatte im 19. Jahrhundert nicht die Mittel für eine derartige Feier und ihre Requisiten, wie den Weihnachtsbaum. Vor allem war ein Wohnzimmer erforderlich, das hergerichtet wurde, für die Kinder zeitweise unzugänglich war und dann, verbunden mit dem Einsatz von Lichtern, Düften und Musik, feierlich betreten wurde. Ingeborg Weber-Kellermann betont, dass der Heilige Abend erst im Biedermeier zum Beschenkfest für Kinder wurde. Diese Geschenkbeziehung war einseitig, denn die Gabenbringer Weihnachtsmann und Christkind konnte man nicht beschenken, und gleichzeitig mit der Inszenierung der familiären Bescherung kam vielfältiges und neuartiges Spielzeug auf den Markt. Dass ungreifbare mythische Gestalten als externe Gabenbringer in die familiäre Feier einbezogen werden, setzt verstärkt um 1840 ein:
- Das Christkind geht wahrscheinlich auf Engelgestalten der älteren Weihnachtsumzüge zurück. Martin Luther hatte vorgeschlagen, den Nikolaus durch den „Heiligen Christ“ zu ersetzen. Ausgehend von protestantischen Regionen, breitete sich das Christkind als Gabenbringer im 17. und 18. Jahrhundert auch in katholischen Gegenden aus.
- Im Weihnachtsmann sind im 19. Jahrhundert verschiedene männliche Schenkfiguren kombiniert worden.

Ausschließlichkeit war nicht erforderlich, Christkind, Weihnachtsmann, Nikolaus und andere Gestalten (Knecht Ruprecht, Pelzmärtel, Percht usw.) kamen nebeneinander vor. Typischerweise blieb das Christkind als Gabenbringer unsichtbar. Die Weihnachtsmann-Rolle konnte von einem außenstehenden Erwachsenen (zum Beispiel einem Freund der Familie oder einem entfernten Verwandten) gespielt werden.

### „Deutsche Weihnacht“
Jacob Grimm stand am Anfang der Suche nach germanischen Relikten im Weihnachtsfest. Dafür hatte er ideologische Gründe, so Doris Foitzik: die Begründung eines deutschen Nationalbewusstseins. Die Brüder Grimm gingen in ihrem Deutschen Wörterbuch von der Existenz eines „mehrtägigen mittwinterfests“ der heidnischen Germanen aus, das sie insbesondere durch Beda Venerabilis belegt sahen, der vom Weihnachtsfest geschrieben hatte: „Dieselbe Nacht, die für uns heute die allerheiligste heißt, benannten die Heiden damals mit dem Namen módra nect, d. h. Nacht der Mütter.“ Die resultierende „mutternacht“ verbanden die Lexikographen dann in spekulativer Weise mit dem polytheistischen Kult der matronae oder matres. In den Zusammenhang dieses Festes stellten die Grimms auch die in Teilen der Germania, darunter auch der niederdeutsche Raum, ererbte Bezeichnung Jul. Für eine vorchristliche Etymologie sprach aus ihrer Sicht sowohl das verwendete Adjektiv wîh, das kaum in christlichen Gebrauch übergegangen sei, als auch der zweite Wortteil nahten, der auf die mit der Nacht beginnende Zählweise der Tage bei den Germanen verweise. (Die ersten Belege für das Wort Weihnachten stammen aber erst aus dem 12. Jahrhundert, was für eine christliche Begriffsprägung spricht. In Frage käme eine Lehnübersetzung des lateinischen nox sancta aus den Gebeten der lateinischen Christmette unter Verwendung des volkssprachlichen Wortschatzes.)
Dass sich der Ursprung des Weihnachtsfestes mit einem germanischen Mittwinter- oder Julfest verbinden ließe, ist eher unwahrscheinlich, da das Geburtsfest in den Zentren der christlichen Welt bereits bestand, als die Missionierung Mittel- und Nordeuropas noch bevorstand. Dass es für den Mittwinter bei den Nordgermanen Feste gab, ist überliefert. Umstritten ist aber, zu welcher Zeit sie stattfanden und welchen Inhalt sie hatten. Der isländische Mönch Snorri Sturluson berichtet, dass der erste christliche König Norwegens Håkon der Gute ein Fest namens hoggunott oder haukunott von Mitte Januar auf den 25. Dezember habe verlegen lassen. Dies wird zuweilen so gedeutet, dass der christliche König die übliche mittwinterliche Einladung an seine Adligen auf den Weihnachtstag vorverlegt habe; der Text ist diesbezüglich aber nicht eindeutig. Snorri berichtet auch von einem durch Odin eingesetzten rituellen Opfergelage („Jul trinken“), das regelmäßig zur Julzeit stattgefunden habe.
Aus dem volkstümlichen Brauchtum wurde rekonstruiert, dass das altgermanische Mittwinterfest zugleich ein Toten- und Fruchtbarkeitsfest gewesen sei, an dem der Perchta, den Matronen oder Müttern geopfert wurde und maskierte junge Männer als vermeintliche Totengeister gleichermaßen Schrecken verbreiteten und durch Tanzen die Natur neu beleben sollten (vgl. Perchtenlauf). Das schwedische Luciafest am 13. Dezember fiel ursprünglich – bis das Land im Jahr 1752 vom julianischen zum gregorianischen Kalender wechselte – auf den Tag der Wintersonnenwende. Typische Sonnenwendbräuche sind auch in Süddeutschland mit dem Gedenktag der heiligen Lucia von Syrakus verbunden (vgl. das Lucien-Häuschen-Schwimmen im oberbayerischen Fürstenfeldbruck).
Im 19. Jahrhundert herrschte bei Volkskundlern und Theologen besonders im deutschen und skandinavischen Raum ein großer Optimismus, das Weiterleben heidnischen Brauchtums im christlichen Weihnachtsfest nachweisen zu können. Die heutige Forschung ist hierbei viel zurückhaltender. Autoren wie Carl Magnus Ekbohrn (1854), Alexander Tille (1893) und Gustav Bilfinger (1901) waren überzeugt, dass das „Volk“ über die Jahrhunderte hinweg seine paganen Bräuche weitergegeben habe. Bei Tille klingt das so:

„Christliches Jesusgeburtsfest und römische Januarkalendenfeier … allein aber machen das Wesentliche nicht aus. Die volkstümliche Weihnachtsfeier Deutschlands stammt vielmehr in der Hauptsache von den zwei großen Festen des deutschen Herbstes, welche … weit hinauf reichen in vorgeschichtliche Zeit.“

Hugo Elm erklärte 1878 den „geheimnisvollen Zauber“ der „Deutschen Weihnacht“ mit dem nordisch-heidnischen Erbe, und im späten 19. Jahrhundert füllten populäre Darstellungen germanischer Bräuche die Weihnachtsausgaben deutscher Tageszeitungen.

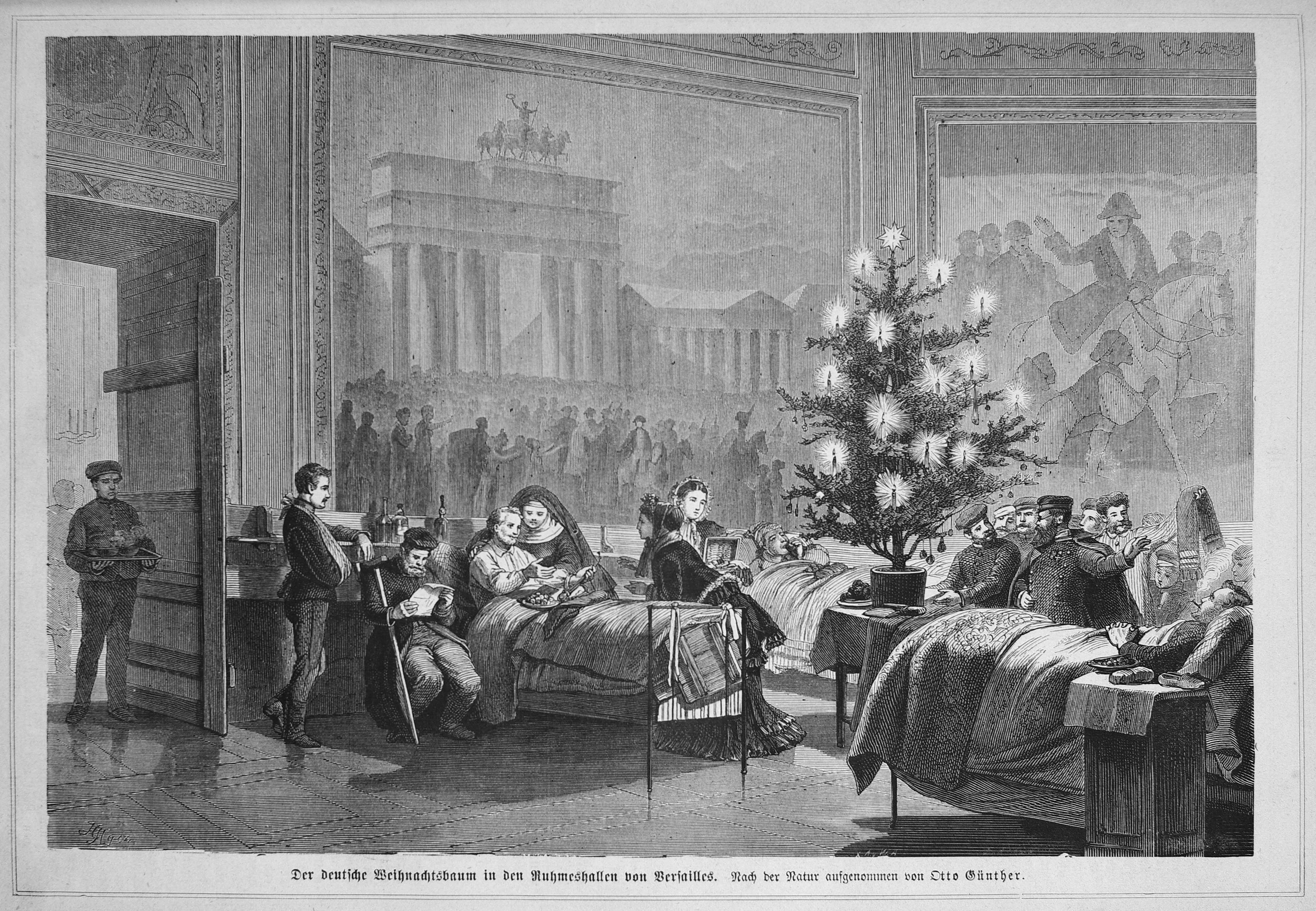
„Der deutsche Weihnachtsbaum in den Ruhmeshallen von Versailles“ (Die Gartenlaube, 1871)

Der Deutsch-Französische Krieg markiert eine Intensivierung der politischen Instrumentalisierung des Weihnachtsfestes. Im Kriegswinter 1870 ließ die Heeresleitung in Lazaretten und Quartieren allerorten Weihnachtsbäume aufstellen. Im Ersten Weltkrieg war die „Weihnachtsfeier im Felde“ Höhepunkt der politischen Inszenierung, bei der der Kaiser eine Ansprache hielt. Die 1920er Jahre brachten eine neue Dimension in die Politisierung des Festes, sowohl linke als auch rechte Gruppen nutzten es zur Agitation. Sehr populär war das Lied „Arbeiter-Stille-Nacht“ von Boleslaw Strzelewicz, das im Kaiserreich mehrfach von der Zensur verboten wurde. Die andere Seite des politischen Spektrums entwickelte Jul- und Sonnwendfeiern.

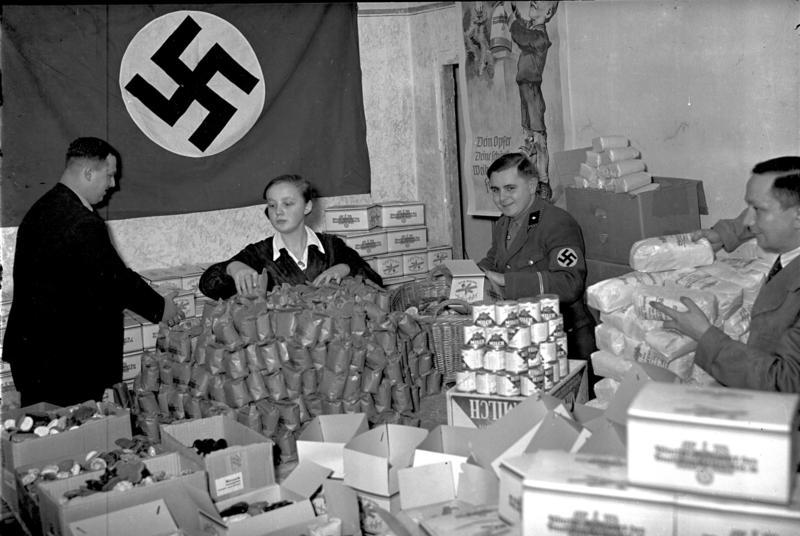
NSV stellt Weihnachtspakete für das Winterhilfswerk zusammen, Berlin 1935

Während der NS-Diktatur wurden die heidnisch-germanischen Aspekte von Weihnachten über die Massenmedien propagiert. Während das Winterhilfswerk des Deutschen Volkes eine große Breitenwirkung mit Geschenkaktionen erreichte („Volksweihnachten“), ist schwer abschätzbar, wie beliebt Weihnachtsschmuck mit Runen- und Hakenkreuzmotiven oder NS-Weihnachtsliedgut in den familiären Feiern war. Die NS-Interpretation von Weihnachten als „zentraler neuheidn[ischer] Toten- und Lichtfeier als Erinnerung an ein angeblich urnord[isches] Julfest“ wurde in älterer Literatur über das Weihnachtsfest teilweise rezipiert, so Walter Hartinger. In Auseinandersetzung mit dieser Ideologie übernahm die römisch-katholische Kirche den Weihnachtsbaum in den Kirchenraum, was bis dahin nur in evangelischen Kirchen üblich gewesen war.
Für die Neue Linke boten die Rituale des Weihnachtsfestes Möglichkeiten der Parodie und der politischen Aktion. Vor dem Heiligabend-Spätgottesdienst am 24. Dezember 1967 versuchten junge SDS-Mitglieder, mit den Besuchern der übervollen Berliner Gedächtniskirche über den Vietnamkrieg zu diskutieren. Die Aktion ging im Tumult unter; Rudi Dutschke bestieg geplant oder spontan die Kanzel, wurde aber am Reden gehindert und geschlagen. Nachdem die Demonstranten gezwungen worden waren, die Kirche zu verlassen, fand der Gottesdienst wie üblich statt.

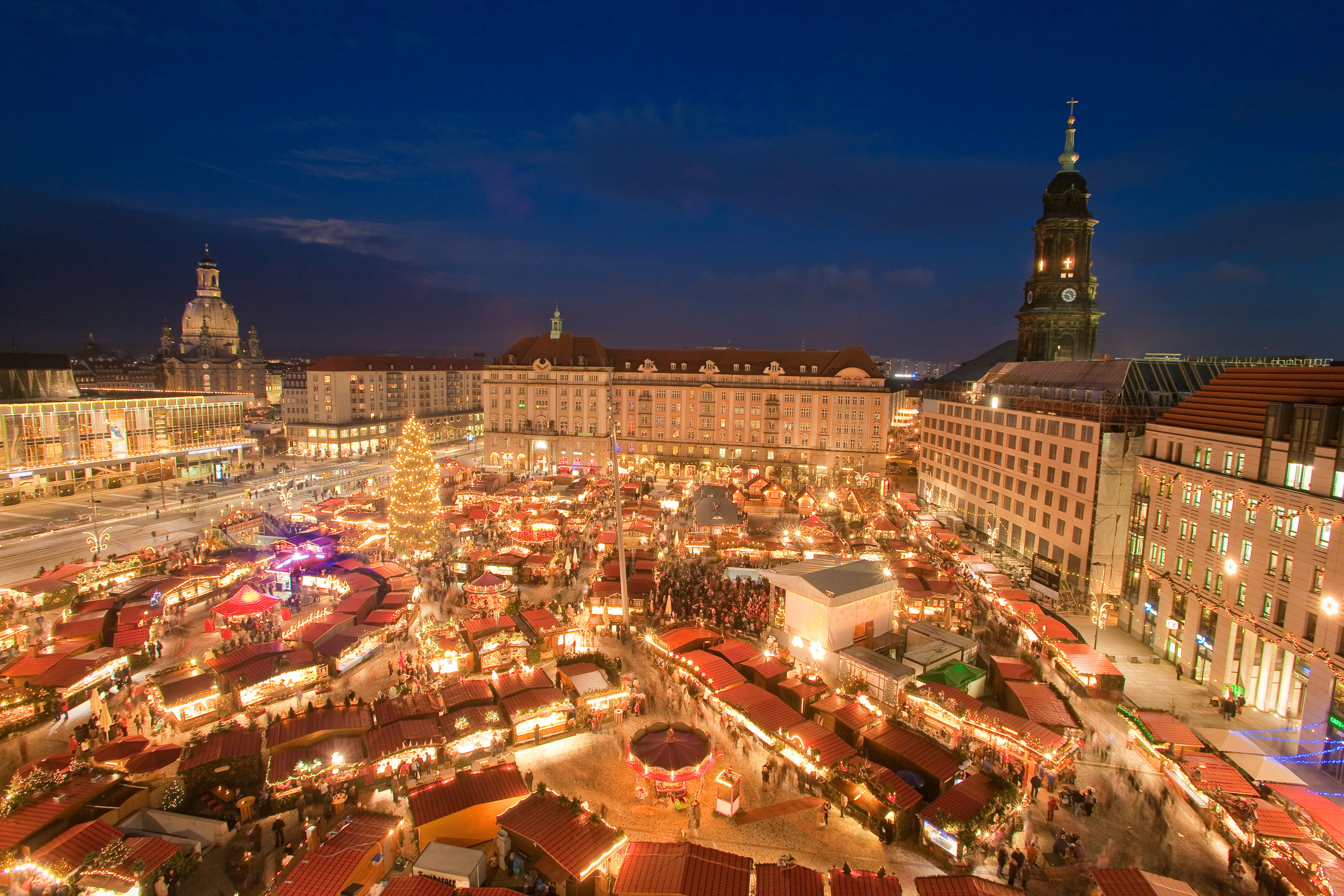
Der Dresdner Striezelmarkt, 2009

Im Gegensatz zur KPD der Weimarer Republik, die das Fest abschaffen wollte, war ein mit neuen, säkularen Inhalten gefülltes Weihnachtsfest für die SED erhaltenswert. Jolka-Tanne und Väterchen Frost als sozialistische Surrogate waren auf DDR-Weihnachtsmärkten ebenso zu finden wie Weihnachtsbaum und Weihnachtsmann. In der DDR verfasste Weihnachtslieder verbanden das Fest mit der Zukunftsvision von Frieden und sozialer Gerechtigkeit, aber auch das nationalsozialistische Weihnachtslied Hohe Nacht der klaren Sterne wurde übernommen. Auf FDJ- und FDGB-Weihnachtsfeiern wurde in den 1950er Jahren häufig Erich Weinerts Der neue Stern vorgetragen, ein „proletarisches Weihnachtslied“ von 1929, das den roten Sowjetstern als neues Hoffnungszeichen feierte und dabei religionskritisch die christliche Metaphorik nutzte.
Andererseits übertrug das DDR-Fernsehen an Weihnachten 1961 Bachs Weihnachtsoratorium aus der Thomaskirche in Leipzig als eine Art nationales Kulturgut. In den 1960er Jahren schienen traditionelle Weihnachtslieder unproblematisch, da sie nostalgische, aber keine eigentlich religiösen Gefühle wachriefen.
Weihnachten bot während des Kalten Krieges Möglichkeiten für einen Wettbewerb der beiden Systeme. Das ritualisierte Versenden von Weihnachtspäckchen zog Ost- und Westdeutsche in eine komplizierte Beziehung gegenseitigen Gebens und Nehmens, so das Ergebnis einer Untersuchung von Ina Dietzsch. Von staatlicher westdeutscher Seite war erwünscht, dass der Inhalt der Westpakete ihren Empfängern die Vorteile der Sozialen Marktwirtschaft verdeutlichte. „Kerzen in den bundesdeutschen Fenstern, Weihnachtsbäume an der innerdeutschen Grenze und Weihnachtslieder, die über die Mauer schallten, wurden in der DDR … als Provokation und nicht als Ausdruck weihnachtlicher Friedensbereitschaft aufgefasst,“ so Doris Foitzik.

### Anglo-American Christmas

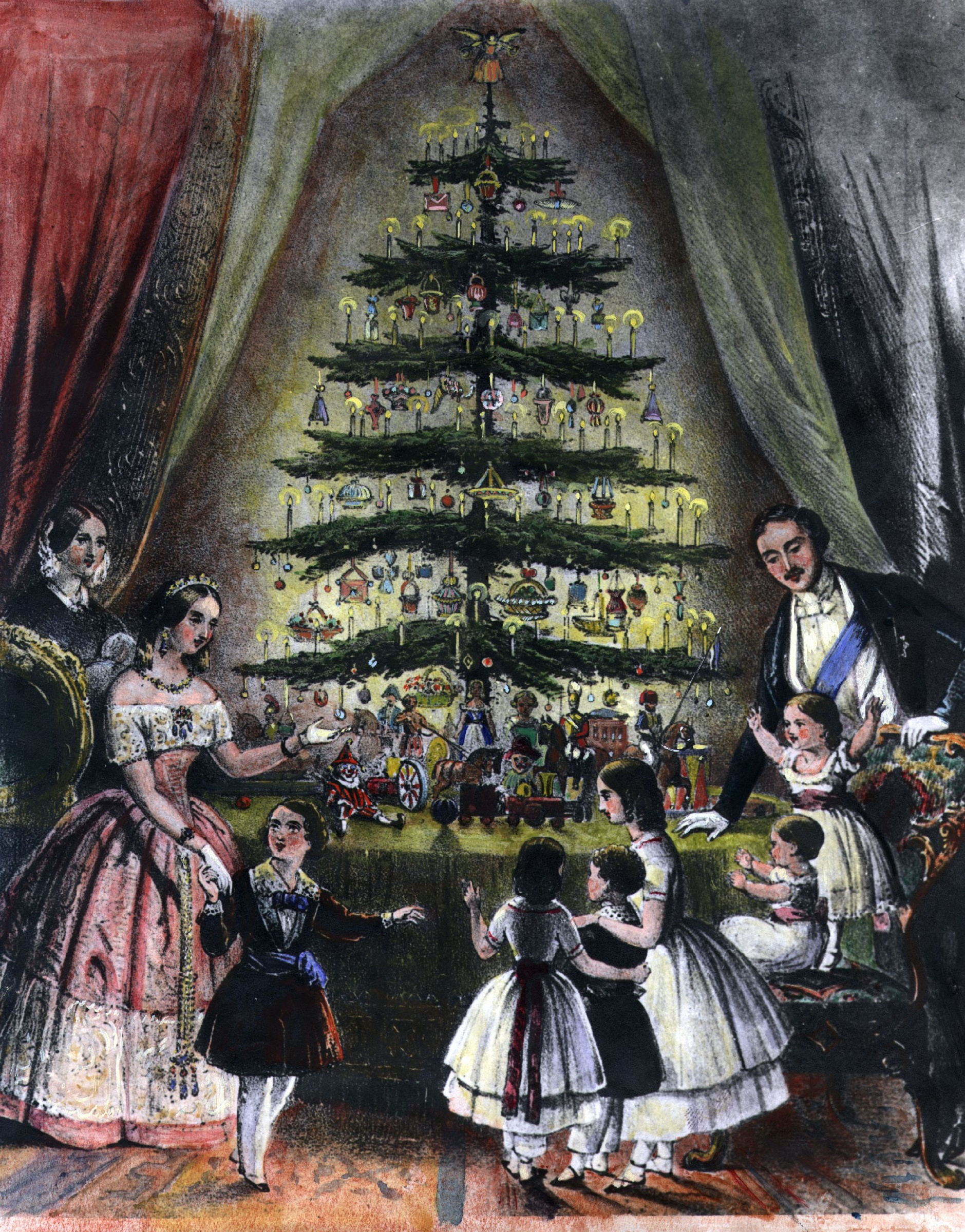
Königin Viktoria, Prinz Albert und ihre Kinder unter dem Weihnachtsbaum (1848)

In Genf wurden nach Einführung der Reformation 1536 alle nichtbiblischen Feste verboten, darunter Weihnachten. Man nahm an, dass es sich um einen ursprünglich heidnischen Brauch handle, den die Papstkirche eingeführt habe. An den Diskussionen darüber beteiligte sich auch Johannes Calvin. John Knox ging weiter als Calvin und verbot 1560 das Weihnachtsfest in Schottland. Die schottischen Presbyterianer befolgten dieses Verbot bis ins 20. Jahrhundert. Weihnachten war im England des 16. Jahrhunderts mit Festessen, Alkoholkonsum, Tanz und Glücksspiel verbunden. Der Puritanismus setzte sich deshalb für die Abschaffung des Weihnachtsfestes ein, das 1647 durch Parlamentsgesetz verboten wurde. Daraufhin kam es zu Schlägereien zwischen Freunden und Gegnern des Festes. Nach 1660 wurde die Einhaltung des Verbotes nicht mehr kontrolliert. Die strenge Befolgung des Weihnachtsverbotes war kennzeichnend für Presbyterianer und Quäker und zeigte sich beispielsweise daran, dass sie am 25. Dezember ihre Geschäfte öffneten. In diesen Kontext gehört die antikatholische Polemik von Alexander Hislop, einem Pastor der presbyterianischen Free Church of Scotland. In seinem 1858 erschienenen Hauptwerk behauptete Hislop für mehrere katholische Feiertage, darunter Weihnachten, einen babylonischen Ursprung. Bräuche verschiedener Religionen, darunter die altägyptische Religion, der Hinduismus, die Religion der Angelsachsen ließen sich für Hislop immer wieder auf Babylon zurückführen, wobei er auch etymologisch argumentierte (Jul sei das babylonische Wort für Kleinkind usw.).
In England wirkte die puritanische Position in der Gesamtgesellschaft nach, so dass es erst im 19. Jahrhundert zu einem volkstümlichen Fest wurde. Impulse hierzu gingen vom britischen Königshaus aus (Prinz Albert stammte aus Deutschland).
Die Neuenglandstaaten, die von Puritanern, Presbyterianern, Quäkern und Mennoniten geprägt waren, feierten Weihnachten bis ins 19. Jahrhundert nicht. Ein Weihnachtsverbot in Massachusetts musste 1681 auf Druck der englischen Regierung wieder aufgehoben werden. Die in Neuengland lebenden Unitarier lehnten noch bis ins 19. Jahrhundert das Feiern von Weihnachten ab.
Zum englischsprachigen Advents- und Weihnachtsliedgut leisteten Dichter mit freikirchlichem Hintergrund einen bedeutenden Beitrag (Beispiele: Hark! The Herald Angels Sing von Charles Wesley und Joy to the World von Isaac Watts). Neben dem Liedgut wurde ein weiterer Gesichtspunkt für die Akzeptanz von Weihnachten im reformierten und freikirchlichen Raum wichtig: Das „Fest der Liebe“ bot angesichts der sozialen Not des 19. Jahrhunderts Anlässe, christliche Nächstenliebe zu praktizieren. Besonders augenfällig ist dies bei der Heilsarmee. Ihre Posaunenchöre und Sammelaktionen gehören seit dem späten 19. Jahrhundert zum stereotypen Bild von American Christmas. Eine spektakuläre Aktion der Heilsarmee war das Weihnachtsessen für 20.000 Menschen 1899 im Madison Square Garden. Die zunehmende Diversifizierung der Bevölkerung in den USA Mitte des 19. Jahrhunderts durch Einwanderung von lutherischen Deutschen und Skandinaviern sowie katholischen Iren und Deutschen führte zu einer Neubelebung der Weihnachtsfeierlichkeiten und schließlich zu einer Verschmelzung der verschiedenen Traditionen, die die heute bekannten amerikanischen Weihnachtsbräuche hervorbrachte.

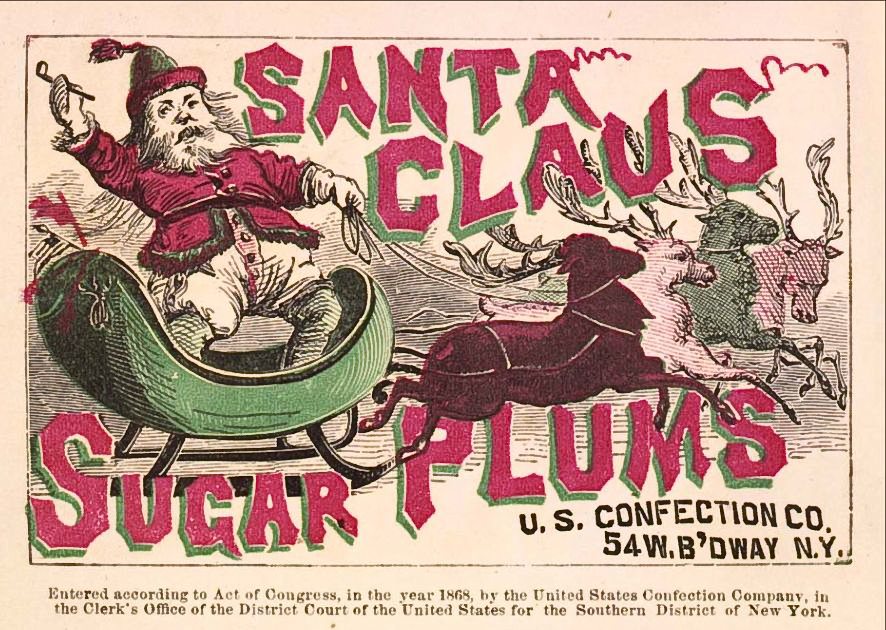
Konfektwerbung mit Santa Claus auf seinem von Rentieren gezogenen Schlitten (1868)

In Oberschichtkreisen der Stadt New York, die 1624 von Niederländern als Nieuw Amsterdam gegründet worden war, bestand Anfang des 19. Jahrhunderts der Wunsch, Traditionen für eine junge Stadt zu schaffen. Eine holländische New Yorker Weihnachtsfeier wurde neu erfunden, ergänzt um eine „traditionelle“ britische Weihnachtsfeier. Das Ergebnis war ein nostalgisches, stilles häusliches Fest mit dem Schwerpunkt der Kinderbescherung. Das bekannteste Ergebnis dieser Entwicklung ist die Figur des Santa Claus. Populär wurde es durch die Schriften von John Pintard, Washington Irving und Clement Clarke Moore, zu denen als europäische Autoren noch Charles Dickens und Harriet Martineau zu zählen sind.
- John Pintard warb in New York für die Figur des Sinterklaas, der über den Atlantik komme und Gebäck aus Amsterdam mitgebracht habe, das er an brave Kinder verteile.
- Washington Irving (History of New York, 1809) machte diese angebliche New Yorker Tradition überregional bekannt.
- 1823 erschien in The Sentinel in Troy (New York) ein anonymes Gedicht An Account of a Visit of St Nicholas. Es änderte das Erscheinungsbild des Santa Claus zum gütigen Geschenkebringer, der auf einem fliegenden Rentierschlitten unterwegs sei. War der Geschenketermin vorher am Nikolaustag oder Neujahr, so ist Santa Claus seit diesem Gedicht mit dem 25. Dezember verbunden. Clement Clarke Moore erklärte 1844, dass er der Autor des Gedichtes sei, aber womöglich zu Unrecht. Sprachliche Indizien deuten auf den 1828 verstorbenen Henry Livingston, der Gelegenheitsgedichte für Zeitungen verfasste.[96][97]
- Die heute weltweit bekannte Darstellung des Santa Claus geht auf den Deutsch-Amerikaner Thomas Nast zurück, der im Jahr 1846 nach New York auswanderte und in den Vereinigten Staaten als Karikaturist bekannt wurde. Er zeichnete Weihnachten 1863 während des Amerikanischen Bürgerkrieges für das Magazin Harper’s Weekly einen alten, bärtigen Mann, der vom Schlitten herab die Soldaten der Unionstruppen beschenkt. Nasts Vorstellung vom Weihnachtsmann ging auf den pfälzischen „Belzenickel“ zurück, eine regionale, Pelz tragende Weihnachtsmannfigur aus dem 19. Jahrhundert, die er noch aus Kindheitstagen kannte. Als er später dazu aufgefordert wurde, seine Zeichnung zu kolorieren, wählte er die Farben rot und weiß.

Am 26. Juni 1870 erklärte Präsident Ulysses S. Grant Weihnachten zum staatlichen amerikanischen Feiertag; 1923 entzündete die First Lady Grace Coolidge die Kerzen eines seither üblichen National Christmas Tree. Die Trennung von Kirche und Staat in den Vereinigten Staaten kommt darin zum Ausdruck, dass der U.S. Postal Service jährlich zwei Weihnachtsmarken herausgibt, so dass man zwischen einem säkularen Motiv und einem weihnachtlichen Gemälde der National Gallery of Art auswählen kann.

### Weihnachten als globalisiertes Fest
Während sich Weihnachten im christlichen Kontext meist friedlich globalisierte und im außerchristlichen Kontext entweder bestimmte Bräuche in lockerer Weise übernommen wurden, wie in Ostasien, oder Christliches mit Nichtchristlichem verbunden wurde, wie nicht selten in Judentum und Hinduismus, gibt es vor allem in der islamischen Welt durchaus heftigen Widerstand gegen das Weihnachtsfest, bis hin zu Verboten und Terroranschlägen auf Kirchen und ähnliches.

#### In christlichen Ländern

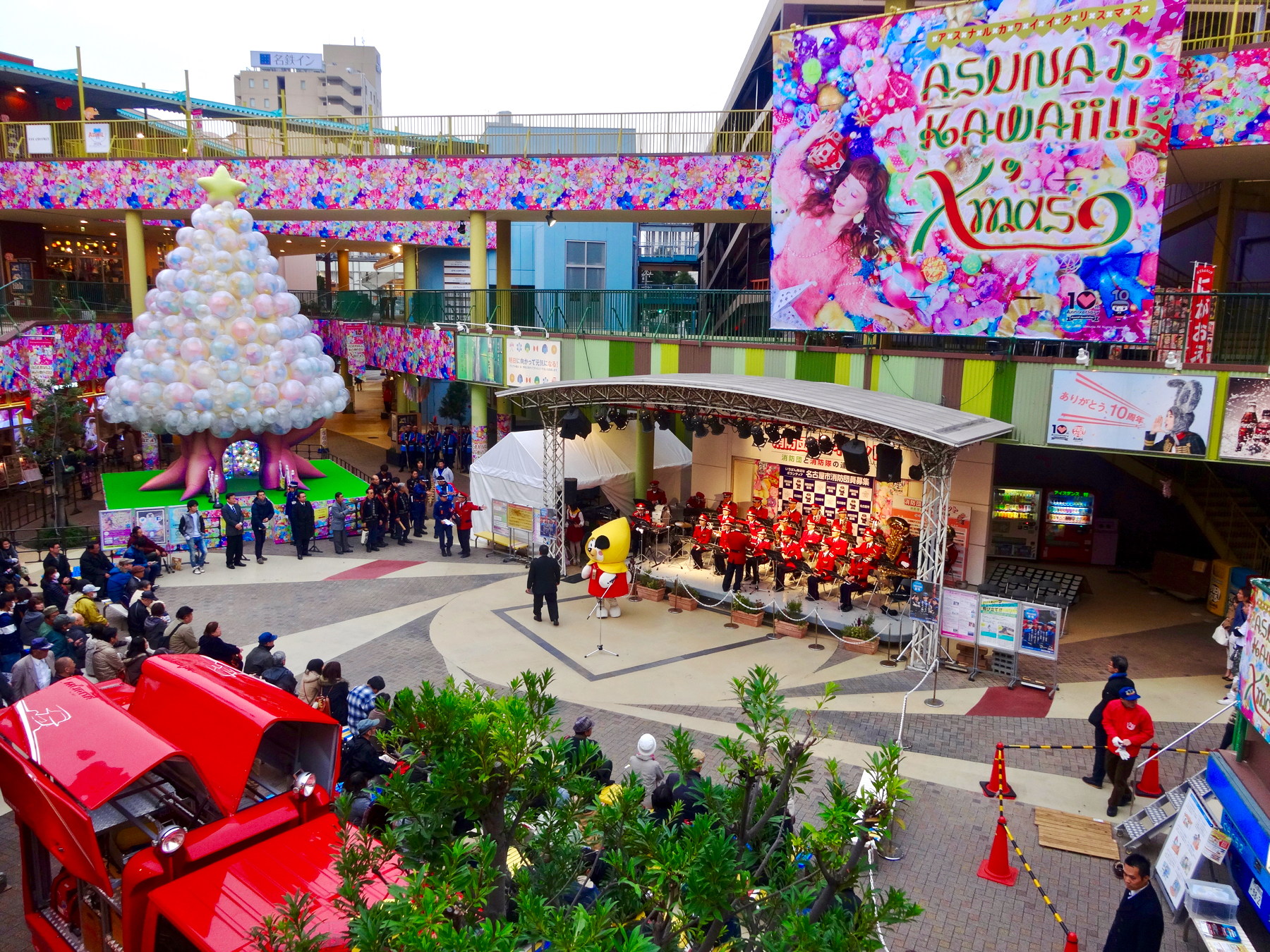
Weihnachtskonzert in einem Einkaufszentrum in Nagoya, 2015

Im 19. Jahrhundert wurden bisher regionale Weihnachtsbräuche zuerst landesweit propagiert, parallel zu nationalen Identitätsfindungsprozessen, im 20. Jahrhundert wurde Weihnachten dann in Folge von Handel, Migration und Kolonialismus globalisiert. Ein Beispiel: A Festival of Nine Lessons and Carols, ursprünglich (nach 1918) eine Feier des King’s College (Cambridge), wurde durch Radio und Fernsehen international bekannt. Zur Verbreitung der amerikanischen Weihnachtskultur trugen die nach dem Zweiten Weltkrieg in vielen Staaten stationierten US-Truppen bei, was sich besonders für Japan zeigen lässt.
Santa Claus als Inbegriff der amerikanischen Weihnachtskultur wurde mehrfach zum Ziel aggressiver Proteste. 1951 wurde eine Santa-Figur vor der Kathedrale von Dijon öffentlich verbrannt, nachdem 250 Kinder ihn als Lügner zum Tod verurteilt hatten. Zwei römisch-katholische Kleriker leiteten diese Veranstaltung. Die Aktion wurde durch den Bericht von Claude Lévi-Strauss bekannt.
In Lateinamerika gab es mehrere kurzlebige Versuche, Santa Claus durch eine nationale Gabenbringerfigur zu ersetzen, zum Beispiel Volvo Indio in Brasilien, Quetzalcóatl in Mexiko und Don Feliciano in Kuba.

#### In China

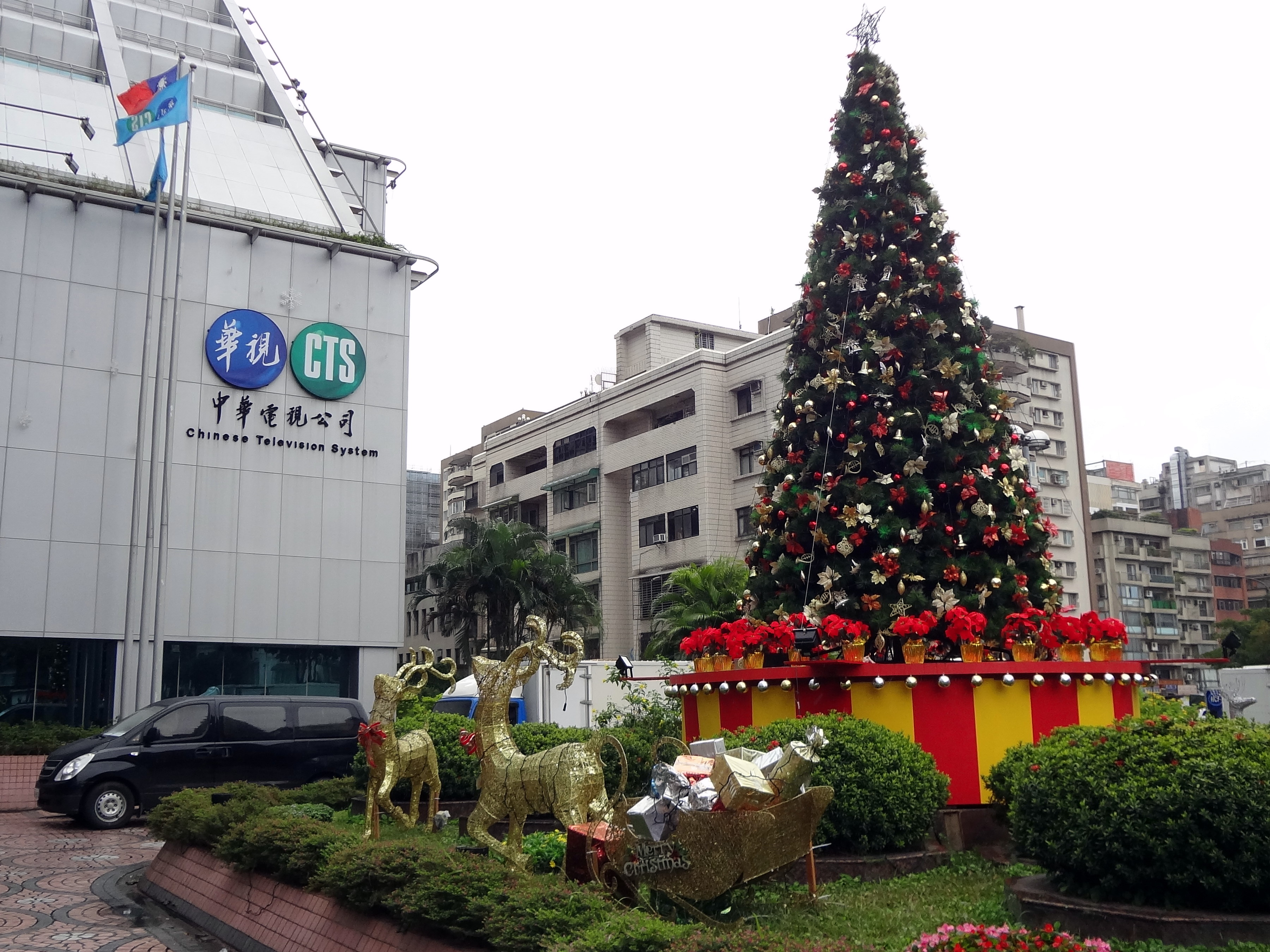
Weihnachtsbaum vor der China Television Company (中國電視公司) 2018.

In China ist Weihnachten gerade kein Familienfest (im Gegensatz zum traditionellen Neujahrsfest), sondern eine Zeit für gemeinsame Unternehmungen mit Freunden und Kollegen. Die aufwändige Weihnachtsdekoration im öffentlichen Raum chinesischer Städte steht für Modernität.

#### In Japan
Das heutige japanische Weihnachten (Kurisumasu) ist ein Abend, den Paare gemeinsam verbringen, entsprechend werden Liebe und Romantik in der Werbung thematisiert.
 Wie bereits oben angeführt, wurde das weihnachtliche Brauchtum erst nach der US-amerikanischen Besatzungszeit populär, wobei sozioökonomische Entwicklungen zur gegenwärtigen Ausprägung beitrugen. In diesem Kontext sind 1. der Wirtschaftsboom der Nachkriegsära und 2. die damit einhergehende Auflösung von traditionellen Familienformen zu nennen. Im Zuge des Wirtschaftsbooms entstand ein Pull-Faktor aus ländlichen Räumen in die urbanen Metropolen, wo sich Personen, die vom traditionellen Erbrecht (erstgeborener Sohn übernimmt das Haus und den Besitz der Eltern) ausgeschlossen waren, soziale Aufstiegschancen erhofften. Durch den starken Zustrom prägte sich eine neue Familienform aus, die der sog. Kernfamilie (jpn. Kakukazoku), in welche wiederum mangels Vorbildern die modernen, US-amerikanischen Bräuche Eingang fanden. Gewisserweise analog zur Bildung des Bürgertums in Europa, fanden ebenfalls bourgeoise Bräuche, wie das Aufstellen von Weihnachtsbäumen in Familienräumlichkeiten Eingang. Im Gegensatz dazu fanden weihnachtliche Events vor dem Krieg im öffentlichen Raum (z. B. Einkaufsstraßen oder Bierhallen) statt. Die ökonomischen Bedingungen solcher Kernfamilien erlaubten ein konsumorientiertes Feiern, was, wie etwa bei Jahresendverkäufen (Schmuck und Festtagsspeisen für die Neujahrstage) oder dem Begehen von „Ersttagsevents“ (jpn. Hatsumōde, Hatsuhinode, Hatsuuri etc.) bereits fest im japanischen, traditionellen Brauchtum zum Jahreswechsel verankert war. Im Zuge dessen begannen zahlreiche Firmen ihr Marketing auf Weihnachten auszurichten, wie z. B. Harland D. Sanders (Gründer eines Systemgastronomieunternehmens für Fried Chicken) als Weihnachtsmann, Konditoreien, globale Limonadenhersteller. Dass in jüngsten Jahren auch sog. Konbini Fried Chicken in Kleinstportionen zu Weihnachten anbieten, kann so gewisserweise auch als Fortsetzung der Dislokation der Individuen, in anderen Worten die Zunahme sozialer Anomie in der japanischen Gesellschaft betrachtet werden. Hinzu kommt eine zunehmende Ablehnung von herkömmlichen Lifestyles (die individuelle Freiheit steht über der Familie) und die Ausprägung von einer Gesellschaft auf der Grundlage von Familien hin zu einer auf der Grundlage von individuellen Konsumenten, interpretiert werden, woraus wiederum gewisse Unternehmen Kapital schlagen. Es gibt heute aber auch junge Familien, die befreundete Jungfamilien zu einem weihnachtlichen Abendessen nach Hause einladen, was in Japan, wo die Privatsphäre sehr beachtet wird, unüblich ist. In jedem Falle sind den meisten Japanern die weihnachtlichen Bräuche (Advent, St. Nikolaus, Christmette, Krippenspiel etc.) der christlich oder westlich orientierten Welt eher unbekannt, so dass Weihnachten in Japan für einen „Westler“ zwar aus dem ursprünglichen Kontext gerissen scheint, aber ein gutes Beispiel für den Wandlungscharakter von kulturellen Phänomenen ist.

#### Im Judentum

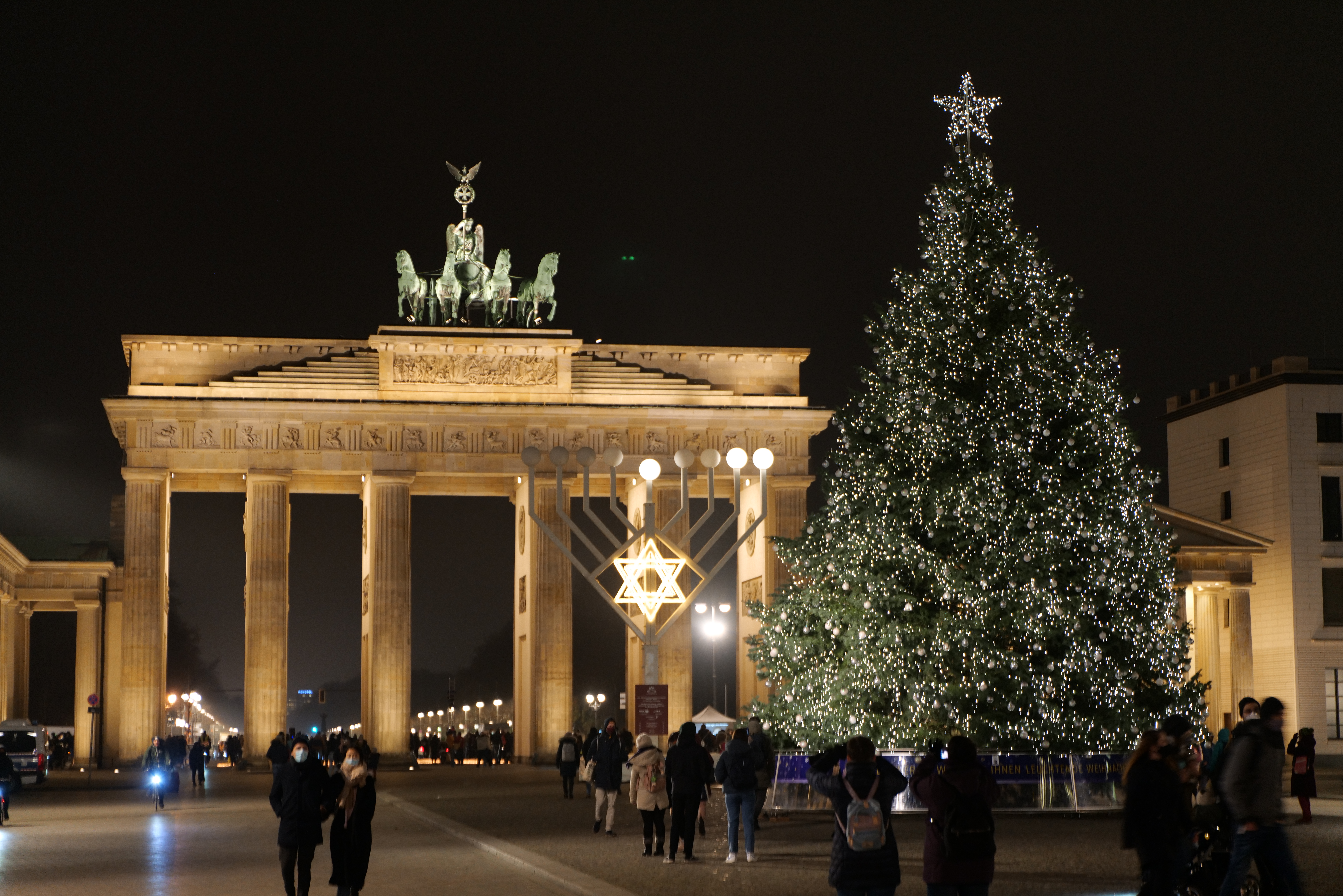
Chanukkaleuchter und Weihnachtsbaum auf dem Pariser Platz in Berlin, Dezember 2020

Das jüdische Chanukka-Fest findet wie das Weihnachtsfest im Dezember statt, und bei beiden Festen spielt traditionell die Entzündung von Kerzen eine wichtige Rolle. Gemeinsamkeiten hinsichtlich des Festanlasses bestehen jedoch nicht: Das Chanukka-Fest erinnert an die Wiedereinweihung des Jerusalemer Tempels im Jahr 164 v. Chr., das Weihnachtsfest hingegen an die Geburt Jesu. Seit der Aufklärung gibt es im Judentum eine Tendenz, Weihnachten als kulturelles Fest der Mehrheitsgesellschaft zu begehen, indem man es mit Elementen von Chanukka verbindet. Diese Antwort auf das sogenannte „Dezember-Dilemma“ wird im deutschen Sprachraum „Weihnukka“, im angloamerikanischen Raum „Chrismukkah“ genannt. Andere Möglichkeiten sind die Aufwertung des Chanukkafestes, so dass Chanukka-Symbole im öffentlichen Raum präsent sind, und das Angebot alternativer Programme am 25. Dezember in jüdischen Gemeindezentren und Museen.

#### Im Hinduismus
Für Hindus, die in christlich geprägten Staaten oder Gebieten leben, liegt eine Verbindung zwischen dem Lichterfest Divali im Spätherbst und Weihnachten nahe. Die festliche Illumination bleibt in vielen Hindu-Tempeln in Europa und Nordamerika über Weihnachten bis Anfang Januar.
In Indien wendet sich die rechtsgerichtete Partei Vishwa Hindu Parishad gegen vermeintliche christliche Mission im Kontext von Weihnachten. So verurteilte sie 2014 einen Auftritt des Santa Claus in einer christlichen Schule in Chhattisgarh, weil die verteilten Süßigkeiten eine Bestechung seien, um Hindus zum Christentum zu bekehren.

#### In islamischen Staaten

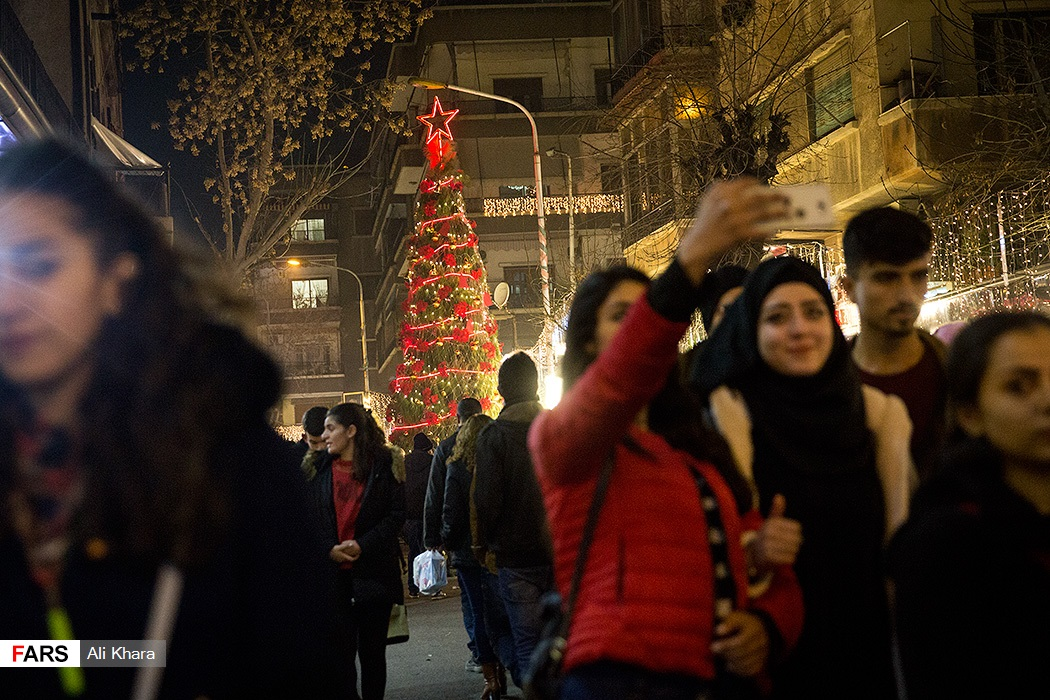
Weihnachten als Teil des öffentlichen Lebens in Damaskus, 2018

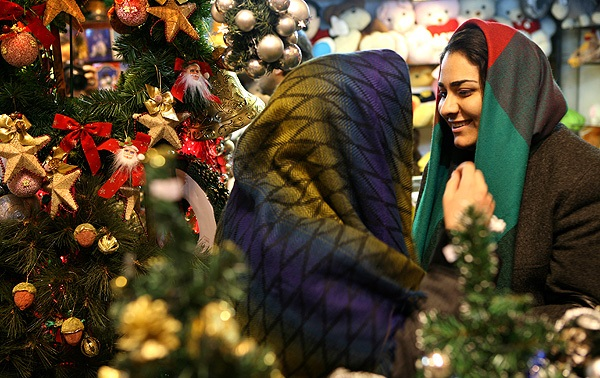
Von Christen in Teheran betriebener Laden mit Weihnachtsschmuck, 2006

Während in eher laizistisch geprägten islamischen Ländern mit christlicher Minderheit, wie beispielsweise den Christen in Syrien, nicht selten aufwendige Weihnachtsdekoration zu sehen ist, wird das Weihnachtsfest und damit verbundene Traditionen in etlichen islamischen Ländern heftig bekämpft oder gar verboten.
In Somalia wurde im Dezember 2015 das Weihnachtsfest mit der Begründung verboten, es handle sich um ein muslimisches Land, das nicht-islamische Feste nicht toleriere. Ebenfalls im Jahre 2015 verbot die Regierung von Brunei Weihnachtsschmuck und das Singen von Weihnachtsliedern, sowie alle anderen christlichen Bräuche für Einheimische, da das Fest den muslimischen Glauben gefährde. Die Regierung von Tadschikistan verbot Weihnachtsbäume, Feuerwerk, Festessen und Bescherung am „Fest der Liebe“. In der indonesischen Provinz Aceh gilt die Scharia. Dortige islamische Geistliche fordern, dass Weihnachten nicht im öffentlichen Raum sichtbar sein soll, so dass Muslime damit nicht in Berührung kommen.
In islamischen Staaten wurden Kirchen der christlichen Minderheit zum Weihnachtsfest mehrfach Ziel terroristischer Anschläge mit islamistischem Hintergrund: In den Jahren 2010 und 2017 in Ägypten und 2013 in Bagdad im Irak. In Tadschikistan wurde ein als Väterchen Frost verkleideter Mann 2012 von einem islamistischen Mob gelyncht. Siehe hierzu auch: Terroranschläge am Ostersonntag 2019 in Sri Lanka.

#### In Afrika-zentrierter Kultur
Kwanzaa, ursprünglich ein afrikanisches Erntefest, das 1966 in den Vereinigten Staaten als afro-amerikanischer Feiertag etabliert wurde, wird Ende Dezember gefeiert und lässt sich ähnlich wie Divali assoziativ mit Weihnachten verbinden.

## Liturgie und Brauchtum heute

### Die Weihnachtszeit im Kirchenjahr

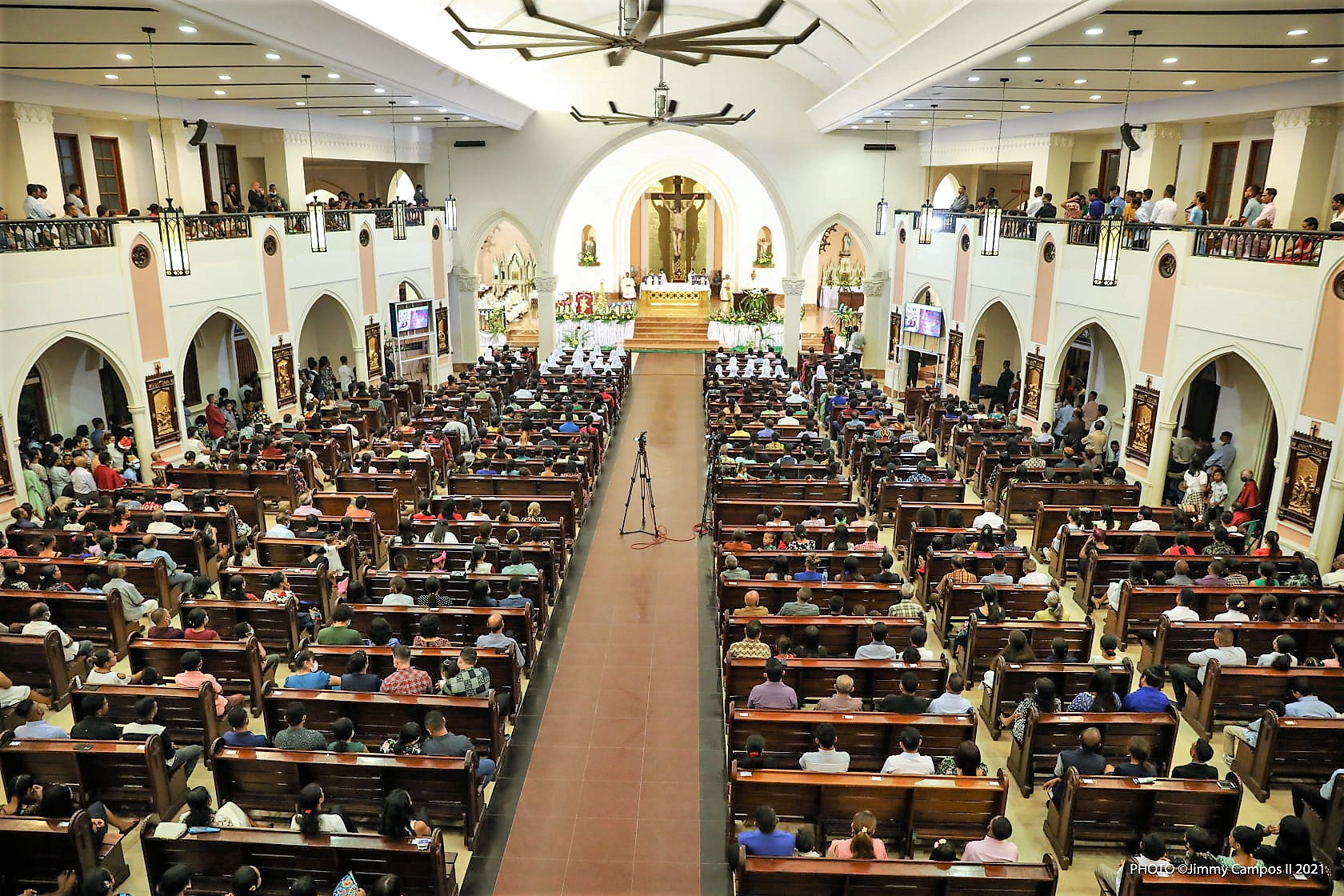
Christmesse in der Kathedrale von Dili, Osttimor (2021)

Der Weihnachtsfestkreis besteht aus der Adventszeit und der Weihnachtszeit. Nach dem letzten Sonntag des Kirchenjahres beginnt mit dem ersten Adventssonntag auch das neue Kirchenjahr.
Die weihnachtliche Festzeit (tempus nativitatis ‚Zeit der Geburt‘) wird in der Grundordnung des Kirchenjahres der römisch-katholischen Kirche als „Gedächtnisfeier der Geburt des Herrn und seines offenbarenden Erscheinens“ (memoria Nativitatis Domini et primarum eius manifestationum, Nr. 32) bezeichnet. Sie beginnt liturgisch mit der ersten Vesper von Weihnachten an Heiligabend (siehe dazu auch Christvesper). Der erste liturgische Höhepunkt der Weihnachtszeit ist die Mitternachtsmesse in der Nacht vom 24. auf den 25. Dezember (siehe Christmette). Der achte Tag oder der Oktavtag von Weihnachten wird im Alpenraum auch als Ebenweihtag bezeichnet.
Die Weihnachtszeit endete in den evangelischen Kirchen traditionell Epiphanias am 6. Januar. Seit der Reform der Perikopenordnung 2017 endet die Weihnachtszeit am Letzten Sonntag nach Epiphanias, das ist der Sonntag vor oder am 2. Februar (Fest der Darstellung Jesu im Tempel 40 Tage nach Weihnachten). Im römischen Ritus der römisch-katholischen Kirche endet die Weihnachtszeit mit dem Fest Taufe des Herrn, das seit der Liturgiereform (Messbuch von 1970/2000) am Sonntag nach dem „Fest der Erscheinung des Herrn: Epiphanias“, nach dem vormaligen Messbuch von 1962 am Oktavtag vom „Fest der Erscheinung des Herrn: Epiphanias“ (13. Januar) gefeiert wird. In der altkatholischen Kirche endet die Weihnachtszeit am Fest der Darstellung des Herrn am 2. Februar, volkstümlich Mariä Lichtmess oder auch nur Lichtmess genannt. In der römisch-katholischen Kirche war dies vom 16. Jahrhundert bis zur Reform des Kirchenjahres 1969 ebenfalls der Fall. Es ist mancherorts Brauch, Christbäume und Krippen bis zum 2. Februar zu belassen – örtlich noch verbunden mit dem Ritus der Krippenschließung.
Abweichend von diesem in vielen westlichen Kirchen geltenden Brauch hat der vor allem im Bistum Mailand gepflegte ambrosianische Ritus auch in der Liturgiereform der römisch-katholischen Kirche die Regelungen des Ambrosius beibehalten. Dort beginnt die Adventszeit mit dem 11. November, einem Quatembertag, wodurch sich sechs statt vier Adventssonntage ergeben, und die Weihnachtszeit endet am 2. Februar mit dem „Fest der Darstellung des Herrn“. Damit hat sich dort die Tradition bewahrt, dass Buß- und Fastenzeiten sowie die weihnachtliche und die österliche Freudenzeit in Anlehnung an Jesu Rückzug in die Wüste (40 Tage; Mt 4,2 ), die Sintflut (40 Tage; Gen 7,4.12 ), Noahs Warten in der Arche auf dem Ararat (40 Tage; Gen 8,6 ), Israels Exodus (40 Jahre; Ex 16,35 ) jeweils 40 Tage dauern. Im Brauchtum zeigen sich die Unterschiede darin, dass Christbaum und Krippe bis zum 6. Januar oder bis zum 2. Februar stehenbleiben.
Am „Fest der Darstellung des Herrn“ klingt die Weihnachtszeit nach. Das zeigt sich unter anderem in den liturgischen Perikopen des Tages, die in den westlichen Kirchen gleich sind. In der alttestamentlichen Lesung (Mal 3,1–4 ) klingt die Adventszeit nach, die Epistel (evangelisch Hebr 2,14–18 , katholisch Hebr 2,11–12.13c–18 ) blickt bereits auf den Karfreitag, das Evangelium (evangelisch Lk 2,22–24(25–35) , katholisch Lk 2,22–40 ) schließt unmittelbar an das Weihnachtsevangelium an.

### Römisch-katholisch

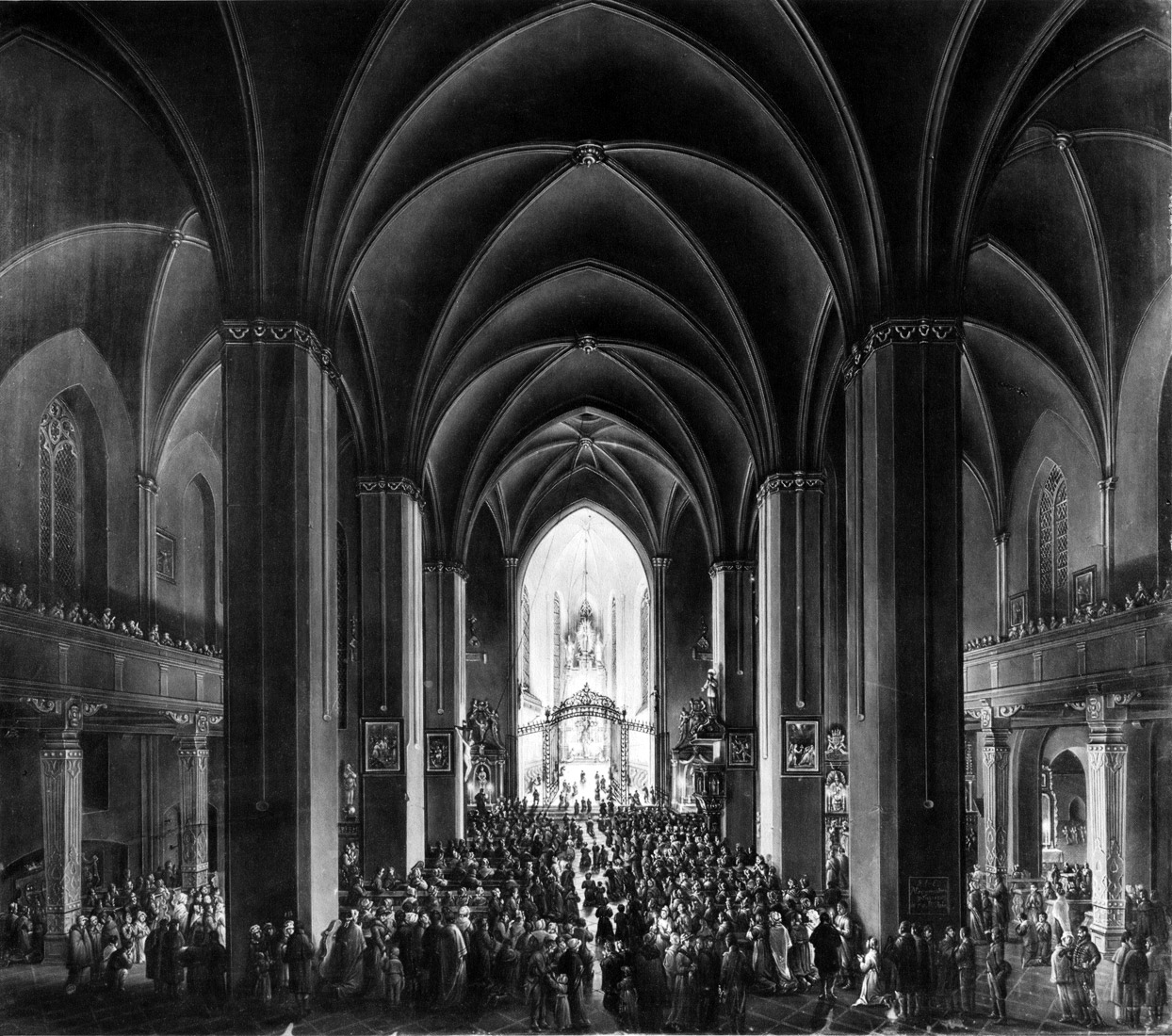
Johann Ludwig Ernst Morgenstern: Das Innere der Domkirche in Frankfurt, erleuchtet beim Fest der Christmette, Stich (1808)

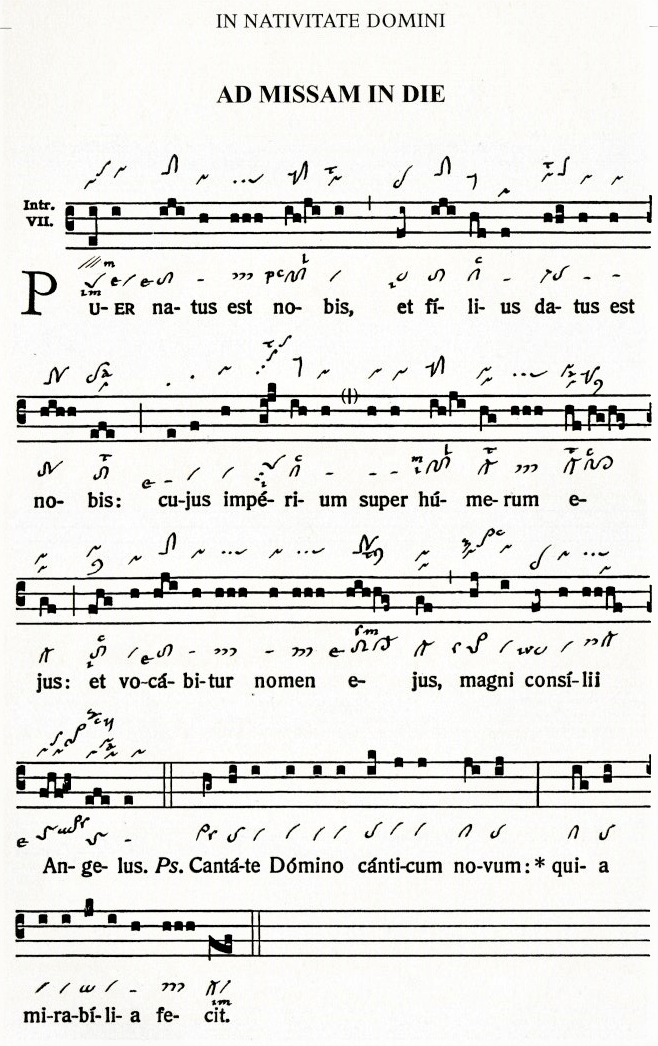
Der Introitus Puer natus est der Missa in die im Graduale Novum

Bereits Gregor der Große kannte drei heilige Messen am Weihnachtsfest. Die Titelkirchen Roms feierten dagegen anfangs nur zwei heilige Messen: eine nächtliche in Verbindung mit der Matutin und das Hochamt am folgenden Tag. Bereits das Capitulare lectionum aus der Mitte des 6. Jahrhunderts enthält bei allen drei Weihnachtsmessen die klassische Abfolge der Lesungen aus dem Propheten Jesaja, aus den Paulusbriefen und das Evangelium. Diese Ordnung war bis weit ins Mittelalter üblich, örtlich bis ins 18. Jahrhundert.
Die älteste dieser Messen ist die Festmesse „am Tage“ (lateinisch Missa in die), die bereits von Ambrosius und von Papst Coelestin I. Anfang des 5. Jahrhunderts erwähnt wird. Stationskirche war St. Peter im Vatikan, seit dem 12. Jahrhundert Santa Maria Maggiore. Die zweite Messe war eine wohl aus Jerusalem übernommene Mitternachtsmesse (Missa in nocte „in der Nacht“, volkstümlich Christmette genannt wegen der Verbindung mit der Matutin, auch „Engelamt“, weil das Evangelium mit dem Gesang der Engel bei der Geburt Jesu (Lk 2,13f ) schließt). Die Stationskirche der Mitternachtsmesse war die Marienbasilika auf dem Esquilin, (S. Maria Maggiore). Dorthin wurde im 11. Jahrhundert auch die Tagesmesse verlegt, denn die Kirche beherbergt in der Krypta eine Nachbildung der Geburtsgrotte. Eine dritte Messe kam im Morgengrauen (mane in aurora, „früh zur Morgenröte“, volkstümlich aufgrund des Evangeliums von der Anbetung der Hirten (Lk 2,15–20 ) „Hirtenmesse“ oder „Hirtenamt“ genannt) in der byzantinischen Hofkirche Santa Anastasia auf dem Palatin – „eventuell aus Höflichkeit gegenüber dort residierenden [byzanzinischen] Beamten“ – hinzu. Dort wurde am 25. Dezember das Patrozinium ihrer heiligen Anastasia gefeiert. Diese päpstliche Stationsliturgie führte dazu, dass drei Messen mit unterschiedlichen Messformularen am selben Tag gefeiert werden. Die Texte stammen von Gregor dem Großen. So kam die Weihnachtsliturgie als Ganzes in den gallisch-fränkischen Norden. Karl der Große erklärte sie dann für verbindlich.
Im 11. Jahrhundert tauchen in Frankreich erstmals szenische Darstellungen im Gottesdienst auf, sogenannte Weihnachtsspiele. Franz von Assisi stellte in Greccio eine Krippe mit einem lebenden Ochsen und Esel auf, verlas in der Messe das Evangelium und hielt eine Predigt. Kaiser Joseph II. verbot für die habsburgischen Länder die Krippenspiele in der Messfeier, die deshalb zum häuslichen Brauchtum wurden.
Liturgisch beginnt die Weihnachtszeit mit der ersten Vesper von Christi Geburt am 24. Dezember und endet am Fest der Taufe Christi am ersten Sonntag nach Erscheinung des Herrn. Die Lesungstexte schreiten in den Messen fort. In der Messe am Heiligen Abend steht noch die Erwartung im Vordergrund (Jes 62,1–5 ; Apg 13,16–26  und Mt 1,1–25 ). In der Christmette wird die Freude ausgedrückt (Jes 9,1–6 ; Tit 2,11–14  und Lk 2,1–14 ; Oration Deus, qui hanc sacratissimam noctem). Die Hirtenmesse am Morgen handelt von der Hoffnung auf Erlösung durch die Menschwerdung (Jes 62,11 f. , Tit 3,4–7  und Lk 2,15–20 ). Das Hochamt bzw. die Tagesmesse hat Gottes Heilsplan zum Gegenstand, wie er im Prolog des Johannesevangeliums Joh 1,1–18  zum Ausdruck kommt; vorausgehende Lesungen sind Jes 52,7–10  und Hebr 1,16 .
Das Weihnachtsfest erhielt in der Liturgie ab dem 8. Jahrhundert eine Oktav, in der aber die in diese Zeit fallenden und zu dem Zeitpunkt bereits bestehenden Heiligenfeste erhalten blieben. Es sind die Feste der Comites Christi (lat. „Begleiter Christi“), nämlich des Stephanus (26. Dezember), Johannes des Evangelisten (27. Dezember) und der unschuldigen Kinder (28. Dezember). Seit 1970 begeht die römisch-katholische Kirche den Oktavtag (Neujahr) als Hochfest der Gottesmutter Maria. Bis 1969 wurde am Oktavtag von Weihnachten das Fest der Beschneidung des Herrn begangen.
Im Kirchenjahr sind auf den Termin des Weihnachtsfestes hingeordnet das Fest der Verkündigung des Herrn am 25. März, neun Monate vor Weihnachten, und das Fest der Geburt Johannes des Täufers am 24. Juni, sechs Monate vor Weihnachten, damit wird die Datierung aus Lk 1,26  aufgegriffen, wonach Maria „im sechsten Monat“ der Schwangerschaft ihrer Verwandten Elisabeth mit Jesus schwanger wurde. Auch der Martinstag am 11. November hat Bezug zu Weihnachten: an diesem Tag begann im Mittelalter die ursprünglich sechswöchige Fastenzeit zur Vorbereitung auf das Weihnachtsfest, die später auf die vier Wochen des Advents beschränkt wurde.

### Evangelisch
In den deutschsprachigen evangelischen Kirchen beginnt das Weihnachtsfest wie auch in den anderen Westkirchen am 24. Dezember mit dem Sonnenuntergang. Am späten Nachmittag oder frühen Abend wird die Christvesper gefeiert, in der Nacht die Christnacht.
In den Gottesdiensten spielt der Psalm 96 eine große Rolle. Seit der Neuordnung der Perikopenordnung zum 1. Advent 2018 gilt für die Weihnachtsgottesdienste folgende Leseordnung:
|                          | Christvesper  | Christnacht       | Christfest – 1. Feiertag    | Christfest – 2. Feiertag |
| ------------------------ | ------------- | ----------------- | --------------------------- | ------------------------ |
| Alttestamentliche Lesung | Jesaja 9,1–6  | Sacharja 2,14–17  | Jesaja 52,7–10              | Jesaja 7,10–14           |
| Epistel                  | Galater 4,4–7 | 1. Timotheus 3,16 | Titus 3,4–7                 | Hebräer 1,1–4 (5–14)     |
| Evangelium               | Lukas 2,1–20  | Lukas 2,1–20      | Johannes 1,1–5.9–14 (16–18) | Matthäus 1,18–25         |

Um „nächtlichen Unfug“ zu unterbinden, verlegte man die Christmette, die im Zentrum von Weihnachten steht, in den frühesten Morgen des Festtages (oft um 4 Uhr) oder ersetzte sie durch die vorabendliche Vesper. Die behördlichen Reserven gegen den Gottesdienst um Mitternacht führten bis ins 18. Jahrhundert zu Konflikten. Die Zahl der Gemeinden, in denen heute der Nachtgottesdienst (Christnacht) abgehalten wird, nimmt wieder zu. Das Evangelische Gottesdienstbuch von 1999 nahm dafür ein eigenes Formular auf. Eine Besonderheit des evangelischen Weihnachtsfestes, die bis in die Reformationszeit zurückreicht, ist es, das Weihnachtsfest auch auf den zweiten (früher gar den dritten) Weihnachtstag auszudehnen. Viele Kirchenordnungen regelten, dass auch am zweiten Feiertag über die Geburt Jesu zu predigen sei. Das Evangelische Gottesdienstbuch bietet dafür zwei Formulare, „Christfest I“ und „Christfest II“, die aber austauschbar sind. Das Fest des Erzmärtyrers Stephanus kann in einem Abendgottesdienst berücksichtigt werden. Der Neujahrstag kann auch als Tag der Beschneidung und Namensgebung Jesu begangen werden.
Amerikanische Lutheraner, Episkopalisten und Methodisten benutzen das Common Lectionary, welches von der Consultation on Common Texts erstellt worden ist. Danach werden folgende Texte verwendet: Jes 9 , Tit 2 , Lk 2,1–20  oder: Jes 52 , Hebr 1  und Joh 1,1–14  oder: Jes 62 , Tit 3  und Lk 2,1–20 . Bei den aktiven Gemeindemitgliedern der Anglikaner bildet die Kommunion in der mitternächtlichen Eucharistiefeier den Höhepunkt. Während das frühere Book of Common Prayer am Heiligen Abend nur in einigen Gebeten auf das Weihnachtsfest hinwies, wird in den heute gebräuchlichen Agenden, wie dem Common Worship aus dem Jahre 2000, das Weihnachtsereignis ins Zentrum der Schriftlesung und der Gebete gerückt.
Die Reformierte Kirche bevorzugt das Prinzip der Bahnlesung (Lectio continua) gegenüber einer Perikopenordnung. In der Agende Reformierte Liturgie, die im Auftrag des Moderamens des Reformierten Bundes erarbeitet wurde, heißt es hierzu:

„Für die reformierten Gemeinden und Kirchen war es seit jeher selbstverständlich, die großen Hochfeste der Christenheit zu feiern. Auch die Advents- und Passionszeit wurde gestaltgebend wirksam. Eine strikte Beobachtung des Jahreskreises, damit verbunden der Lese- und Perikopenordnung, fand jedoch nicht statt. […] Die reformierten Gottesdienstformen weisen kein feststehendes Proprium auf.“

Dieser reformierten Agende ist der in unierten und lutherischen Kirchen Deutschlands gültige Liturgische Kalender als Anhang beigegeben. Jedem Sonn- und Feiertag ist dabei eine Frage des Heidelberger Katechismus zugeordnet. Für Weihnachten wurden folgende Texte ausgewählt:
- Christvesper und Christnacht: Frage 29 (Warum wird der Sohn Gottes Jesus, das heißt »Heiland«, genannt?)
- Weihnachten, 1. Feiertag: Frage 33 (Warum heißt Jesus Christus »Gottes eingeborener Sohn«, da doch auch wir Kinder Gottes sind?)
- Weihnachten, 2. Feiertag: Frage 36 (Was nützt es dir, dass er durch den Heiligen Geist empfangen und von der Jungfrau Maria geboren ist?)

### Orthodox

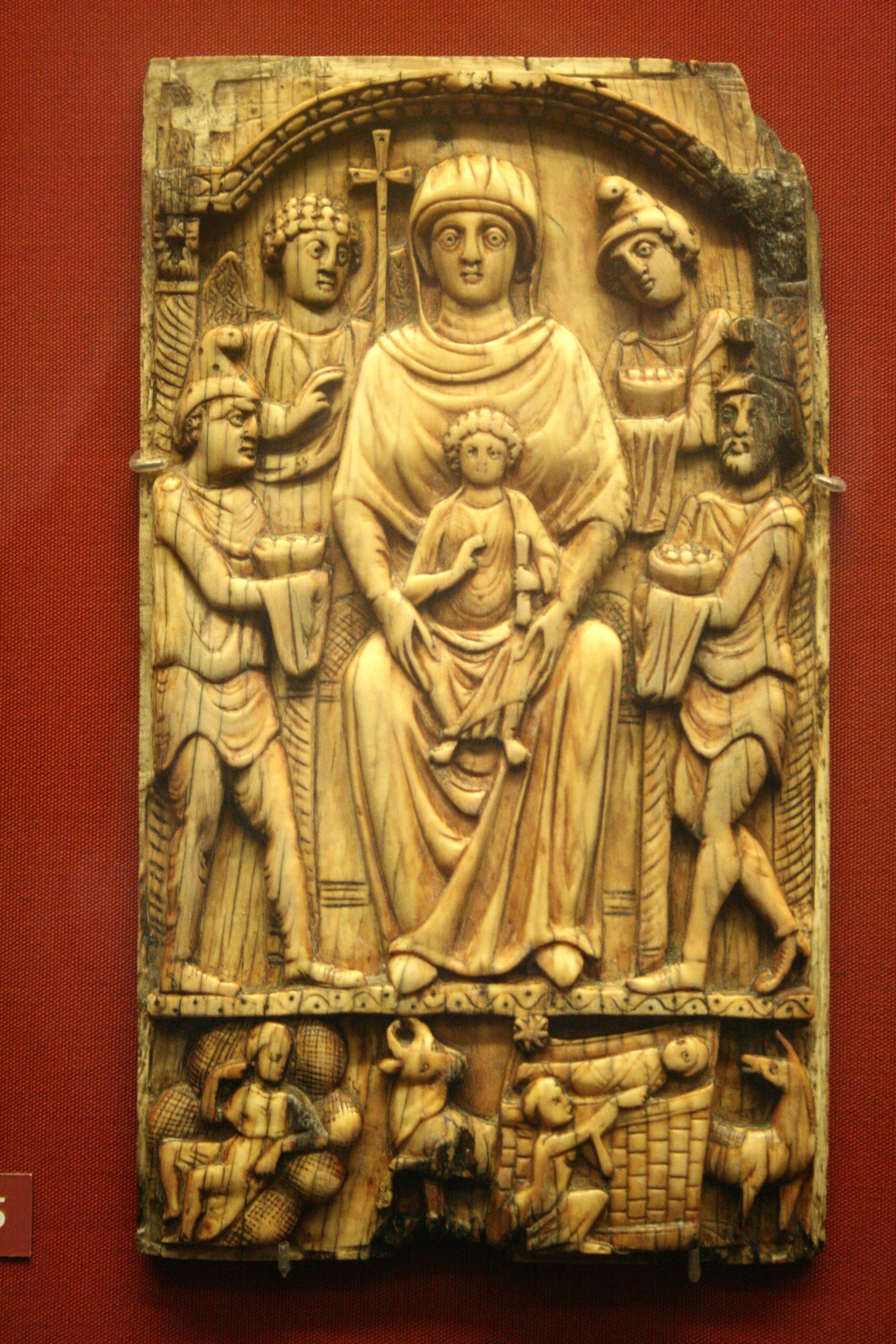
Die Anbetung durch die Weisen, byzantinische Elfenbeinschnitzerei des 6. Jahrhunderts (British Museum, London)

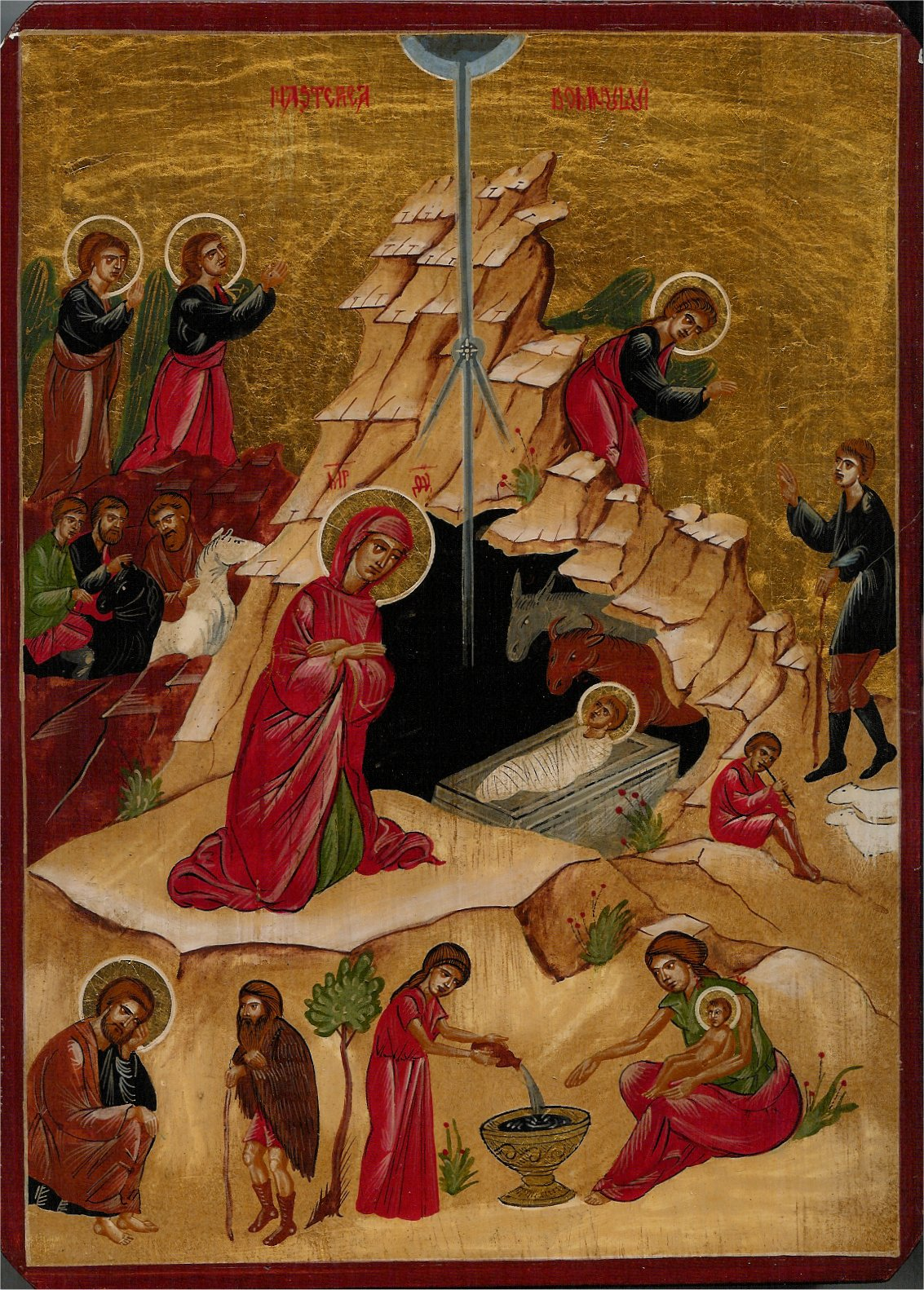
Die Geburt Jesu Christi, moderne rumänische Ikone

Die östlichen Kirchen stellten von jeher die Theophanie, heute Epiphanie, am 6. Januar in den Mittelpunkt. Sie ist älter als das Weihnachtsfest. Die Predigten Gregors von Nazianz aus den Jahren 380 und 381 markieren den Übergang vom Gesamtfest Epiphanie zu den beiden Festen Weihnachten – mit dem Schwerpunkt der Geburt einschließlich der Anbetung durch die Weisen – und Epiphanie, das nun exklusiv auf die Taufe Jesu im Jordan bezogen wird. Antiochien übernahm kurze Zeit später das Weihnachtsfest, wie eine Predigt des Johannes Chrysostomos aus dem Jahre 386 belegt. Die Jerusalemer Kirche lehnte das Weihnachtsfest bis ins 6. Jahrhundert ab.
In den übrigen orthodoxen Kirchen wird das Weihnachtsfest heute zwar einheitlich am 25. Dezember begangen, es ergeben sich aber Unterschiede durch den unterschiedlichen Umgang mit der Kalenderreform Papst Gregors aus dem Jahr 1582, die erst nur in der katholischen, dann auch von den protestantischen Kirchen übernommen wurde. Erst der 1923 von dem serbischen Mathematiker Milutin Milanković entwickelte neujulianische Kalender ermöglichte eine partielle Angleichung der Festdaten in Ost und West. Die orthodoxen Glaubensgemeinschaften sind in dieser Frage nach wie vor gespalten. Den neujulianischen Kalender – der ebenso wie der gregorianische Kalender die Ungenauigkeit des alten julianischen Kalenders beheben soll – haben seit 1924 die orthodoxen Kirchen von Konstantinopel (das Ökumenische Patriarchat), Alexandria, Antiochien, Rumänien, Bulgarien, Zypern, Griechenland (mit Ausnahme der Klöster auf dem Berg Athos), Albanien, der Ukraine und die syrisch-orthodoxe Kirche übernommen. Die Orthodoxe Kirche Finnlands hatte schon 1921 den gregorianischen Kalender übernommen. Andere altkalendarisch ausgerichtete Teilkirchen halten bis heute für alle kirchlichen Feiertage am julianischen Kalender fest, darunter die russische, belarussische, serbische, neu-mazedonische, georgische und jerusalemitische Kirche, die äthiopisch-orthodoxe Tewahedo-Kirche sowie die Autonome Mönchsrepublik Heiliger Berg. Sie begehen alle festliegenden Feiertage im Zeitraum der Jahre 1900 bis 2100 jeweils 13 Tage später als die westlichen Kirchen und die orthodoxen Neukalendarier. Weihnachten wird von ihnen daher am 7. Januar des gregorianischen Kalenders gefeiert.
Das vorweihnachtliche Fasten, das weniger streng ist als das Fasten vor Ostern, da Fisch konsumiert werden darf, beginnt bei den Orthodoxen bereits 40 Tage vor Weihnachten. Ab dem 17. Dezember wird es strenger und erreicht seinen Höhepunkt am 24. Dezember. Es handelt sich dabei aber nicht um eine liturgische Adventszeit. Während dieser Zeit wird die Liturgie Schritt für Schritt mit weihnachtlichen Motiven angereichert. Die beiden letzten Sonntage vor Weihnachten sind den Ahnen Christi gewidmet. Am 24. Dezember wird die Vesper mit acht Schriftlesungen gefeiert, die alle auf Jesus als Erfüllung der Prophezeiungen hinweisen. Auf die Vesper folgt die Taufliturgie des Basilius, ein Hinweis auf den Satz: „Du bist mein Sohn, heute habe ich dich gezeugt“ Ps 2,7 . Die Lesungen bestehen aus Hebr 1,1–12  und Lk 2,1–20 . Die große Komplet geht in den Frühgottesdienst über. Beide zusammen gelten als „Nachtwache“, in der die Geburt Christi nach Mt 1,18–25  verkündet wird. Zur Matutin wird der gesamte Kanon Christus ist geboren gesungen, und die Gläubigen beten vor der Ikone der Geburt Jesu.
Die Liturgie des Weihnachtstages befasst sich mit dem Besuch der Sterndeuter und hebt die Herrschaft Christi hervor. Dafür wird die Chrysostomus-Anaphora verwendet. Das Evangelium aus Mt 2,1–12  widmet sich dem Besuch der Sterndeuter. Mit dem zweiten Weihnachtsfeiertag beginnt die sechstägige Nachfeier mit der Synaxis der Theotókos (gr. Σύναξις Θεοτόκου) (Zusammenschau der Gottesgebärerin), einem Fest der Marienverehrung.

### Armenisch
Die Armenische Apostolische Kirche hält am umfassenden Festtermin Epiphanias fest. Da in dieser Kirche weiterhin nach julianischem Kalender gerechnet wird, fällt dieses Fest (6. Januar) nach gregorianischem Kalender auf den 19. Januar.

## Rolle des Staates

### Feiertagsregelungen
Das Wort „feiern“ hat auch die Bedeutung: „die Arbeit ruhen lassen“. In diesem Sinn ist auch die Äußerung des spanischen Königs Philipp II. zu verstehen, der zu dem Marquis von Posa in Friedrich Schillers Drama Don Carlos (II/10) sagt: „Wenn solche Köpfe feiern, / Wie viel Verlust für meinen Staat“. Gesetzliche Feiertage sind demnach Tage, an denen der betreffende Staat auf seinem Gebiet anordnet, die Arbeit weitgehend ruhen zu lassen. Die für die Mehrheit der Menschen in dem betreffenden Land arbeitsfreie Zeit ermöglicht es ihnen, an traditionellen Feiern teilzunehmen, verpflichtet sie aber in demokratischen Staaten nicht hierzu.
Weihnachtsfeiertage sind in Staaten mit einer (auch) vom Christentum maßgeblich geprägten Kultur gesetzliche Feiertage im Dezember oder Januar. Je nach Land ist die Festlegung der Anzahl der Feiertage unterschiedlich.

### Verhaltenserwartungen
In Finnland und Estland wird am Heiligen Abend der „Weihnachtsfrieden“ ausgerufen. Früher erhielten Menschen, die während des Weihnachtsfriedens in Finnland eine Straftat begingen, eine doppelt so hohe Strafe wie üblich. Die Vorstellung, dass an Weihnachten ausgeübtes negatives Verhalten moralisch besonders verwerflich sei, ist auch außerhalb Finnlands und Estlands weit verbreitet. Allerdings ist es in Staaten, die der weltanschaulichen Neutralität verpflichtet sind, nicht zulässig, die Höhe von Strafen allein vom Zeitpunkt der Tat abhängig zu machen.

## Wirtschaftliche Aspekte

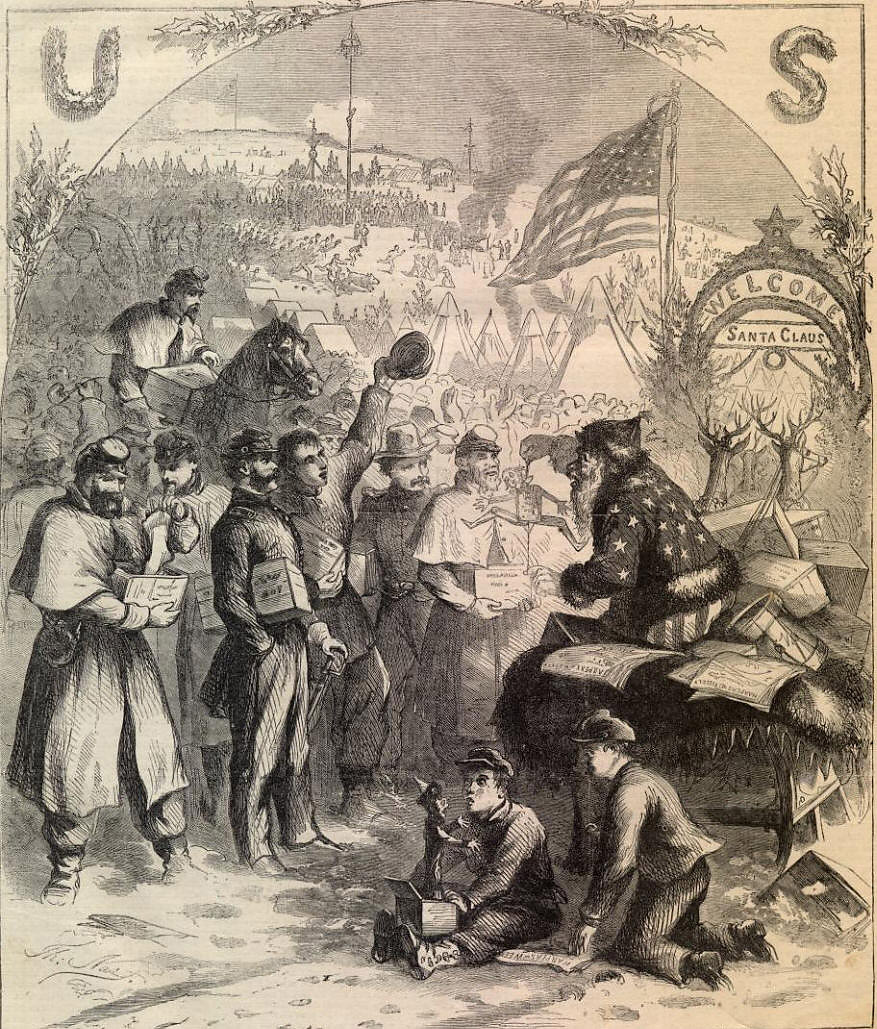
Das Urbild des modernen Weihnachtsmanns in einer Illustration von Thomas Nast (1863)

In der Literatur wird auch Kritik an dem Weihnachtsfest in heutiger Gestalt geübt, das durch religionsfremde Motive und Erscheinungsformen „verunreinigt“ sei. Die Kritik lässt sich im Wesentlichen auf die Schlagworte Profanierung, Kommerzialisierung sowie Hektik und Stress konzentrieren.
Unter dem Gesichtspunkt einer Profanierung wird vor allem vorgetragen, das Weihnachtsfest sei entchristlicht und zu einem Familienfest für jedermann geworden. Der theologische Gehalt gehe dabei über weite Strecken verloren, stattdessen nähmen Kitsch und Sentimentalität zu.
Die Zeit des Weihnachtsgeschäftes (d. h. die Zeit der ab der Woche vor dem 1. Advent erzielten Umsätze) ist im Einzelhandel die umsatzstärkste Zeit des Jahres. In Bezug auf die Kommerzialisierung wird die in die Adventszeit und oft noch darüber hinaus zurückreichende Ankurbelung des Umsatzes mit Weihnachtsmotiven in den Kaufhäusern und der Werbung beklagt. Der traditionelle Begriff „Adventszeit“ wird tendenziell durch den Begriff „Vorweihnachtszeit“ ersetzt, deren Beginn nicht eindeutig definiert ist. Die „Vorweihnachtszeit“ wird mittlerweile oft bereits Ende August, Anfang September mit dem Verkauf von traditionellem Weihnachtsgebäck wie Spekulatius, Oblatenlebkuchen, Stollen und Dominosteinen eröffnet. Das mittelständische Handelsunternehmen Käthe Wohlfahrt betreibt seit über 50 Jahren und inzwischen in mehreren Städten Deutschlands und einiger Nachbarländer sowie in den Vereinigten Staaten einen ganzjährigen Handel mit Weihnachtsartikeln.

## Kulturelle Aspekte

### Ikonographie

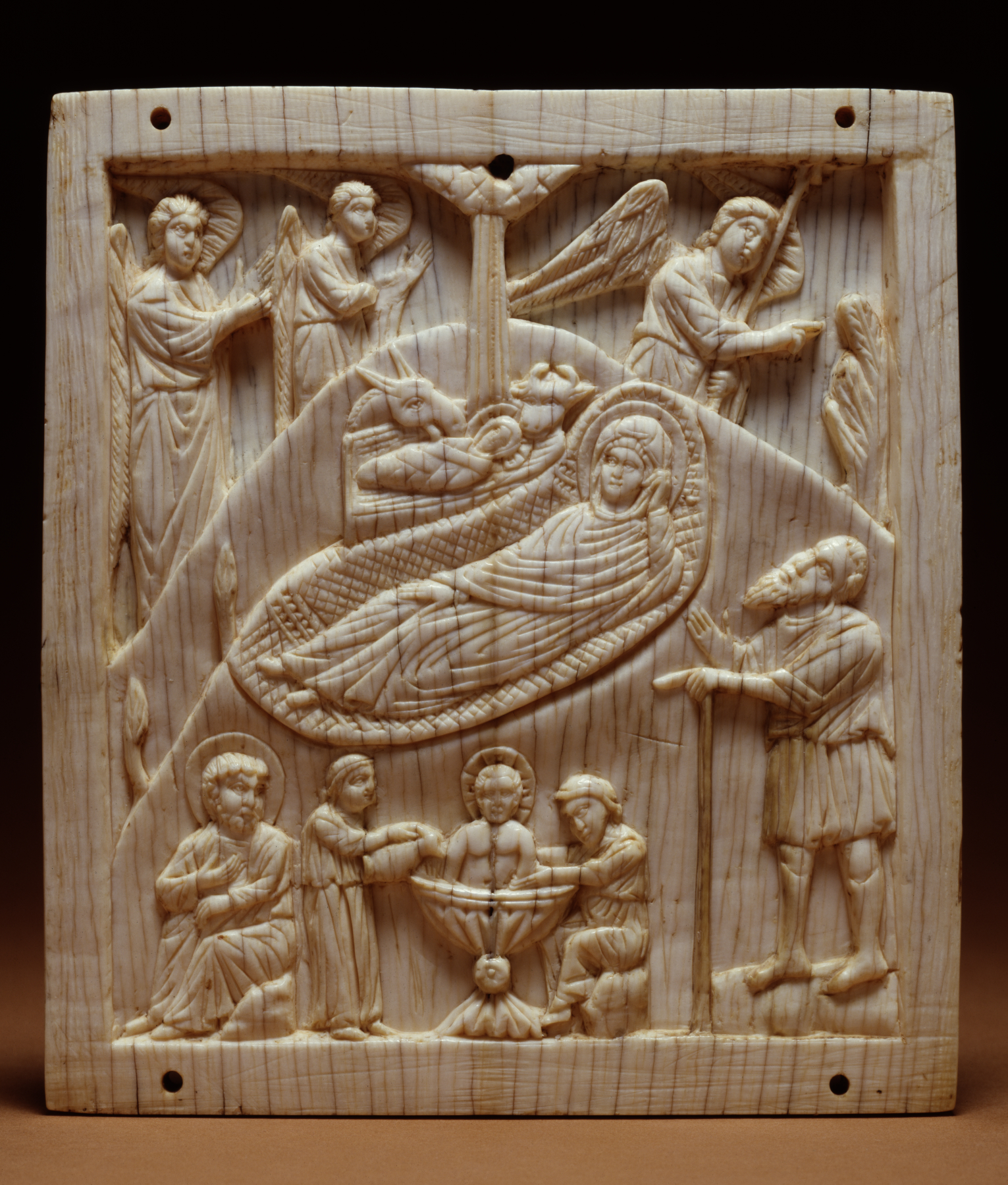
Die Geburt Christi, byzantinische Elfenbeinschnitzerei (10. Jahrhundert; Walters Art Museum, Baltimore)

Die christliche Ikonographie entwickelte ihre Motive zunächst aus den Erzählungen des Matthäus- und Lukasevangelium sowie aus den apokryphen Kindheitsevangelien. Hinzu kamen viele Legendentexte verschiedener Herkunft. Seit den Darstellungen in den Katakomben im 3. Jahrhundert bis weit in die Renaissance wurde die Geburtsszene mit der Verkündigung an die Hirten und der Anbetung der Magier verbunden. Der Stall kommt im 4. Jahrhundert hinzu. Sehr früh schon thematisieren die Bilder die besondere Beziehung Jesu zu Maria, zum Beispiel das erste Bad oder die das Jesuskind stillende Mutter, wobei über Maria ein Stern steht (Domitilla- und Priscilla-Katakomben, spätes 3. Jahrhundert). Die früheste künstlerische Darstellung der Geburt Jesu Christi stammt aus der Zeit um 320. Dort ist die Krippe der Form eines Altares angeglichen.

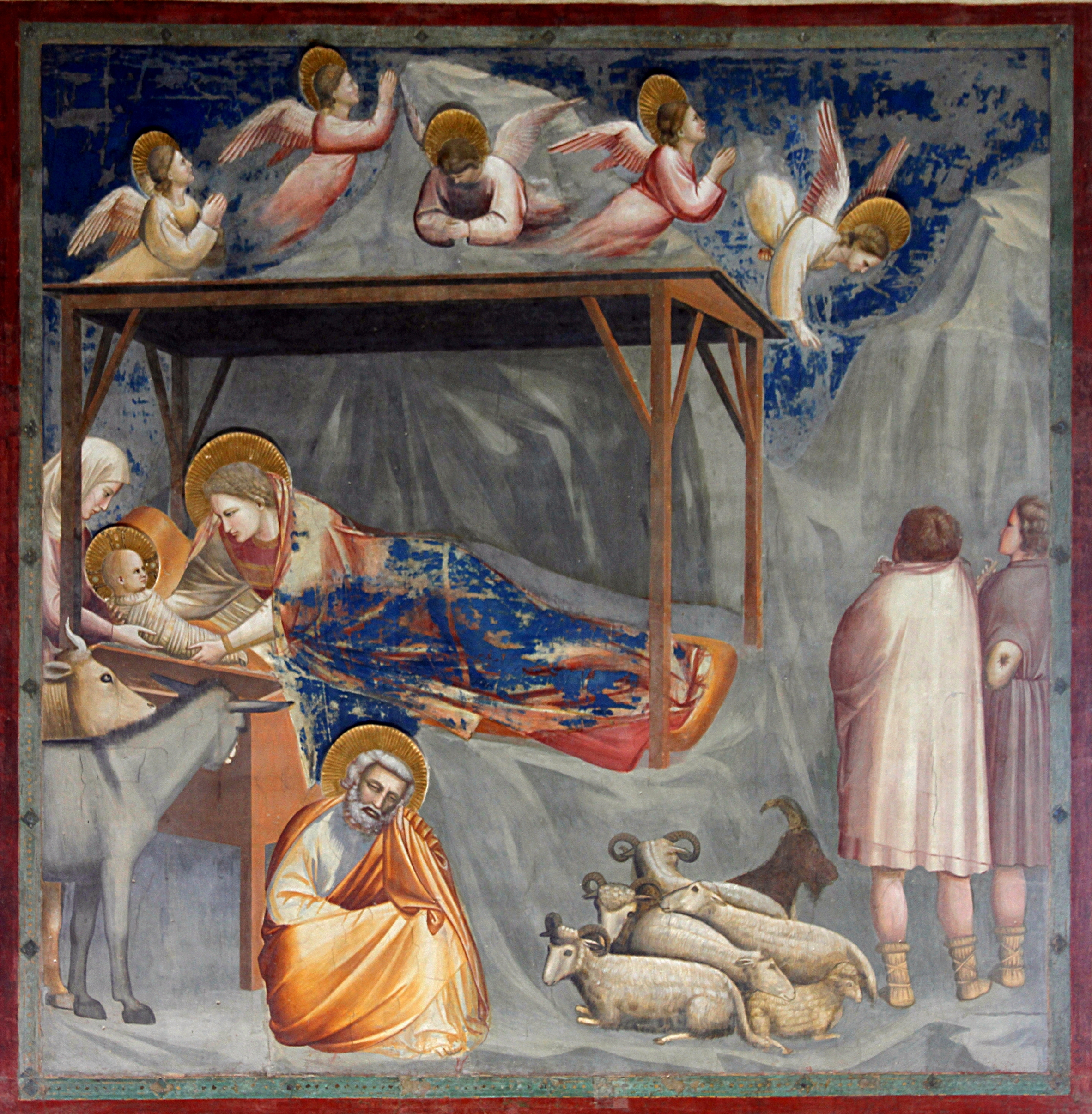
Giotto: Die Geburt Jesu, Fresko in der Cappella degli Scrovegni, Padua (um 1305)

Zu einem neuen Thema führte die Entdeckung der Geburtsgrotte durch die heilige Helena und die Erbauung der Geburtskirche durch Kaiser Konstantin. Schon seit dem frühen 4. Jahrhundert befinden sich Ochs und Esel auf den Bildern, die auf Jesaja 1,3 verweisen: „Der Ochs kennt seinen Besitzer, der Esel seine Krippe“. Sie und die Magier auf demselben Bild bedeuten, dass sowohl die höchsten als auch die niedrigsten Lebewesen das Kind anbeten. Auch symbolisierte der Ochs als reines Tier das jüdische Volk, das an das Gesetz gebunden ist, der Esel als unreines Tier die heidnischen Völker unter der Last des Heidentums. Es gibt bildliche Darstellungen lediglich mit dem Kind in der Krippe und den beiden Tieren; die Unverzichtbarkeit von Ochs und Esel wird im Sinn der Logos-Theologie gedeutet als Hinweis auf die Ankunft des Logos in die Welt der Aloga, der Logos-losen.
In den byzantinischen Darstellungen sind auch die beiden Hebammen Zelomi und Salome dargestellt, die in der christologischen Auseinandersetzung der damaligen Zeit die wirkliche menschliche Geburt Jesu betonen sollen. Die an der jungfräulichen Geburt Jesu zweifelnde Salome will diesen Umstand mit ihrer Hand untersuchen, welche dann zur Strafe verdorrt. Die Berührung des Jesusknaben heilt sie wieder. Dieses Thema ist im 5. und 6. Jahrhundert ein beliebtes Motiv der östlichen Kunst und ist auf der linken vorderen Ciboriumssäule des Markusdoms in Venedig, die aus Konstantinopel geraubt wurde, dargestellt.
Die Gattung der Biblia pauperum („Armenbibel“) weist in ihren Bezügen eine ganze Reihe von Anspielungen auf:
- Gemäß dem Bild von der Wurzel Jesse (Dan 2,45 LUT) ist Maria der unbehauene Berg, die Geburtshöhle ihr Schoß. „Ohne Zutun eines Menschen brach ein Stein los.“ Weihnachten wird mit Ostern in Beziehung gesetzt. Die Höhle ist auch Sinnbild seines Grabes. Der Kirchenvater Irenäus verglich die Menschwerdung Christi mit seiner Höllenfahrt zwischen Tod und Auferstehung.[132]
- Als Präfiguration der Jungfräulichkeit Mariens gilt der brennende Dornbusch Ex 3 EU. So wie die Flamme den Dornbusch nicht verzehrte, so versehrte die Empfängnis nicht die Jungfräulichkeit.[133] Walter Felicetti-Liebenfels beschreibt eine Ikone im Sinaikloster aus dem 14. Jahrhundert, auf der Maria selbst in den brennenden Dornbusch gestellt ist.[134] Auch der grünende Aaronstab (Num 17,23 EU) steht für die Jungfräulichkeit, da Aarons Stab Blüten trug, ohne gepflanzt worden zu sein.
- Die Darstellung Gideon mit dem Vlies Ri 6,37 EU war das Zeichen der Berufung Gideons zur Rettung seines Volkes und symbolisierte das Wirken des Heiligen Geistes an Maria. Auch Ezechiel vor der verschlossenen Pforte Hes 44,2 EU steht als Symbol für die Jungfräulichkeit Mariens.

Diese vier Präfigurationen wurden bereits im 9. Jahrhundert in der byzantinischen Kunst entwickelt und kamen später auch ins Abendland. Sie finden sich auf Tafelbildern des 15. Jahrhunderts, wo sie um die Darstellung der Geburt Christi herum gruppiert werden, so zum Beispiel auf der Mitteltafel des Flügelaltars im Kloster Sams.

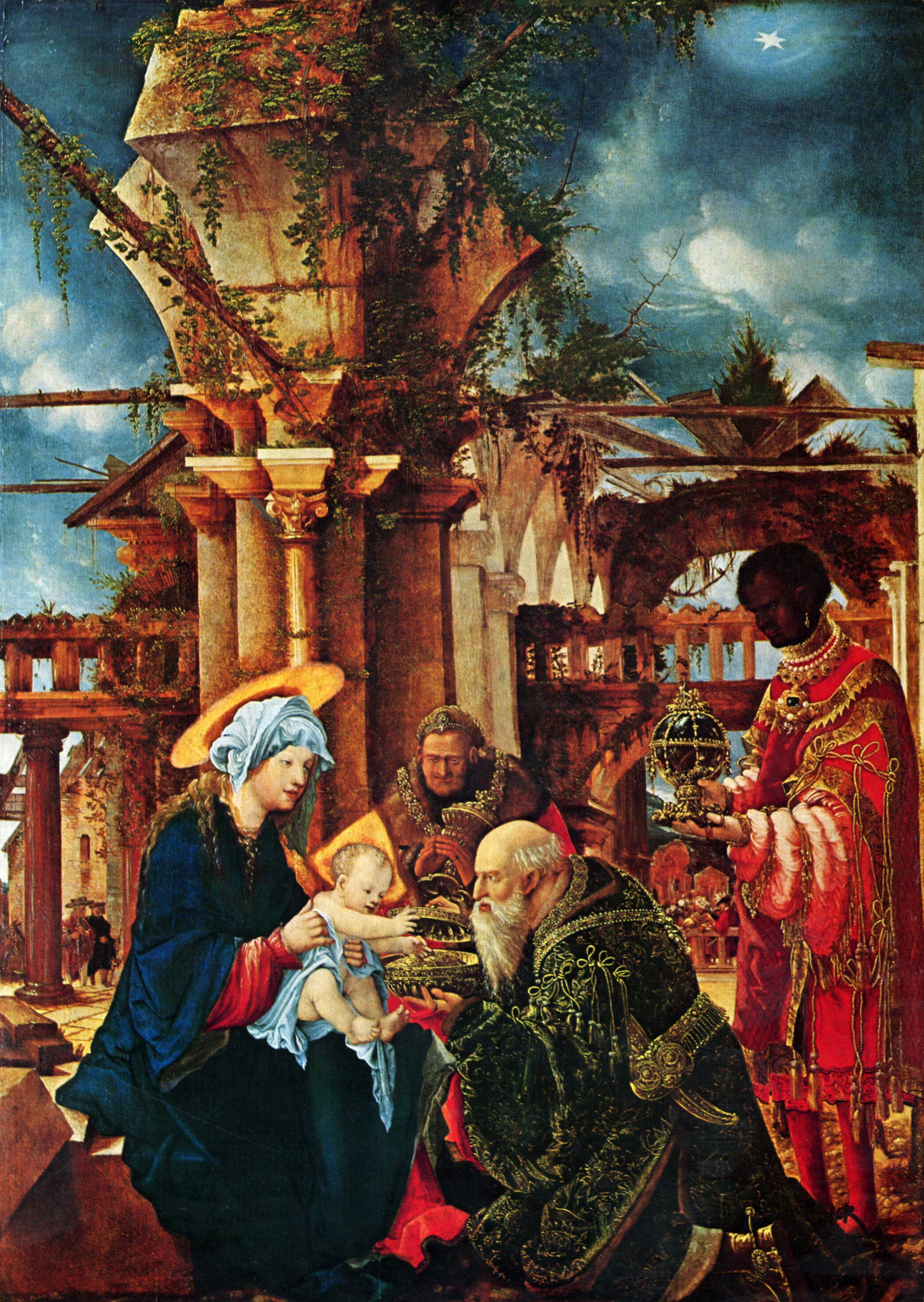
Albrecht Altdorfer: Die Anbetung der heiligen drei Könige (um 1530–1535; Städelsches Kunstinstitut, Frankfurt am Main)

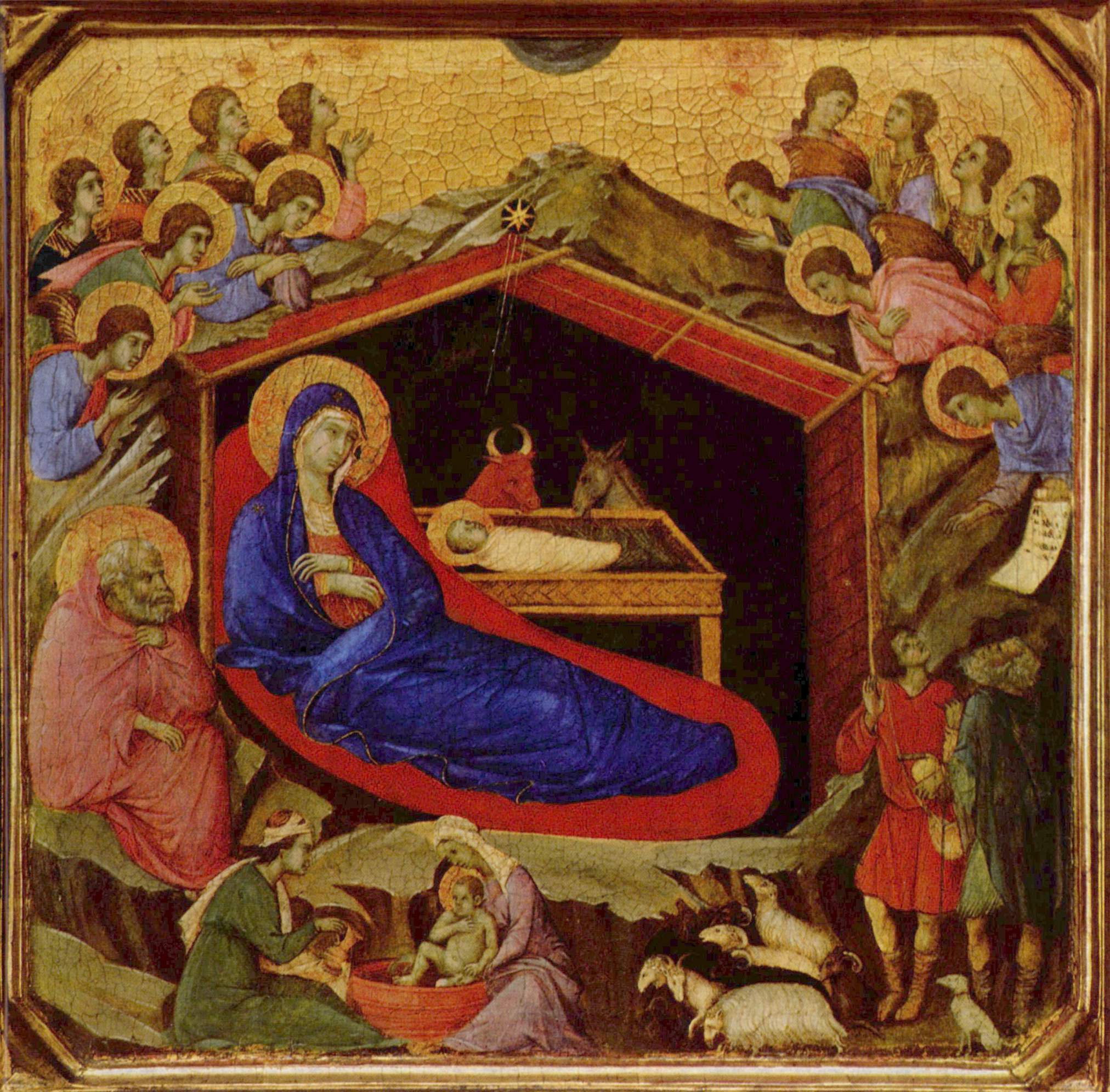
Duccio di Buoninsegna: Die Geburt Christi (1308–1311; National Gallery of Art, Washington)

Auch die antike Ikonographie der Mysterienkulte, die ebenfalls die Geburt eines Gottes kannten, hatte Einfluss auf die frühen christlichen Darstellungen, wie gewisse Parallelen zu antiken Darstellungen der Geburt Alexanders oder des Dionysos zeigen. Auf einem Elfenbeinrelief um 550 zeigt die Hebamme Salome Maria ihre verdorrte Hand. Die Haltung Mariens, liegend, halb aufgerichtet mit der linken Hand am Kinn ist sehr ähnlich der halb liegenden und halb sitzenden Semele bei der Geburt des Dionysos auf einer Elfenbeinpyxis in Bologna.

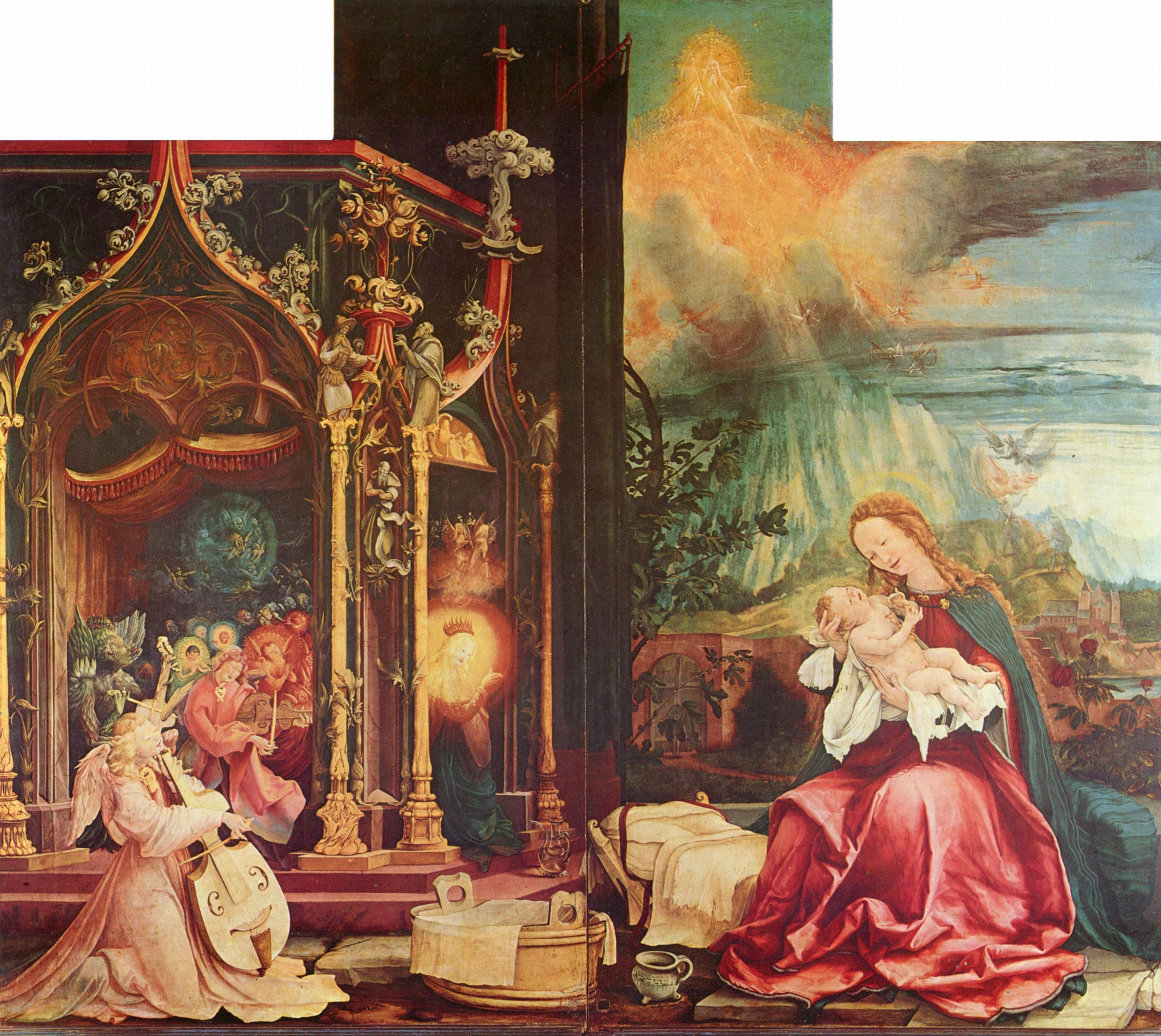
Matthias Grünewald: Isenheimer Altar (1512–1516; Musée d’Unterlinden, Colmar)

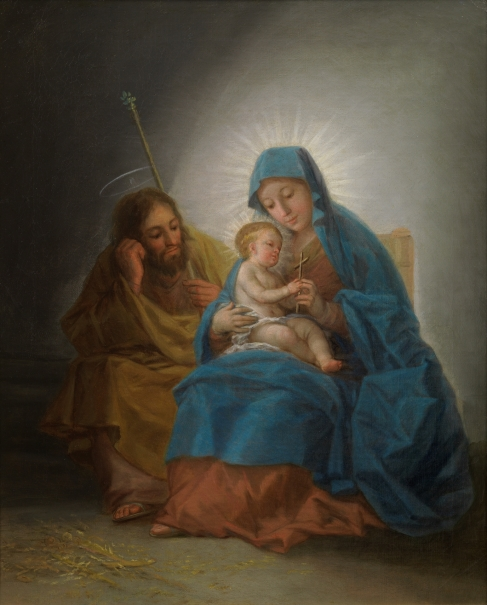
Francisco de Goya: Sagrada Familia (um 1787; Prado, Madrid)

Am Anfang fehlt auf vielen Bildern Maria, häufiger noch Josef. Die Jungfrau Maria wurde erst zum zweiten Schwerpunkt, als das Konzil von Ephesus sie 431 als „Gottesgebärerin“ bezeichnete. In der byzantinischen Ikonographie kommt den beiden Geburtshelferinnen eine besondere Bedeutung zu, die das Kind baden und die Einmaligkeit der Jungfrauengeburt Marias bezeugen. Meist liegt Maria auf einer Liege (κλίνη), was den menschlichen Geburtsvorgang betonen soll. Die Szene wird oft in einer Grotte dargestellt. Josef ist, einer Überlieferung folgend, meist wesentlich älter als Maria und steht schützend im Hintergrund. Frühchristliche und byzantinische Bilder der Geburt Christi sind wesentlich seltener als die mit Sterndeutern und Hirten, also der Epiphanie. Typisch für den byzantinischen Einfluss in Italien ist das Bild von Duccio di Buoninsegna. Der Unterschied zur rein byzantinischen Darstellung liegt in der Darstellung der persönlichen Beziehungen der Personen auf dem Bild untereinander. Die wachsende Marienfrömmigkeit und die franziskanische Spiritualität führten später dazu, dass bereits in der Hochgotik die frühere etwas distanzierte Darstellung zwischen Maria und dem Jesuskind einer innigeren Verbindung zwischen beiden wich und einer natürlicheren Darstellung Platz machte. Damit änderte sich auch die Rolle Josefs, der eine aktivere Rolle zugewiesen bekam. Typisch für diese Darstellungsweise ist die Anbetungsszene von Giotto di Bondone.
Im 14. Jahrhundert häufen sich Darstellungen, in denen Maria und Josef beiderseits des Kindes auf dem Boden sitzen. Am Ende des 14. Jahrhunderts fließen genrehafte Motive in das Bildmaterial ein. Josef bereitet für Mutter und Kind ein Essen, oder er wärmt sich die Hände an einem Ofen. Auch das Herstellen von Windeln oder das Trocknen von Windeln durch Josef wird darstellenswert. In der Spätgotik ist nicht mehr die Darstellung der Kindheitsgeschichte als solche Ziel der Darstellung, sondern die meditative Betrachtung der Menschwerdung. Es bildet sich eine Tendenz zum Andachtsbild heraus. Der Anbetungstypus entwickelt sich bis zum 16. Jahrhundert zum vorherrschenden Motiv. Ein besonderer Höhepunkt ist das theologisch-spekulativ ausgestaltete Geburtsbild (auch „Weihnachtsbild“ oder „Menschwerdung Christi“) von Matthias Grünewald auf der zweiten Schauseite des Isenheimer Altars und die Anbetung der Sterndeuter von Albrecht Altdorfer.

### Musik
Die weihnachtliche Kirchenmusik hat ihren Ursprung in der Ausgestaltung der drei heiligen Messen, die an diesem Tag gefeiert werden dürfen; eigene Hymnen und Responsorien sind bereits aus frühchristlicher Zeit bekannt. Daneben spielte das „Gloria in excelsis Deo“ der Engel bei den Hirten auf dem Felde eine Rolle, von dem das Lukasevangelium Lk 2,14  berichtet.

#### Weihnachtslieder

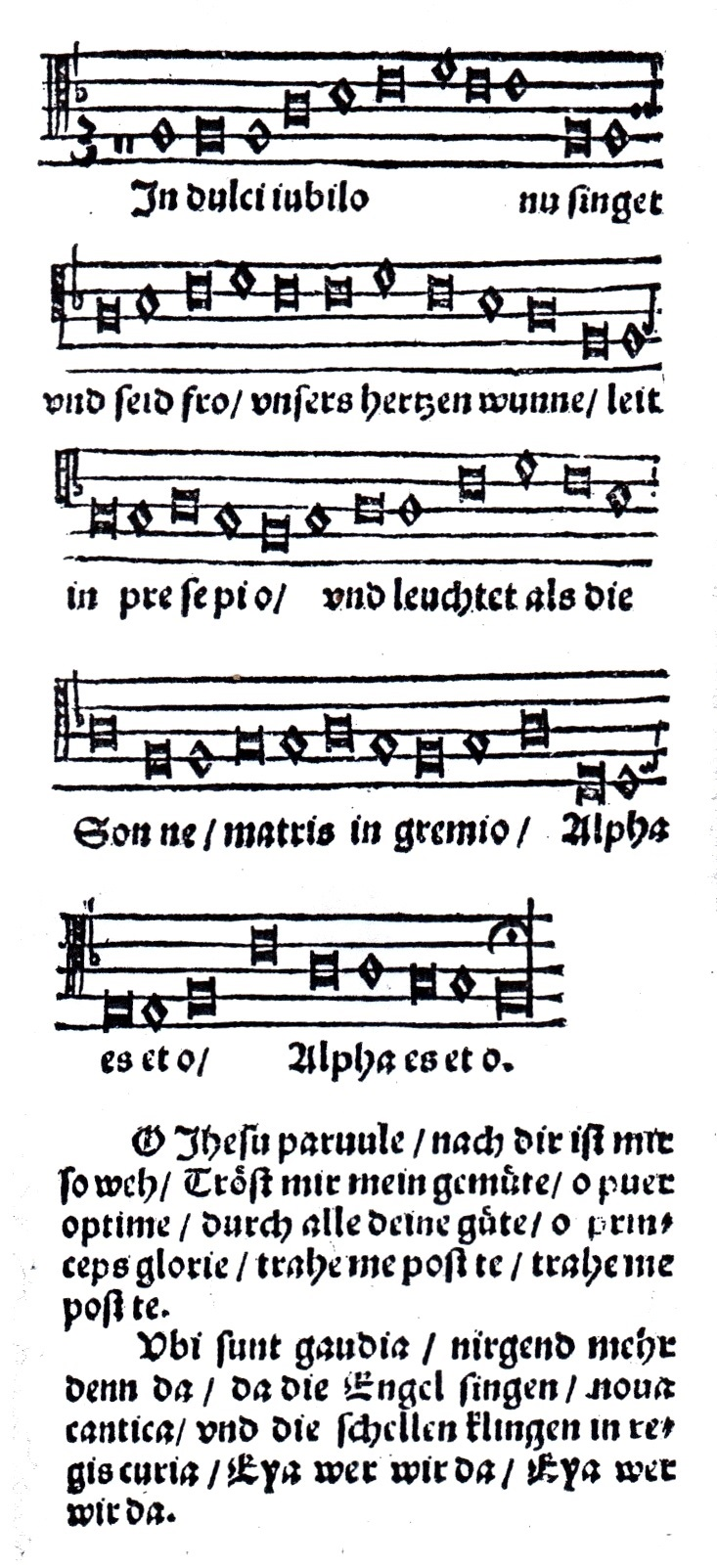
„In dulci jubilo“ im Klug’schen Gesangbuch (1533)

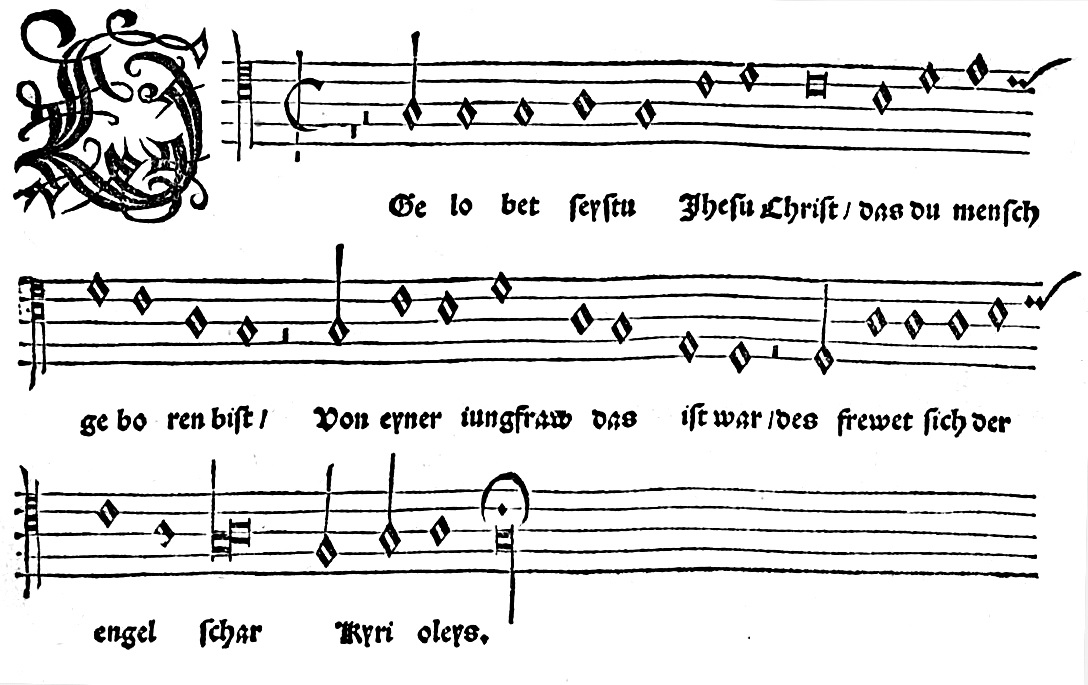
„Gelobet seystu Jhesu Christ“ im Geystlich Gesangk Buchleyn (1524) von Johann Walter

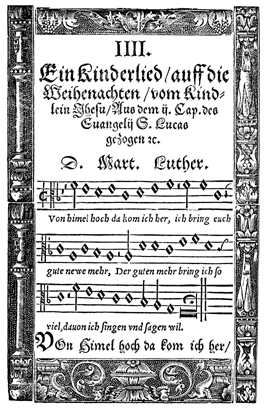
Martin Luthers „Vom Himmel hoch, da komm ich her“ (1567)

Seit dem Mittelalter bildete sich im westlichen Christentum ein Bestand an volkstümlichen Weihnachtsliedern heraus, die meist im liturgischen Bereich verblieben, also keine ‚Hausmusik‘ waren. Von besonderem Interesse sind dabei deutsch-lateinisch textierte Lieder, die aus der Kombination der Gottesdienstsprache mit einigen deutschen Worten oder Strophen hervorgingen. Ein ähnliches Beispiel bilden die Leisen, in denen nur der griechische Abschlussvers Kyrie eleison („Herr, erbarme dich“) erhalten blieb. Martin Luther regte in seinem Bekanntenkreis das Schreiben von gottesdienstlichen Liedern an und trug auch selbst dazu bei. Von ihm stammt eine Neutextierung der alten Melodie „Gelobet seist du, Jesu Christ“ (Strophen 2–7) sowie Text und Melodie der Lieder „Vom Himmel hoch, da komm ich her“ und „Vom Himmel kam der Engel Schar“.
Mit Versionen in etwa 300 Sprachen und Dialekten hat das 1818 erstmals aufgeführte Weihnachtslied „Stille Nacht, heilige Nacht“ die größte Verbreitung gefunden; der Text stammt von Joseph Mohr, die Melodie von Franz Xaver Gruber. Ebenfalls weltweit bekannt ist das Lied „O du fröhliche“ (Text: Johannes Daniel Falk und Heinrich Holzschuher, um 1815; Melodie nach dem italienischen Marienlied „O sanctissima, o purissima, dulcis virgo Maria“). Im englischsprachigen Raum reicht das Singen von Christmas carols bis ins Mittelalter zurück. Als traditionelles Weihnachtslied ist das seit dem 16. Jahrhundert belegte „We Wish You a Merry Christmas“ hervorzuheben.
In den volkstümlichen Weihnachtsliedern des 19. Jahrhunderts zeigte sich eine Tendenz zur inhaltlichen Abschwächung der christlichen Botschaft, die teilweise bis zu einer pantheistischen Überhöhung der Weihnachtsstimmung vorstieß. So schrieb der Leipziger Lehrer Ernst Anschütz 1824 das bittere Liebesleidlied „O Tannenbaum“ von August Zarnack – das in seinem Text auf ein Volkslied aus dem 16. Jahrhundert zurückging – zum Weihnachtslied um. Daneben dominiert häufig die Darstellung der Vorfreude auf das Fest den dogmatischen Gehalt der (sonst gut christlichen) Lieder wie in dem Adventslied „Lasst uns froh und munter sein“ oder in „Kling, Glöckchen, klingelingeling“ (1854). Das freudige Winterlied „Jingle Bells“ (um 1850), das ohne jeden Bezug auf das Weihnachtsfest ist, wurde allerdings erst sekundär als Weihnachtslied verwendet. Die (angebliche) Wichtigkeit des Vorhandenseins von Schnee für die Entstehung einer „Weihnachtsstimmung“ wird in dem Song White Christmas (von Irving Berlin komponiert und erstmals 1941 von Bing Crosby öffentlich gesungen) deutlich. Der überlieferte Bestand an Weihnachtsliedern, die ursprünglich nur im Kontext von Kirche und Familie gesungen wurde, gehörte bald auch zum Repertoire der Straßenmusikanten. Im letzten Jahrhundert begannen dann auch Kaufhäuser sowie Funk und Fernsehen sie zur Einstimmung und gezielten Werbung einzusetzen.
Bei „Hohe Nacht der klaren Sterne“ handelt es sich um ein nationalsozialistisches „Weihnachtslied“, das 1936 von Hans Baumann, damals Referent der Reichsjugendführung, veröffentlicht wurde. Dieses intentional antichristliche Lied sollte Lieder wie „Stille Nacht, heilige Nacht“ verdrängen. Auch die DDR lieferte mit Liedern wie „Tausend Sterne sind ein Dom“ (1946) des Komponisten Siegfried Köhler, „Sind die Lichter angezündet“ (1950) und dem Adventslied „Vorfreude, schönste Freude“ (1970) Beispiele nichtchristlicher Weihnachtslieder.

#### Klassische Musik
Besondere weihnachtliche Kompositionen sind zum Teil bis heute bekannt und beliebt, zum Beispiel die Weihnachtshistorie von Heinrich Schütz, Marc-Antoine Charpentier (11 Werke, H. 9, H. 314, H. 393, H. 414, H. 416, H. 420, H. 421, H. 482, H. 483, H. 531, H. 534) oder Johann Sebastian Bachs Weihnachtsoratorium, ferner die auf Weihnachten bezogenen Teile des Messiah von Georg Friedrich Händel. Auch Carl Heinrich Graun, Joseph Rheinberger, Engelbert Humperdinck, Hector Berlioz, Camille Saint-Saëns, Frank Martin und Giselher Klebe haben Weihnachtsmusik verfasst. Vom Barock bis ins 21. Jahrhundert wurden Weihnachtskantaten komponiert.

#### Populäre Musik

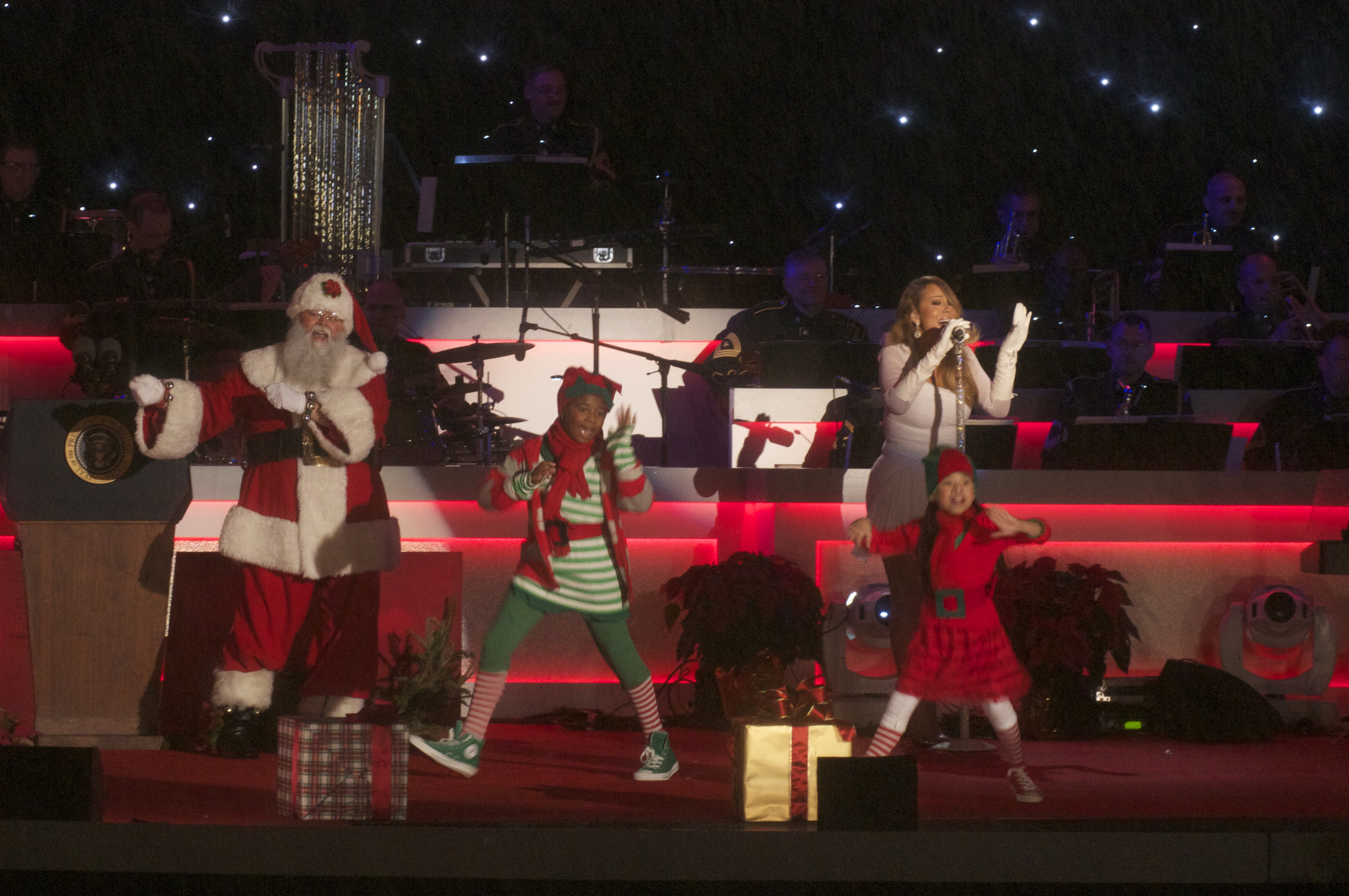
Mariah Carey, All I Want for Christmas is You, bei der Zeremonie des National-Christmas-Tree-Lichteranzündens, New York 2013

Zum Kernbestand der in den Vereinigten Staaten entstandenen Lieder, die heute der Weihnachts-Popmusik zugerechnet werden, gehören Stücke, die überwiegend nach 1900 geschrieben wurden und von denen es eine klassische Einspielung, häufig aus den 1940er Jahren, gibt. Danach entstandene, ebenfalls zu „Klassikern“ gewordene Titel (etwa Last Christmas aus dem Jahr 1984) stammen nicht nur aus den USA; einige der Songs haben nur noch über eine Zeitangabe im Text einen expliziten Bezug zum Thema Weihnachten.
Thematisch lassen sich vier Gruppen unterscheiden:
- Titel mit einem Bezug zur christlichen Weihnachtsbotschaft: Little Drummer Boy (1941), Mary’s Boy Child (1956) und Do You Hear What I Hear? (1962).
- Titel, die das „echte“ Weihnachtserlebnis in einer Schneelandschaft lokalisieren: Der Klassiker ist Irving Berlins White Christmas (1942). Was den Winter im amerikanischen Nordosten und Mittelwesten ausmacht, ist in Weihnachts-Popmusik dieser Gruppe oft dem älteren Winterlied Jingle Bells (1857) entnommen: das Motiv des offenen Pferdeschlittens und die typischen Glöckchen. Für diese Thematik stehen Winter Wonderland (1934), Sleigh Ride (1948) und Jingle Bell Rock (1957).
- Titel, die Weihnachten als Geschenkfest thematisieren und dabei neben Santa Claus weitere fiktive Figuren etablieren. Grundlegend war hier Santa Claus is Coming to Town (1934). Gene Autry war zunächst mit einer quasi-religiösen Interpretation des Santa für Kinder erfolgreich: Here Comes Santa Claus (Right Down Santa Claus Lane), es folgte Rudolph, the Red-Nosed Reindeer (1949). Autry erfand auch Frosty, den Schneemann, so dass ein Trio der Christmas-Popkultur beisammen war: Santa, Rudolph, Frosty.
- Christmas-Blues. Was zählt, sind nicht Geschenke, sondern die Nähe der geliebten, aber abwesenden Person. Beispielsweise Elvis Presley, Blue Christmas (1957), Lowell Fulson, Lonesome Christmas (1950). Bei Mariah Carey, All I Want for Christmas is You (1993), ist das Thema positiv gewendet.

### Philatelistisches
In der Serie Weihnachten – Die Botschaft des Engels: Fürchtet euch nicht gab die Deutsche Post AG mit dem Erstausgabetag 2. November 2021 ein Zuschlags-Postwertzeichen im Nennwert von 80 + 40 ct heraus. Der Entwurf stammt von der Grafikwerkstatt nexd aus Düsseldorf. Ein weiteres Postwertzeichen, ebenfalls mit dem Erstausgabetag 2. November mit dem Motiv der gläsernen Christbaumkugeln und dem Text Frohe Weihnachten stammt von der Grafikerin Bettina Walter aus Bonn.
Im Jahr 2022 wurde mit dem Erstausgabetag 2. November in der Serie Weihnachten mit dem Text Die Botschaft des Engels: Siehe ich verkündige Euch eine große Freude ein Zuschlagpostwertzeichen im Nennwert von 85 + 40 Eurocent herausgegeben. Der Entwurf stammt von den Grafikern Annette le Fort und Andrée Heers aus Berlin. Ebenfalls am 2. November wurde ein Postwertzeichen mit dem Text Friedvolle Weihnachten im Nennwert von 85 Eurocent herausgegeben. Der Entwurf stammt vom Grafiker Thomas Steinacker aus Bonn.

### Literatur und Film

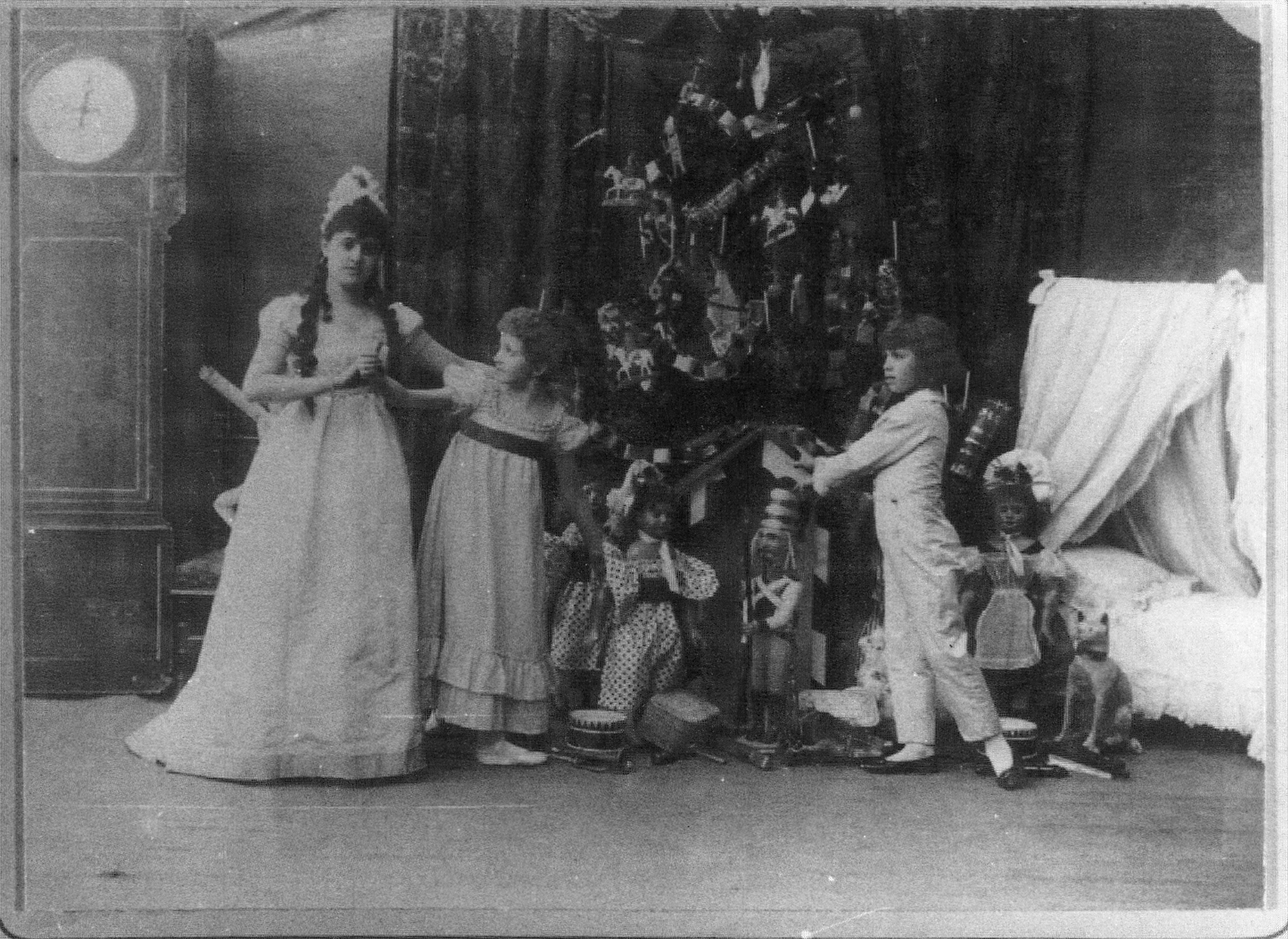
Bühnenbild aus dem Ballett Der Nussknacker (1892) von Pjotr Tschaikowsky nach der Erzählung Nußknacker und Mausekönig (1816) von E. T. A. Hoffmann